# Historia de la NBA
La National Basketball Association (NBA) nace en 1946 (llamada BAA hasta 1949) como complemento del mayor espectáculo americano de la época, el hockey sobre hielo, mientras éste atravesaba su parón invernal. Para entonces ya existía una liga profesional, la NBL, la cual se fusionó con la BAA (fundada en 1946) en 1949 para dar nacimiento a la NBA. El primer encuentro de la liga corresponde a un New York Knicks – Toronto Huskies. Philadelphia Warriors fue el primer campeón y George Mikan el primer gran dominador con 5 anillos con Minneapolis Lakers. En 1955, Bob Pettit se convertiría en el primer MVP de la temporada y Chuck Cooper en el primer jugador de raza negra elegido en el draft. Con los finales de 50 y 60 irrumpen los Celtics de los 11 anillos liderados por Bill Russell (récord individual) y Red Auerbach. Russell y Wilt Chamberlain protagonizaron una de las rivalidades más grandes de la historia. Wilt llegó a encestar 100 puntos en un encuentro y es valedor de muchos récords en la liga. Con el ocaso de estos, en 1969 surge un nuevo dominador, Lew Alcindor, quien más tarde adoptaría el nombre de Kareem Abdul-Jabbar, máximo anotador en la historia.
En 1968 nace la ABA con el objetivo destronar a la NBA por medio de unas reglas encaminadas a crear todavía más espectáculo, pero que debido a la aplastante superioridad de la NBA terminaría por desaparecer en 1976. Dejó un legado en la NBA de 4 franquicias (Denver Nuggets, Indiana Pacers, New York Nets y San Antonio Spurs). Los años 1970 fueron de los modestos, no hubo un dominador claro y hasta 8 equipos diferentes se alzaron con el anillo. New York Knicks, uno de los 3 equipos que perduran desde el inicio, estrenó su palmarés con su primer título en 1970.
En la década de 1980 la NBA logra su momento de máximo esplendor con el ‘showtime’ de Los Angeles Lakers, dirigidos por el gran base Earvin Magic Johnson, y la eficaz sobriedad de los Boston Celtics, liderados por el gran alero Larry Bird. La eterna rivalidad Celtics-Lakers se convirtió en un clásico de las finales de la NBA. Además, el hecho de ser Bird de raza blanca y Magic Johnson de raza negra (de hecho, el equipo titular de los Celtics era de mayoría blanca y el de los Lakers era de mayoría negra) Ayudó a incrementar el morbo del duelo. A pesar de sus duelos deportivos, Bird y Magic eran (y siguen siendo) grandes amigos. De aquellos Celtics cabe destacar el pívot Kevin McHale (un juego de pies sin igual en el poste bajo), el pívot Robert "El Jefe" Parish (famoso por su dorsal 00), el escolta tirador Denny Ainge y el base anotador Dennis Johnson. Tampoco hay que olvidar que en aquel equipo llegó a jugar también Bill Walton. De los Lakers destacaron el anotador y especialista en contraataques James Worthy, el legendario pívot Kareem Abdul Jabbar, el reboteador A.C. Green y el alero tirador Byron Scott. Poco después se incorporó a este equipo el pívot Vlado Divac.
La irrupción del gran Michael Jordan, probablemente el mejor jugador de la historia de la NBA, ayudó a que el interés internacional por la NBA no decayera tras las retiradas de Bird y Magic. Jordan estuvo acompañado por varios jugadores excelentes (Scottie Pippen, Toni Kukoč), así como por especialistas en el rebote (Charles Oakley, Horace Grant) y en los triples (Steve Kerr). Además, el espectáculo que Jordan brindó junto a Dominique Wilkins o Spud Webb en los concursos de mates. permitió que el producto espectáculo de la NBA siguiera en lo más alto por varios años.
Para acabar la década, los ‘bad boys’ de Detroit Pistons dejaron su huella con 2 anillos y un estilo de juego para el recuerdo, un juego duro y agresivo basado en la defensa y ciertas "malas artes" (de ahí el sobrenombre de "bad boys") de jugadores que más parecían gladiadores que jugadores de baloncesto: el pívot triplista Bill Lambeer, el gran reboteador Dennis Rodman, y el musculado Rick Mahorn. El jugador estrella de los Pistons era el excelente base Isiah Thomas, bien escoltado por el escolta anotador Joe Dumars y, en menor medida, por el escolta suplente Winnie "Microondas" Johnson.
Michael Jordan resume en dos palabras lo que fue la década de los años 1990. Desde la época de Russell en Boston no se recordaba una superioridad tan aplastante como la que firmaron estos Bulls. Para las finales quedó el 72-10 que se marcaron en la temporada 1995-96 y sus 6 anillos. El ‘bailarín’ Hakeem Olajuwon y sus Houston Rockets aprovecharon la retirada momentánea de Jordan para apuntarse 2 campeonatos.
La entrada del nuevo milenio viene acompañada con el ‘threepeat’ de Los Angeles Lakers. La sociedad Bryant-O'Neal aúpa a los angelinos al lugar que merecen mientras la NBA abre sus puertas al extranjero y se globaliza. Yao Ming se convirtió en el primer extranjero en ser elegido n.º 1 del draft en 2002. En 2004, los Pistons suman un nuevo anillo con el juego que le hizo grandes: con un equipo sin ningún All-Star, acabaron con el dominio de los Lakers y pusieron final a la relación Kobe-Shaq. En 2006, Dwyane Wade lideró a Miami Heat a su primer anillo; los Celtics del "Big Three original" (Pierce, Garnett, Allen) sumaban un nuevo campeonato en 2008; y los Lakers se apuntaron los títulos de 2009 y 2010 tras fichar a Pau Gasol. Mientras tanto, Tim Duncan y Gregg Popovich forjaron su leyenda con San Antonio Spurs. Durante estos años, un joven LeBron James dejó señales del dominio que ejercería en el futuro. Tras dejar sus Cleveland Cavaliers, se unió a Wade y Chris Bosh en Miami y ganó dos anillos en 2012 y 2013, aunque en 2011 cayeron contra todo pronóstico con los Dallas Mavericks de Dirk Nowitzki y en 2014 fueron los Spurs, liderados por un joven Kawhi Leonard, quienes pusieron un amargo final a la etapa del Rey en Florida. Para la temporada 2014-15, LeBron decide volver a Cleveland, pero se topó con los jóvenes Golden State Warriors de Stephen Curry. En 2016, la franquicia de Oakland firmó el mejor registro histórico en una temporada regular (73-9), pero en las finales, LeBron cobró su venganza y dio a los Cavaliers el primer anillo de su historia. En 2017, los Warriors, tras el polémico fichaje de Kevin Durant, recuperaron el cetro de la liga tras barrer a los Cavs, y también se apuntaron el título de 2018 confirmándose como un equipo de leyenda.

## Los años 50
La NBA nace en 1946 (llamada BAA hasta 1949) llamada como complemento del hockey sobre hielo, de modo que los dirigentes empiezan a ver el baloncesto como un deporte atractivo, capaz de competir con cualquier espectáculo y que se tornaba como el deporte perfecto para atraer al público mientras la liga de hockey atravesaba su descanso invernal. Esta idea surge tras el fracaso del baloncesto profesional estadounidense durante los años 30, carente de una estructura sólida de competición y de un calendario que mantuviera el orden, de modo que los equipos se hacían y deshacían con asiduidad y rapidez.
En 1937 se formó la NBL (National Basket League), competición que se movía por ciudades de segunda fila y que posteriormente se acabaría fusionando con la BAA.
En junio de 1946, un grupo de propietarios de instalaciones deportivas y empresarios, encabezados por Max Kase, editor del New York Journal American, y Walter Brown, presidente del Boston Garden, fundaron la BAA (Basketball Association of America), compuesta por once franquicias que correspondían a los once miembros fundadores. Max Kase fue quien llevó la idea al propietario de la NHL, Walter Brown, quien a su vez se la pasó a Ned Irish para terminar aprobando la fundación de la liga.
Los 11 equipos que abrieron el telón en la inaugural temporada 1946-47 fueron Boston Celtics, Philadelphia Warriors, New York Knicks, Washington Capitols, Providence Steamrollers, Toronto Huskies, Chicago Stags, St. Louis Bombers, Cleveland Rebels, Detroit Falcons y Pittsburgh Ironmen. Únicamente 3 equipos han perdurado hasta nuestros días: Boston Celtics, New York Knicks y Golden State Warriors.
El partido inaugural fue un New York Knicks – Toronto Huskies jugado el 1 de noviembre de 1946 y que acabó con victoria de los Knicks por 68-66.
En la segunda temporada el número de equipos descendió, se pasó de los 11 conjuntos a 8, y muchas de las estrellas las acaparaba la NBL.

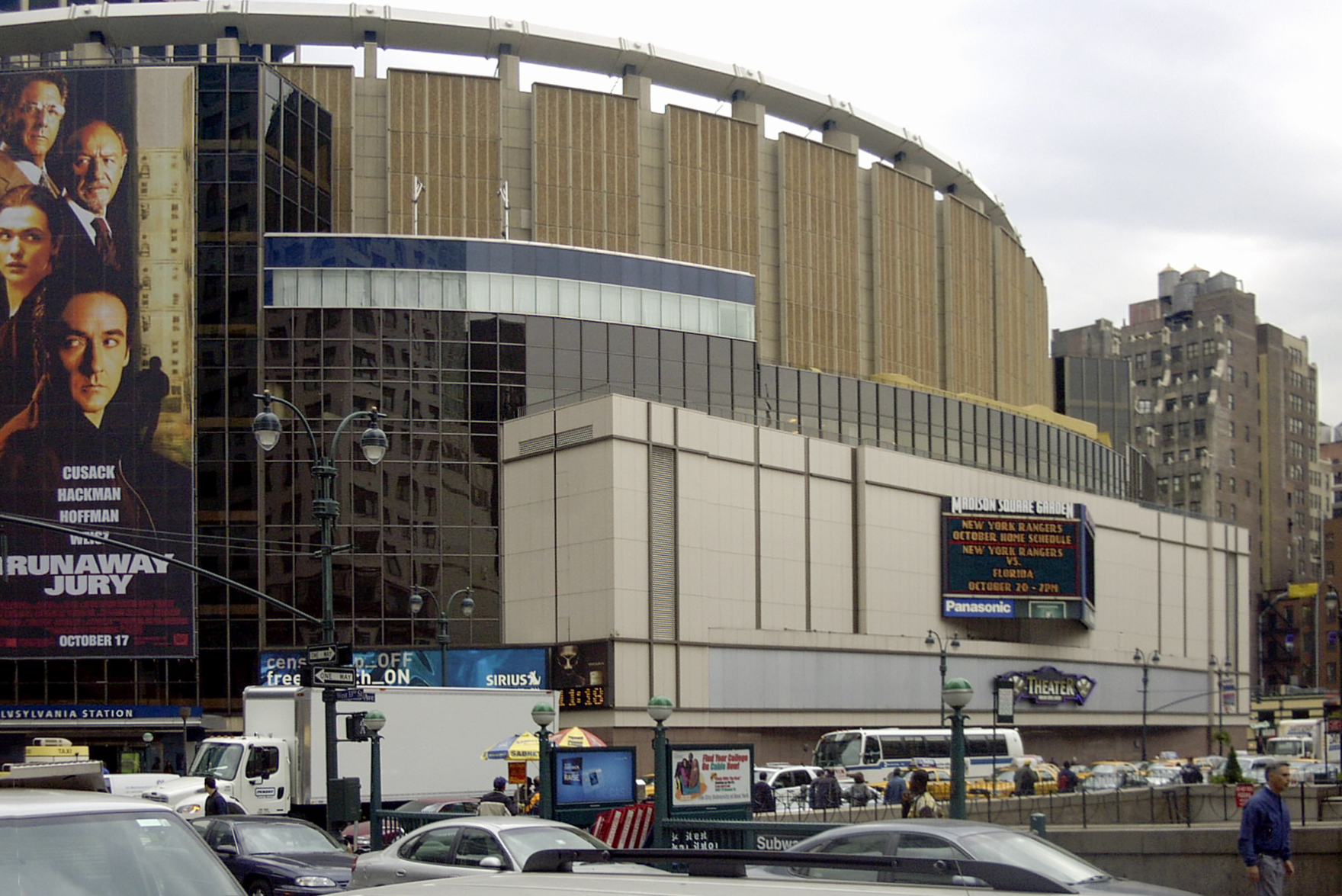
El Madison Square Garden lleva en funcionamiento desde 1946.

Para la temporada 1949-50 la BAA y la NBL se unieron para formar lo que hoy conocemos cono NBA (National Basketball Association). Maurice Podoloff se convirtió en su primer comisionado. Un año después se realizaría la primera edición del All-Star Game en el Boston Garden, Bob Cousy debutaría en la liga y Chuck Cooper se convertiría en el primer jugador de raza negra elegido en el draft, en 1951, en segunda ronda por Boston Celtics.
Una de las peculiaridades más exitosas que desde un principio impuso la NBA fue el Draft, un sistema de elección de nuevos jugadores salidos de la universidad o directamente de ligas del resto del mundo que impide la subasta entre equipos de la organización y rige, por tanto, como un control de precio. El equipo peor clasificado de la anterior temporada elige primero, le sigue el penúltimo y así sucesivamente hasta llegar al campeón. Posteriormente se comienza con la segunda ronda hasta finalizar la lista.
Uno de los cambios de reglas que se desarrolló en esta década y que fue fundamental para imprimir al juego de mayor velocidad y emoción fue la inclusión del reloj de posesión. A partir de ese momento, se establecían 24 segundos para cada ataque. Antes del reloj de posesión, el marcador más bajo había sido 19-18 en el partido que ganó Fort Wayne Pistons a Minneapolis Lakers, el 22 de noviembre de 1950.
Debido a las diferencias económicas y estructurales entre las distintas franquicias, el número de equipos desciende hasta 8 en 1954, pero lejos de caer en una crisis, esa reducción de franquicias deja solo a la élite de la liga y se empieza a ver una NBA sólida y competitiva como nunca se había visto hasta la fecha.

### Los Warriors ganan el primer título
La 1946-47 sería la primera temporada de la NBA, por entonces llamada BAA (Basketball Association of America), nombre que recibiría hasta 1949 después de que los equipos de la NBL (National Basketball League) se unificaran con los de la BAA. El primer entorchado de campeón correspondería a Philadelphia Warriors, liderados desde el banquillo por el legendario Eddie Gottlieb y en la cancha por Joe Fulks y Howie Dallmar vencieron a Chicago Stags en la final por un contundente 4-1. Fulks fue el máximo anotador de la temporada con 23.2 puntos mientras que Dallmar fue uno de los cuatro jugadores que pasaron de las 100 asistencias en la temporada y aquella final la pasó cojeando debido a un pie encallado pero aun así resultó decisivo en el 5º partido en el antiguo Philadelphia Arena.
"Nadie esperaba que jugara", dijo Gottlieb, entrenador de los Warriors, que no puso de titular a Dallmar para que su pie descansara y se pudiera recuperar. Pero más allá de eso, Dallmar se sentó ahí en el banquillo, estuvo insistiendo a Gottlieb para que le dejara jugar y acabó resultando decisivo merced a una canasta ganadora. Con 80-80 en el marcador y con menos de un minuto por jugar, Howie Dallmar saltó a la pista y llevó a los Warriors al 83-80 final y al primer título. Fulks también fue determinante en ese quinto partido con 34 puntos.
Todos los integrantes del equipo se llevaron 2.000 dólares y un anillo de campeón.

### George Mikan, el primer grande de la NBA
Minneapolis, por aquel entonces, alojamiento de los Lakers, no necesitó muchos más aperos de los que ofrecía George Mikan para subsistir. Condicionó, dominó y campeó a sus anchas y por sí solo durante los primeros pasitos que empezó a dar un gigante que responde hoy al nombre de NBA. La idea del pívot hoy carecería de significación si Mikan no hubiera llegado a dotarlo de pleno sentido. Mikan se había convertido en todo un referente en este deporte, y se adaptó perfectamente a las nuevas exigencias. Todos y cada uno de los pívots dominantes posteriores (Bill Russell, Wilt Chamberlain, Kareem Abdul-Jabbar o Shaquille O'Neal) bebieron de su influencia bruta.
De apariencia más propia de un intelectual que de jugador de baloncesto, la esencia de Mikan y sus gafas de montura de alambre mantendrán siempre una estrecha relación de semejanza.
La anécdota más curiosa y que al mismo tiempo, permite imaginarnos la dimensión que abarcó este señor, fue aquella que se vivió en el Madison Square Garden el 14 de diciembre de 1949, donde a la entrada del pabellón, un desaforado cartel, rezaba "tonight George Mikan vs. Knicks". Por lo visto, los jugadores le achacaron que saliese él solo y diese la cara, sin tener George culpa alguna de aquel altercado. Sabía deducción, por cierto. No eran los Lakers, era George Mikan. Este conformó junto a Mikkelsen, la primera pareja ala-pívot/pívot que tenía cabida en la liga. Este último se tornó como un gran reboteador, zafándose en labores de desgaste para permitir a Mikan imponer su autoridad en la pintura. Del mismo modo, fue el primer talento que mejor optimizó su tamaño, que no su físico.
En el periodo que transcurrió entre 1946 y 1954 ganó 7 de 8 títulos posibles. La sombra de Mikan se convertía en inaccesible para aquel osado que atreviera a danzar por territorio comanche, bien para atacarle, bien para defenderle. Mikan supuso una verdadera pesadilla, una bárbara revolución en la liga, para sus contemporáneos y una bendición para Lakers.
Un basto, pero efectivo gancho, será la imagen que perdure de este as, sin duda, su más infalible arma. Así mismo, Mikan, provocó imposición de dos nuevas reglas, la de los 3 segundos y el tapón ilegal. Recordemos que por aquel entonces, taponar un balón cuya parábola fuera descendente no carecía de validez, por lo que la frustración que impregnaba en sus rivales le hacía aún más grande si cabe.

### La maldición de los Knicks
New York Knicks empezó a forjar su leyenda bien pronto, los siete primeros años ya habían visitado tres veces las finales de manera consecutiva en el periodo 1951 a 1953.
En su primera aparición frente a Rochester Royals fueron capaces de levantar un 0-3 adverso pero no completaron la remontada y los Royals se alzaron con el anillo tras vencer 75-79 en un fatídico séptimo partido. El Hall of Famer Harry Gallatin y Nat Clifton llevaban el peso del equipo y formaban una excelente pareja interior con Max Zaslofsky por fuera.
Las finales de 1952 y 1953 eran palabras mayores, esperaba Mikan y New York tenía que luchar con Gallatin y Clifton para frenarlo. En 1952 de nuevo se fueron a siete partidos, pero volvieron a sucumbir en el decisivo, sin embargo un año después sería un paseo militar de Minneapolis Lakers que vapulearon 4-1.

### Cousy y los Celtics acaban con los Nationals en 4 prórrogas
En los playoffs de 1953, Boston Celtics y Syracuse Nationals se enfrentaban en semifinales de conferencia. Los Celtics marchaban 1-0 en la serie, y el segundo partido se convirtió en uno de los más recordados de la historia. Boston venció 111-105 tras 4 prórrogas para meterse en la final de la NBA. 

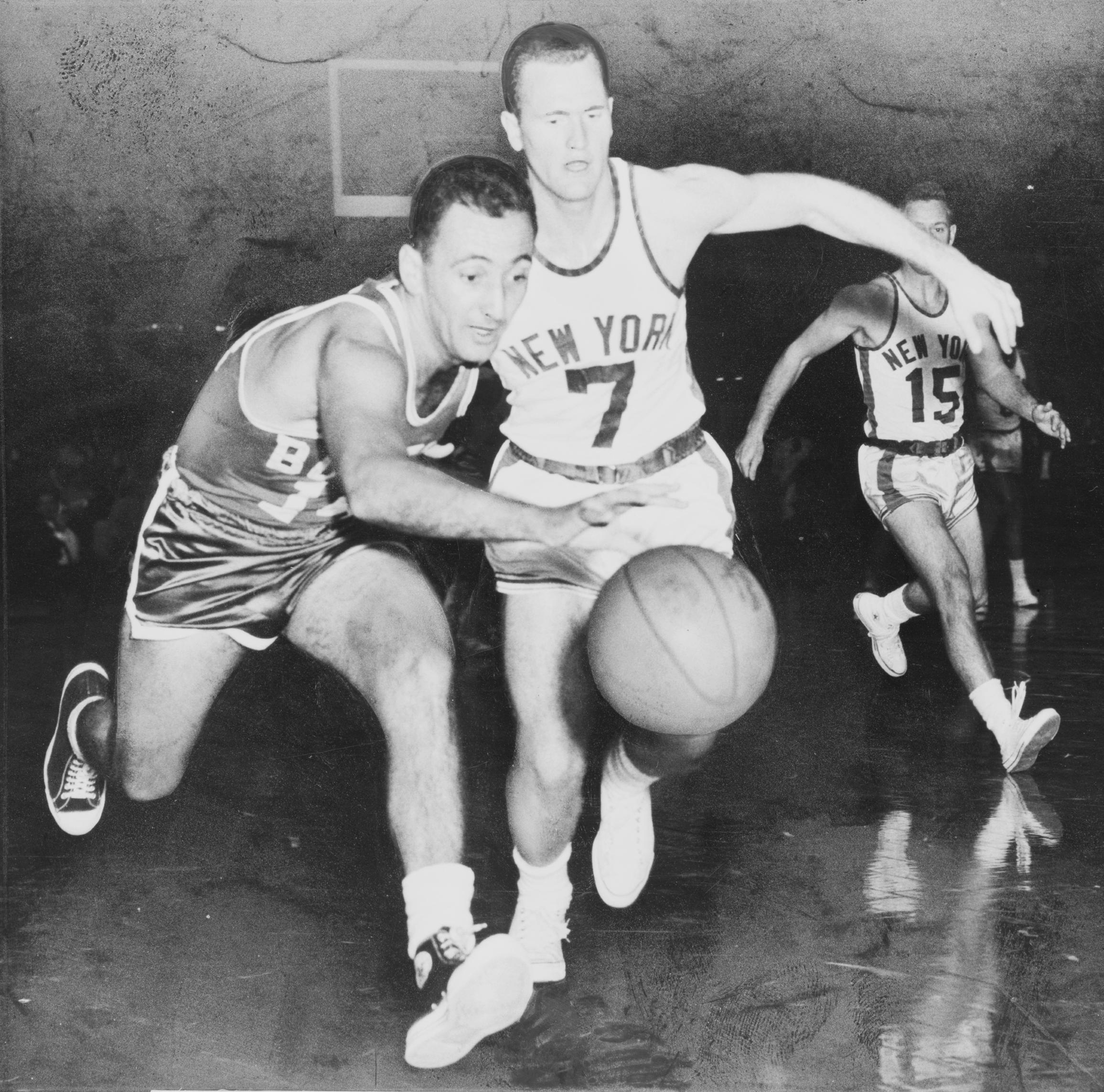
Bob Cousy ante los Knicks.

 El reloj de posesión aún no estaba instaurado, y teniendo a Bob Cousy en el equipo, Boston tenía mucho ganado. Cousy, apodado el ‘Houdini of the Hardwood’ por su manejo de balón, emergió como factor dominante en aquel encuentro. Su técnico, Red Auerbach ordenó guardar la pelota en sus manos, a lo que Syracuse solo podía frenar por medio de faltas. Acabó yendo 32 veces a la línea de tiros libres (récord en playoffs, la siguiente mejor marca está en poder de Michael Jordan, con 23-28 ante los Knicks en los playoffs de 1989), anotando 30, para acabar con 50 puntos en un partido que se convirtió en un concurso de tiros libres, como muchos de la época, para aburrimiento de los aficionados. Para la historia quedarían esos videos de Cousy en los que aparece driblando a todo aquel que le saliera al paso. El juego se estaba estancando como afirmara el propio Cousy, y una de las medidas para evitar esto era evidente, implantar el reloj de posesión.

### La revancha de Pettit
Boston Celtics y St. Louis Hawks mantenían una de las mejores rivalidades de la época, desde 1957 hasta 1961 se enfrentaron en 4 finales. Boston venció en tres ocasiones y los St. Louis en una, en lo que fue la venganza de Bob Pettit. En las finales de 1957, los Hawks de Pettit se dejaron remontar un 3-2 para acabar perdiendo sus primeras finales por 4-3 con un doloroso séptimo partido inclusive (125-122 tras dos prórrogas). Aquel título supondría el primero de los 17 que a lo largo de la historia conseguirían los Celtics.
Pettit, Ed Macauley y Cliff Hagan lideraron a los Hawks a una nueva final, pero el factor determinante como siempre a la hora de la verdad era Pettit. Era el momento de cobrarse la revancha tan solo un año después. Los Hawks se apuntaron los dos primeros envites en el Boston Garden, y cuando parecía que tenían todo a favor con la serie de vuelta a casa y con Bill Russell lesionado en el tercer partido (y baja para el resto de la final), Boston apeló a la garra y el coraje que les hizo grandes, y empataron la final en los dos partidos disputados en St. Louis. Pettit y sus compañeros se repusieron del mazazo y volvieron a poner la ventaja en la final después de vencer 102-100 en Boston. Tocaba rematar en casa, y ahí apareció Bob Pettit para firmar una actuación antológica: 50 puntos (anotó 19 de los últimos 21 puntos de los Hawks) con canasta decisiva a falta de 15 segundos para dar a St. Louis Hawks su primer y único campeonato tras vencer en el definitivo sexto partido 110-109. Aquella marca era entonces la mejor en un encuentro de playoffs igualada con la de Cousy en 1953. Actualmente, el récord de playoffs está en manos de Michael Jordan, con 63 ante Boston en 1986.
Pettit se convertiría en el primer jugador de la NBA en alcanzar los 20.000 puntos y 10.000 rebotes.

## Los 60

### Wilt Chamberlain anota 100 puntos

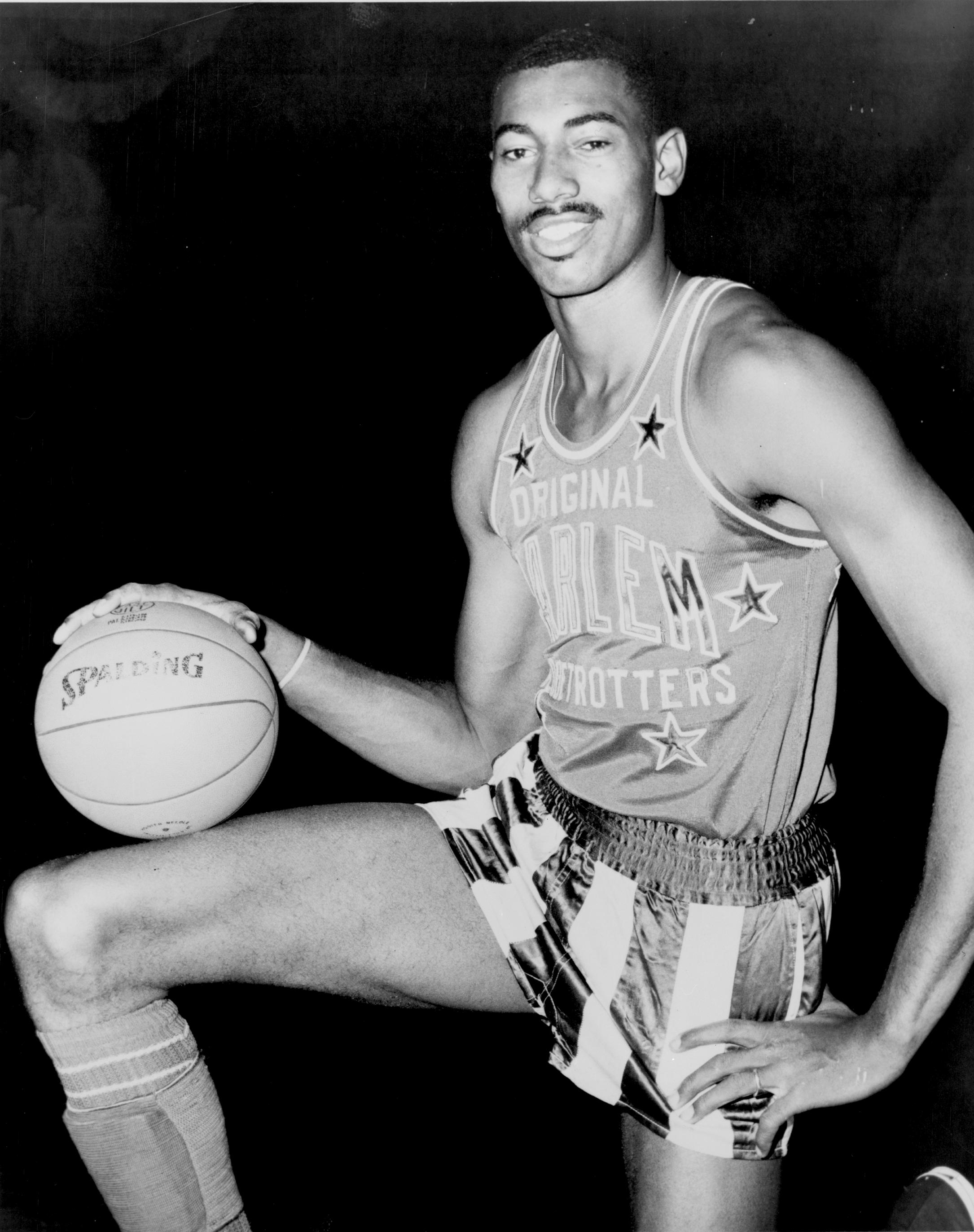
Wilt Chamberlain, probablemente el jugador más dominante en la historia.

Antes de la temporada 1961-62, el récord de más puntos en un partido lo poseía Elgin Baylor de los Lakers con 71. El 8 de diciembre de 1961, los Warriors jugaron ante los Lakers y Wilt Chamberlain anotó 78 puntos, superando el récord de Baylor, en un partido de tres prórrogas. El legendario comentarista de los Lakers "Chick" Hearn a menudo ha contado la historia de que preguntó a Baylor al finalizar el partido si estaba molesto por haber perdido el récord de aquella manera, con Wilt teniendo 15 minutos suplementarios en el partido para sobrepasar su registro. Según Hearn, Baylor no estaba preocupado porque "un día, el tipo anotará 100 puntos".
Chamberlain era un jugador dominante, con una descomunal fuerza. Ofensivamente era imparable, todo obstáculo que se impusiera en su camino hacia la canasta resultaba inútil, hasta tal punto que la liga tuvo que modificar varias reglas con el fin de disminuir la cruel dictadura baloncestística a la que sometía a sus rivales en cancha.
El 2 de marzo de 1962, en una victoria sobre los Knicks por 169-147 en el Hersheypark Arena en Hershey, Pensilvania, Wilt Chamberlain anotó 100 puntos (59 en la segunda mitad). Se dice que Chamberlain anotó la última canasta a falta de 46 segundos para el final, pero ya no había nada que pudiera hacer parar a la muchedumbre sobre la cancha de juego. Debido a que el partido no fue televisado, no existen imágenes ni videos, aunque sí una grabación de audio de la emisión de radio del partido.
En el primer cuarto anotó 23 puntos para marcharse al descanso con 41 puntos. Tras la reanudación, continuó con su recital anotando 28 puntos en el tercer cuarto, finalizando el último con 31 tantos. Chamberlain firmó un 36/63 en tiros de campo y un 28/32 en la línea de tiros libres; algo notable dado que Wilt apenas anotó la mitad de tiros libres que lanzó en toda su carrera. Hay que recordar que por entonces no existía la línea de tres puntos. Chamberlain inicialmente dijo que se sentía "avergonzado" de esas estadísticas, por haber lanzado 63 veces a canasta y conseguir anotar "solo" 36 tiros.
Tres jugadores de los Knicks sobrepasaron la treintena de puntos en ese encuentro, pero de todas maneras, ni juntando todos esos puntos superaban la hazaña individual de Chamberlain.
El partido de los 78 puntos anotados ante los Lakers en tres prórrogas permaneció como el segundo récord de más puntos anotados en un solo encuentro durante más de 40 años, hasta el 22 de enero de 2006, cuando Kobe Bryant, escolta de los Lakers, endosó 81 puntos a Toronto Raptors.

### Un Baylor de récord no es suficiente
Baylor era un jugador entre otras muchas cosas dinámico en el juego; antes de Julius Erving y Michael Jordan, leyendas del baloncesto aéreo, existió Elgin Baylor. Alero fuerte y ágil, Baylor jugó 14 temporadas con los Lakers comenzando en 1958, cuando la franquicia aún estaba ubicada en Minnesota y respondía al nombre de Minneapolis Lakers.
Baylor tocó el cielo el 14 de abril de 1962, anotando 61 puntos y cogiendo 22 rebotes en la victoria por 126-121 sobre Boston Celtics en el quinto partido de las Finales de la NBA. Aunque los Celtics ganaron los dos siguientes encuentros y por consiguiente el campeonato, aquella noche pasó a la historia del baloncesto.
La actuación de Baylor fue magistral. Asombró al personal, que asistió atónito a los movimientos del alero ante uno de los mejores defensores de la liga, Tom "Satch" Sanders. Pero la hazaña no terminaba ahí, ya que si bien se deshacía de la pegajosa defensa de Sanders, Bill Russell le estaba esperando para frenarle en su camino al aro. “Todo lo que recuerdo fue que ganamos el partido, nunca pensé en los puntos que llevaba”, dijo Baylor años más tarde. “Elgin Baylor fue una máquina ese partido”, acertó a decir Sanders.

### Oscar Robertson: Un año de triples dobles
Oscar Robertson merece un sitio privilegiado entre los más grandes. Pese a ser uno de los mejores jugadores que ha habido en la NBA, no hay conciencia clara de lo que este jugador logró en activo. En la temporada 1961-62 promedió 30.8 puntos, 12.5 rebotes y 11.4 asistencias, o lo que es lo mismo, un triple doble. Curiosamente, esos números no le valieron para ser designado MVP, sino que fue a parar a Bill Russell (18.9 puntos, 23.6 rebotes y 4.5 asistencias). Y se quedó a las puertas en 4 temporadas. En su año rookie estuvo a 0.3 asistencias de conseguirlo, en el segundo lo logró, en el tercero le faltó media asistencia, en la cuarta 0.1 rebotes y en la quinta 1 rebote.
La definición de jugador tridimensional se reducía a Robertson. Un superdotado para la época que sin embargo no pudo lograr un anillo en Cincinnati Royals y tuvo que buscarlo en Milwaukee Bucks. Lo encontró en su primera temporada allí, en 1971, un verano antes de haber elegido los Bucks a Lew Alcindor.
"The Big O" actualmente tiene el récord de triples dobles con 181 y sus 20.5 puntos por partido son la media más alta en un All-Star Game.

### Cousy lidera a los Celtics al anillo
Aunque habían ganado cuatro anillos de la NBA, en marzo de 1963, vísperas de playoffs, un artículo en Sports Illustrated afirmaba que “los Celtics son un equipo viejo y cansado”.
Bob Cousy, capitán de los Celtics, tenía 34 años y aunque fuera el tercer máximo asistente en la historia de la liga, K.C. Jones estaba a punto de relevarle en el puesto de base titular del equipo. Cousy, todo un ganador, se tomó las Finales ante los Lakers de Jerry West y Elgin Baylor como un reto personal.
Los Celtics ganaron los dos primeros partidos de la serie en el Boston Garden, perdiendo más tarde la posibilidad de cerrar la eliminatoria en casa en el quinto partido, pero Cousy falló en su intento; ¿era verdad que a los Celtics le pesaba la edad?.
Las finales regresaban a Los Ángeles, donde en el sexto encuentro los Celtics lideraban el marcador por nueve puntos al comienzo del último cuarto. Una torcedura de tobillo obligó a Cousy a sentarse en el banquillo, abriéndose una inesperada puerta para los Lakers de ganar el partido. Pero, a falta de cinco minutos, Cousy regresó a la pista, robando un balón con posterior canasta de Tom Heinsohn para irse en el marcador cuatro puntos arriba a falta de dos minutos.
Tras esto, Cousy cumplió con su apodo; 'The Houdini of the Hardwood'. Con la pelota pegada a su mano como si de un mago se tratase, agotó hábilmente el tiempo mientras los jugadores de los Lakers se desesperaban para cazarle y hacerle falta. Finalmente, en los últimos segundos de su carrera, lanzó el balón al aire mientras la bocina indicaba el final del partido; los Celtics habían ganado 112-109 y el quinto campeonato consecutivo se quedaba en Boston. Después de todo, Cousy había demostrado no ser lo suficientemente viejo para liderar a su equipo al anillo.

### Jerry West promedia 46.3 puntos por partido
Durante años, Jerry West había formado con Baylor una de las mejores parejas ofensivas de la liga, ya que cuando West llegó al equipo en 1960, Baylor ya era toda una estrella de la NBA. Este dominaba el juego tanto ofensiva como defensivamente, obligando a los rivales a centrarse en su defensa y permitiendo a West anotar más fácilmente.
Cuando Baylor se lesionó la rodilla en el primer partido de las Semifinales de Conferencia Oeste de 1965 entre Lakers y Baltimore Bullets, West se quedaba cuanto menos solo en el equipo. Respondiendo con creces al desafío, West anotó 49 puntos en la victoria angelina por 121-115.
En el segundo encuentro, llegó hasta los 52 puntos con lo que los Lakers se apuntaban la segunda victoria en la serie (118-115). Aunque los Bullets ganaron los dos partidos en su casa, West no bajó el nivel en ningún momento, anotando 44 y 48 puntos en sus esfuerzos en vano.
De vuelta a casa en el quinto partido, continuó con su monstruoso juego, liderando a los Lakers a la victoria por 120-112, consiguiendo esta vez 43 tantos. En el sexto y a la postre último encuentro, la estrella de los Lakers completó la hazaña anotando 42 puntos y batiendo a los Bullets (117-115) para avanzar a las Finales de la NBA, que perderían contra los Celtics.
La serie de seis partidos ante los Bullets quedó para la historia. West anotó más de 40 puntos en todos los encuentros, récord ya que ningún otro jugador de la NBA había conseguido nunca 40 o más puntos en más de cuatro partidos de playoffs. Los 46.3 puntos por noche se convirtieron en el promedio anotador más alto en una serie de playoffs en la historia de la NBA. Michael Jordan sería el que más se le acercaría, con 45.2 en cinco encuentros ante Cleveland Cavaliers en 1988.

### “¡Havlicek robó el balón!”
Es la cita de radio más famosa en la historia del baloncesto, equivalente al popular "The Giants win the pennant! The Giants win the pennant!" de Russ Hodges en los playoffs de 1951 de la Liga Nacional de Béisbol. Johnny Most, comentarista de los Celtics, no pudo contener la emoción en los segundos finales del séptimo partido de las Finales de Conferencia Este de 1965 entre los campeones Celtics y Philadelphia 76ers.
Los Celtics lideraban el marcador 110-109, y los 76ers recuperaban la posesión a falta de cinco segundos para el final. Hal Greer se disponía a sacar de fondo bajo su propia canasta, siendo su objetivo Wilt Chamberlain, en el poste bajo, aunque defendido por Bill Russell, por lo que la opción perdía fuerza. K.C. Jones, que defendía a Greer, saltó a lo largo de la línea de fondo y agitó los brazos desesperadamente para intentar distraer al jugador de los 76ers.
Para conseguir una mejor vista de la pista, Greer saltó y lanzó el balón a Chet Walker, sin contar con la astucia de John Havlicek, que rápidamente se adelantó a Walker y tocó lo suficiente el balón para que su compañero Sam Jones le recogiera y recorriera hasta mitad de pista mientras la bocina del final del partido sonaba como una dulce melodía en los oídos de los aficionados verdes.
“Greer pone la pelota en juego, saca profundamente... ¡Havlicek lo roba, balón para Sam Jones, Havlicek robó el balón!, ¡se acabó todo, Johnny Havlicek robó la pelota!”, mítica radiación del comentarista Johnny Most, elevando cada vez más el tono de voz cuando Havlicek robó el balón.
Tras ello, los Celtics conseguirían su séptimo anillo consecutivo, ganando a los Lakers por 4-1. Havlicek anotó más de 26 000 puntos en 16 temporadas en la NBA, pero el mejor momento en su carrera quedó inmortalizado con aquella retransmisión del ya fallecido Johnny Most.

### El mejor equipo de la historia
“El mejor equipo que jamás he visto eran los 76ers de la temporada 1966-67”. Con estas palabras reflejaba Wilt Chamberlain la importancia de este mítico conjunto.
Los 76ers de aquella temporada consiguieron un récord histórico en liga regular de 68-13, posteriormente superado por los Lakers en 1972 y más tarde por los Bulls en 1996 y luego por los Golden State Warriors en 2016. En 1966-67, la NBA era mucho más pequeña que hoy en día, por lo que los jugadores se conocían mucho más entre sí, así como las canchas. Aunque los Celtics iban en camino hacia su noveno título consecutivo, los 76ers de Chamberlain estaban más fuertes que nunca, realizando este una temporada regular brillante; aunque sus promedios anotadores descendieron (24.1), lideró la liga en rebotes (24.2), en porcentaje de tiros de campo (68.3%), en minutos (45.5) y tercero en asistencias (7.8).
En cuanto a los 76ers, promediaron 125.2 puntos por partido, el tercer mejor promedio en la historia de la NBA. Era un equipo muy profundo, con todas las posiciones perfectamente cubiertas y en el que las responsabilidades del ala-pívot variaban de las del alero, y las del base del escolta. Un equipo único y realmente completo.
Junto con Chamberlain, en la pintura estaba Lucious Jackson, un ala-pívot intimidador, seguido del alero Chet “the Jet” Walker; rápido, anotador y con buena mano. Hal Greer, futuro Hall of Fame, era el escolta del equipo, promediando 22.1 puntos por partido, y finalizando con el base Wali Jones.
En el banquillo estaba Billy Cunningham, un jugador de segundo año que promedió 18.5 puntos en solo 26.8 minutos. Cunningham, futuro Hall of Fame, era el sexto hombre, ejemplo de la calidad de este equipo. Larry Costello servía de reserva de Jones en el puesto de base, con el veterano alero Dave Gambee y los rookies Bill Melchionni y Matt Guokas esperando su turno en el banco.
En un esfuerzo por defender el anillo, los Celtics contrataron a los veteranos Bailey Howell y Wayne Embry, pero no parecía ser suficiente para derrotar al equipo que habían construido los 76ers. Aunque los verdes ganaron 60 partidos, Philadephia ganó ocho más; además, ganó sus siete primeros partidos, y 15 de sus 16 primeros. Boston eliminó a los Knicks en primera ronda y los 76ers a Cincinnati Royals, viéndose las caras en las Semifinales del Este, serie deseada.
Los Celtics prácticamente no presentaron problemas a los 76ers, que encarrilaron la serie por 3-0 con un Chamberlain fabuloso consiguiendo el récord de más rebotes en un partido de playoffs con 41 rechaces. A pesar de que Boston salvó la cara en el cuarto partido ganando 117-121, solo serviría para alargar la agonía. En el quinto y definitivo partido, los 76ers clavaron la puntilla a unos Celtics agonizantes, batiéndoles 140-116. Chamberlain, que había ganado la batalla personal ante Russell, frenó las celebraciones con champán en el vestuario diciendo a sus compañeros que la victoria sobre Boston solo importaría si ganaban el campeonato.
Los Celtics no podían hacer otra cosa si no felicitar a su verdugo, entrando Russell en el vestuario para felicitar a Chamberlain. “Ellos juegan de la misma manera que lo hemos hecho nosotros en los últimos nueve años. En otras palabras, juego en equipo”, dijo K.C. Jones.
Dos semanas más tarde, los 76ers conseguirían el anillo de campeón tras ganar en seis partidos las Finales a San Francisco Warriors, que habían sustituido a Alex Hannum por Bill Sharman en el puesto de entrenador. Los Warriors poseían el mejor balance del Oeste, 44-37, además de contar con el mejor anotador de la liga, Rick Barry.
“Fue una temporada preciosa, preciosa”, exclamó Greer. “Sabíamos que lo teníamos todo, que íbamos a ganar la mayor parte de nuestros partidos, el asunto era por cuanta diferencia”.
“La temporada entera fue mágica”, comentaba el base Jones. “Jugamos casi de manera perfecta al baloncesto, como un concepto de equipo/familia”.

### Russell pone punto final a su carrera
Los Celtics de la temporada 1968-69 estaban considerados de nuevo viejos para ganar el anillo, y un modesto 48-34 como balance al final de la temporada regular (cuarto en el Este) no hizo que se cambiara de opinión. Pero los Celtics llegaron fuertes a la postemporada, batiendo a Philadelphia y New York, y colándose una vez más en las Finales. En 13 años, se habían clasificado en 12 ocasiones, cortando los 76ers de Chamberlain la racha de ocho anillos consecutivos en 1967.

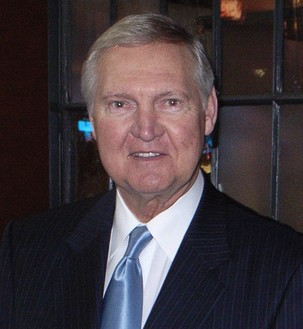
Jerry West, primer MVP de las Finales pese a caer frente a los Celtics.

Su rival eran los Lakers, y con Chamberlain de pívot titular, el equipo angelino sentía que esta vez se iba a consumar la revancha de las seis finales perdidas ante los Celtics años atrás.
“La mayoría de los años que nos enfrentamos a ellos, eran mejores que nosotros” comentó Jerry West. “Pero en el ’69 no eran mejores, éramos nosotros... y no ganamos”.
Se llegó al séptimo encuentro, citado en Los Ángeles, donde los funcionarios del conjunto californiano habían colocado miles de globos en redes cerca del techo del Forum en previsión del primer campeonato desde que el conjunto se mudó a California una década antes.
Pero no pudo ser, el equipo se quedó con las ganas de que se consumase esa celebración. Unos férreos Celtics aguantaron hasta el final del partido, anotando Don Nelson una suspensión que colocaba el marcador 108-106 para los de Massachusetts. Era el undécimo anillo de Boston en 13 años. Comenzaba el final de la mayor dinastía en la historia de la NBA con la retirada del corazón de este equipo, el pívot Bill Russell, partícipe de los once anillos de Boston Celtics.
Sin embargo, el MVP de las Finales lo recibió Jerry West, siendo la primera vez que lo recibe un jugador del equipo perdedor.

## Los años 70

### Finales de 1970: La hazaña de Willis Reed
Las finales de 1970 son más conocidas por la hazaña de un inspiradísimo Willis Reed, cuando entró a la cancha del Madison Square Garden cojeando en el séptimo y definitivo partido, y anotó las dos primeras canastas de los Knicks. Bajo su liderazgo, el conjunto neoyorquino venció 113-99 a Los Angeles Lakers y cosechó su primer campeonato de la NBA. Reed jugó estando gravemente lesionado, por lo que inspiró a todo al equipo, en especial a su compañero Walt Frazier, autor de 36 puntos y 19 asistencias en aquella mítica noche del 8 de mayo de 1970.

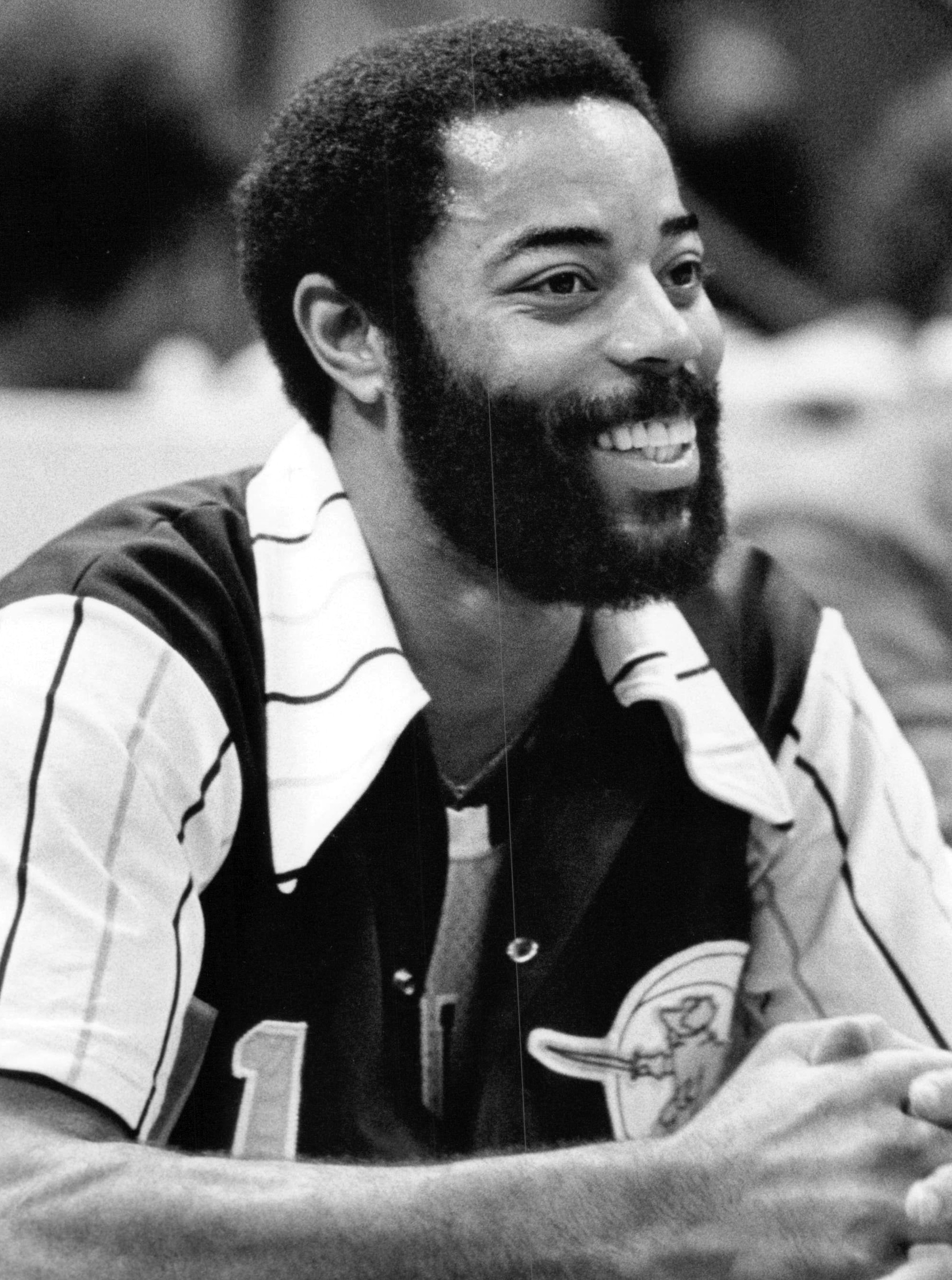
Walt Frazier fue decisivo en el anillo de los Knicks.

Pero no solo la actuación de Reed fue memorable en aquellas finales. En el tercer partido, West anotó un increíble tiro a 60 pies de distancia, haciendo honor a su apodo, "Mr. Clutch”, por su habilidad de conseguir canastas a priori imposibles y por aparecer en los momentos más delicados del partido.

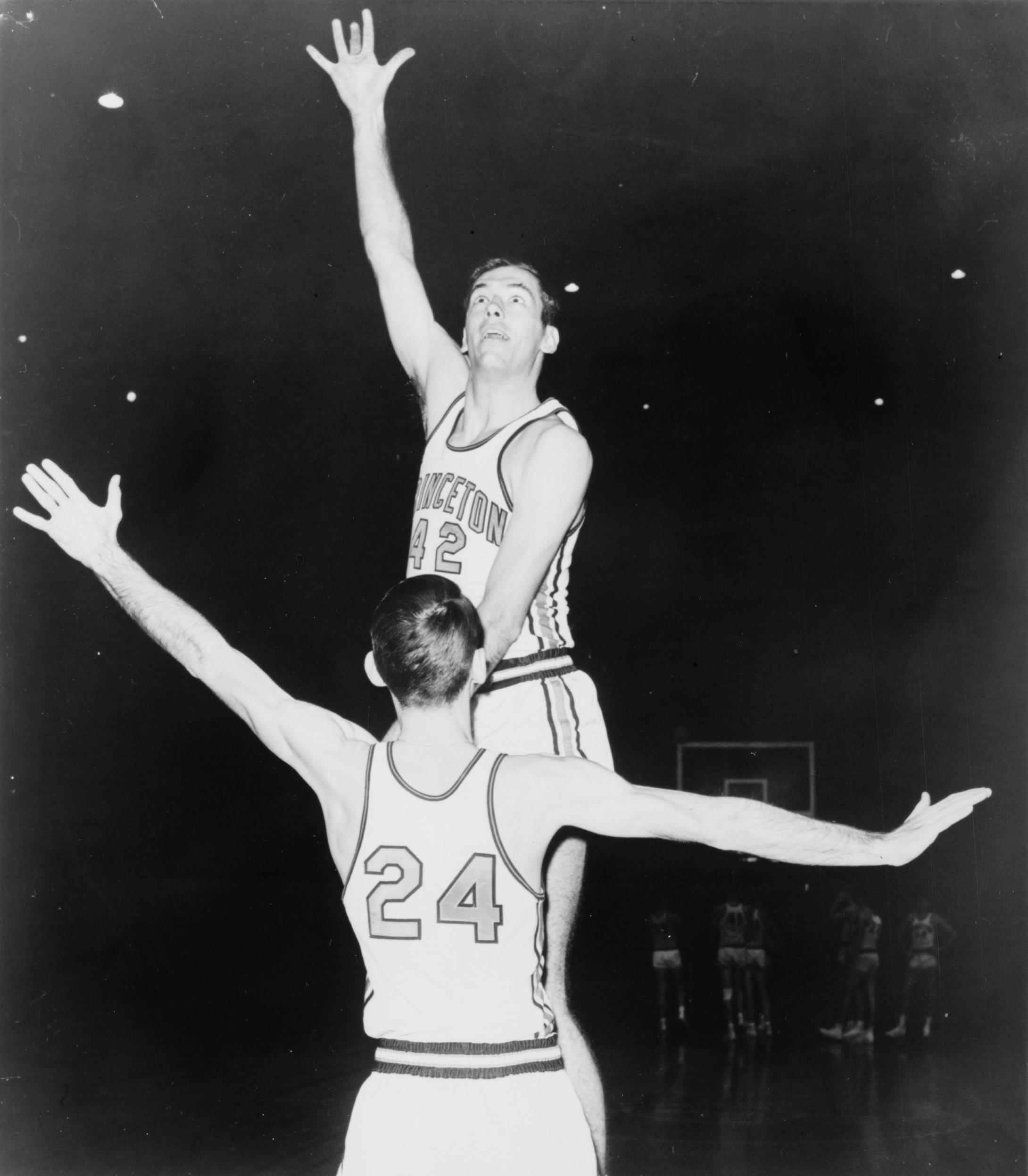
Bill Bradley, campeón de la NBA con los Knicks.

Con la eliminatoria empatada, la serie viajó hasta Los Ángeles en el tercer partido. Los locales se marcharon al descanso con una cómoda ventaja, 56-42. Los Knicks, liderados por Dave DeBusschere y Dick Barnett, remontaron el partido y colocaron el marcador en empate a 96 a falta de dos minutos para el final. Dos tiros libres de Chamberlain volvieron a poner el encuentro en tablas, esta vez a 100, a falta de 13 segundos.
DeBusschere anotó un tiro cercano que ponía a los Knicks por delante con el reloj parado en los 3 segundos. Con los Lakers sin tiempos muertos, West recibió un balón de Chamberlain, tomó el tiempo justo para driblar a un lado y lanzar desde un poco más adelante del centro del campo. Increíblemente, el balón entró, forzando la prórroga debido a que por entonces no existían los tres puntos.
En la prórroga, los Knicks se impusieron 111-108, poniéndose por delante en una dura y legendaria eliminatoria.
Siguiendo con la actuación de Reed en el séptimo partido, algunas frases que se pudieron escuchar fueron: “Quise jugar” recordaba el protagonista. “Eran las Finales, un momento único en tu vida. No quería tener que mirarme en el espejo 20 años más tarde y lamentarme por no haber tratado de jugar”. Walt Frazier continuaba: “Observé al equipo entero de los Lakers de pie alrededor mirando a este hombre. Cuando dejamos de calentar, algo me dijo que podíamos ganar el partido”.
Tres temporadas después, los Knicks volverían a ganar el anillo ante los Lakers, esta vez por 4-1, con Reed convirtiéndose en el primer jugador en conseguir el MVP de las Finales en dos ocasiones.

### Los Lakers ganan 33 partidos consecutivos
Los Lakers de 1972 no era un equipo especialmente joven; Chamberlain contaba con 35 años, West con 33 y Baylor, capitán del equipo, con 37. Este último se tuvo que retirar debido a problemas en sus maltrechas rodillas a los ocho partidos de la temporada regular.
Pero el nuevo entrenador, Bill Sharman, realizó varios movimientos que revitalizaron a los Lakers. Alineó a Gail Goodrich en el quinteto inicial para liberar un poco a West del peso ofensivo y hacer que se concentrara más en la dirección del equipo, y convenció a Chamberlain para que se convirtiera en un especialista defensivo y aparcara a un lado su sensacional repertorio ofensivo. Finalmente, con Jim McMillian como sustituto de Baylor y el reboteador Happy Hairston, el experimento comenzaba a dar sus frutos.
El 5 de noviembre de 1971, los Lakers batieron a Baltimore Bullets por 110-106, comenzando una racha de 33 partidos consecutivos sin derrotas, o lo que es lo mismo, más de dos meses. El 12 de diciembre ganaron a los Hawks, superando la racha histórica de 20 partidos consecutivos ganados de Milwaukee Bucks conseguida un año antes.
El 22 de diciembre vencieron a los Bullets por 127-120, consiguiendo su victoria número 27 seguida, sobrepasando la mejor marca de partidos consecutivos ganados en las principales ligas norteamericanas, que desde 1916 estaba en posesión de New York Giants del béisbol, con 26. Los Lakers ampliaron su récord hasta las 33 victorias, finalmente cayendo derrotados ante Milwaukee Bucks de Kareem Abdul-Jabbar por 120-104 el 9 de enero de 1972.
“Sabíamos que esto tenía que terminarse algún día. Cambiaría todos los récords por un anillo” comentó el entrenador Sharman. Los Lakers finalizaron la temporada regular con un récord de 69-13, por entonces el mejor en la historia de la liga, y ganaron el campeonato batiendo en las Finales a los Knicks en cinco partidos.
Por primera vez desde que el conjunto se mudó a California, los Lakers se coronaban campeones de la NBA.

### Los Celtics sobreviven a los heroísmos de Jabbar
Los Bucks eran favoritos para derrotar a los Celtics en las Finales de 1974, en parte por Kareem Abdul-Jabbar, que ganó su tercer MVP de la temporada aquel año. Pero una vez que los Celtics se plantan en unas finales, nunca pueden quedar excluidos.
Los Celtics llegaron a mandar 3-2 en la serie, contando con la posibilidad de sentenciar en el sexto partido y llevarse el anillo a casa, pero Jabbar y sus Bucks elevaron el encuentro a la vitola de clásico.
Milwaukee lideraba el marcador 12 arriba al descanso, pero Havlicek empató el partido a 86 y Oscar Robertson de los Bucks cometió una violación de 24 segundos que llevaba el encuentro a la prórroga. En ella, Havlicek repitió heroísmo, empatando el partido a 90 y forzando una segunda prórroga.
En el segundo tiempo suplementario, Havlicek anotó 9 de los 11 puntos de Boston, incluyendo un tiro sobre Abdul-Jabbar a falta de siete segundos que ponía el marcador 101-100 para los Celtics. Milwaukee pidió un tiempo muerto y elaboró una última jugada, no para Jabbar, sino para Jon McGlocklin. La jugada salió mal, por lo que Jabbar no tuvo más remedio que jugarse la posesión definitiva, driblando hacia la línea de fondo, girándose y ejecutando su imparable gancho (“sky-hook”). Con esta canasta el partido finalizó 102-101 para los Bucks, forzando el séptimo y definitivo partido.
La experiencia dio a los Celtics el anillo en Milwaukee. Cambiaron la estrategia y efectuaron dobles marcajes a Abdul-Jabbar, liberando al pívot de los Celtics Dave Cowens para concentrarse más en el juego ofensivo. Este respondió con 28 puntos y 14 rebotes en la clara victoria de los verdes por 102-87, que significaba el duodécimo anillo en la historia de Boston Celtics.

### Celtics vs. Suns: ¿Mejor partido de la historia?
El quinto encuentro de las Finales de 1976 es, para muchos, el mejor partido de la historia de la NBA, o por lo menos, el más excitante. Se jugó el viernes 4 de junio de 1976 en el Boston Garden.
La serie estaba empatada a 2 entre los Celtics y los Suns, un equipo formado hace una década. El partido tuvo tres prórrogas, primera vez en la historia de las Finales en llegar hasta tantos tiempos reglamentarios.
Hubo un tiempo muerto no reconocido a final de la primera prórroga que, de habérsele concedido a Paul Silas de Boston, habría causado una falta técnica y por lo tanto la posibilidad de victoria a los Suns. En la segunda prórroga, los Suns llevaban una ventaja de un punto en el marcador a falta de 4 segundos para el final, Havlicek anotó una impresionante canasta que daba el partido a su equipo, con la posterior invasión de campo de los aficionados de los Celtics. Sin embargo, aún faltaba por disputarse un segundo y Phoenix recibió el balón.
Paul Westphal pidió un tiempo muerto a sabiendas de que no tenían, por lo que el equipo fue castigado con una técnica y Boston aumentó su ventaja a dos puntos, pero los Suns consiguieron su objetivo de sacar de banda a media pista. Gar Heard recibió y acertó su lanzamiento silenciando al Garden, por lo que el partido se iba a la tercera prórroga.
Con varios jugadores clave de ambos equipos eliminados por faltas, Glenn McDonald, suplente de los Celtics que en rara ocasión se le veía en pista, aprovechó su turno y anotó seis puntos para liderar a Boston a un agotado triunfo por 128-126.
Dos días más tarde, los Celtics ganaban a los Suns por 87-80 y conseguían su 13º campeonato de la NBA. Jo Jo White sería nombrado MVP de las Finales.

### Campeones por sorpresa
En la temporada 1976-77, Portland Trail Blazers consiguió por primera vez terminar la temporada regular en positivo, con 49 victorias y 33 derrotas, bajo el liderazgo de Ramsey, consiguiendo clasificarse por primera vez en su corta historia para los play-offs. No se esperaba demasiado de un equipo tan joven, pero la sorpresa saltó al ir pasando rondas y ganar el campeonato de la NBA.

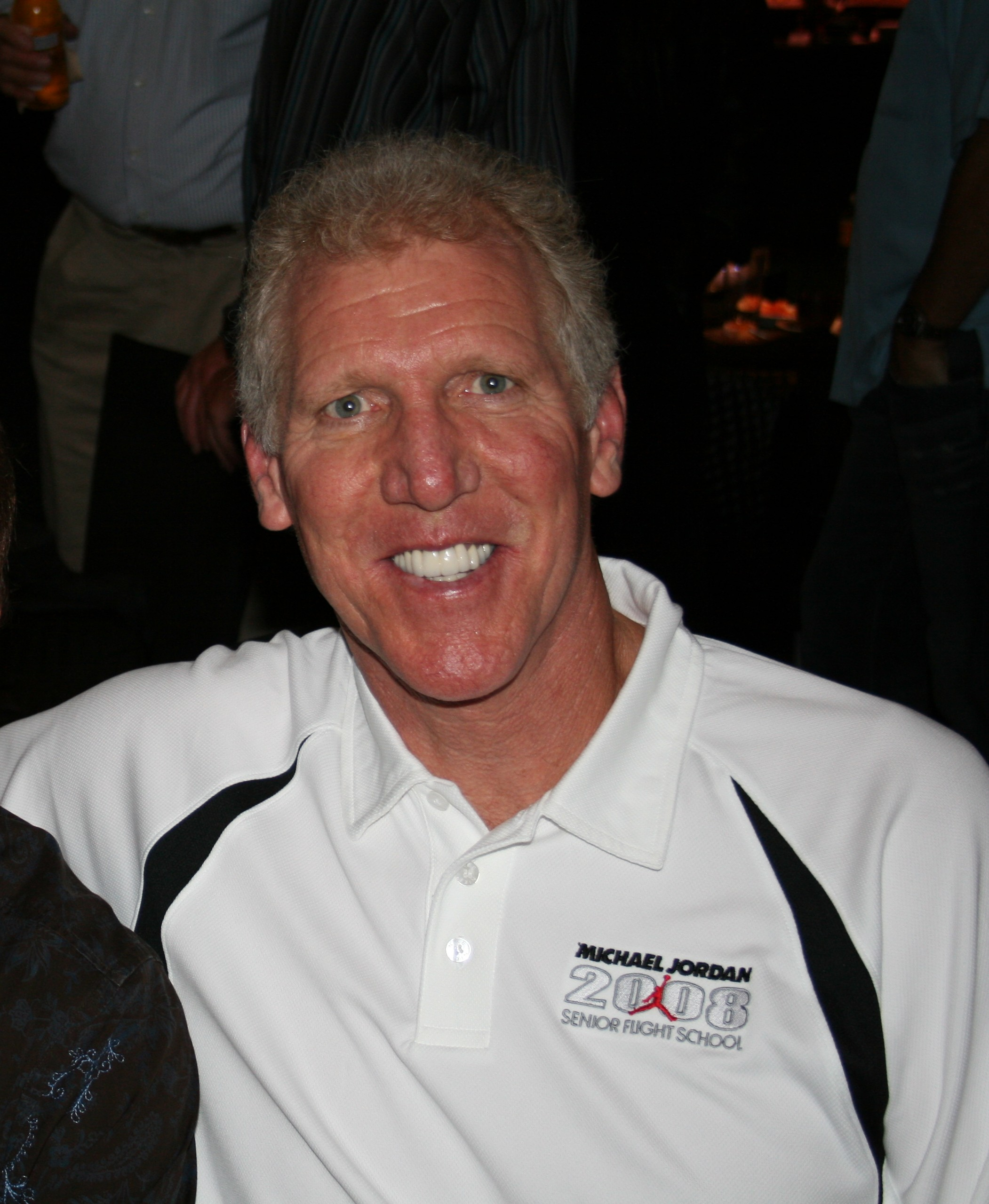
Bill Walton dio a los Blazers su primer y único anillo de la historia.

Después de batir a Chicago Bulls (que esa temporada competía en la Conferencia Oeste), y a Denver Nuggets, un superviviente de la liga ABA, se encontraron en la final de conferencia a Los Angeles Lakers, liderados por el gran Kareem Abdul-Jabbar. La sorpresa fue enorme, ya que ganaron la eliminatoria por 4 a 0. En la final les esperaban los Philadelphia 76ers de Julius Erving, que había llevado al título de la ABA un año antes.
Los Blazers contaban con un sólido equipo, muy poderoso en el juego interior con la pareja Maurice Lucas-Bill Walton, y Lionel Hollins en el perímetro. Las Finales comenzaron fatal para los Blazers, perdiendo los dos primeros partidos. En el primer encuentro, el dúo formado por Erving y Doug Collins (33 y 30 puntos respectivamente) fue suficiente para derrotar a los de Oregón, y en el segundo partido los 76ers dominaron en la fácil victoria por 107-89. Con lo que no contaban los de Philly era con la inspiración del pívot Bill Walton, que lideró a los Blazers a tres victorias consecutivas que ponían la serie 3-2 a su favor.
En el sexto partido, de nuevo en Portland, la "Blazermania" asedió la ciudad. Erving intentó sin éxito forzar el séptimo partido anotando 40 puntos, pero los 23 puntos y 8 tapones de Walton fueron decisivos. Finalmente, Portland ganó el partido por 109-107 tras el fallo de George McGinnis que hubiera empatado el encuentro.
Walton fue nombrado MVP de las Finales y llamado “una inspiración” por el derrotado Erving.
“El baloncesto es un juego de cinco hombres, y los Blazers han jugado como si ellos hubieran inventado ese concepto” acertó a decir Erving.

### El "Mago" Maravich revoluciona el baloncesto
Con su entrada en la NBA en 1970, el baloncesto adoptó un juego más agradable y circense gracias al estilo del llamativo Pete Maravich, más conocido como "Pistol Pete". Se distinguía por su estilo imaginativo y arriesgado, y por su depurada habilidad con el balón, que lo hacía ser criticado por unos e idolatrado por otros, ayudando además a que la NBA adquiriera una gran popularidad. Pero no todo era su desenfadado juego, Maravich era un gran anotador, liderando la liga en anotación en la temporada 1977-78 defendiendo la camiseta de New Orleans Jazz, posteriormente retirada en su honor.
En su primera temporada en la NBA sorprendió promediando 23.2 puntos con Atlanta Hawks, aunque una mononucleosis frenó su carrera en su segunda campaña. A pesar de ello, fue capaz de promediar 26.1 la temporada siguiente y finalizar segundo en anotación en la 1972-73. Con un repertorio inagotable, era extrañísimo verle repetir algún movimiento; hizo de las pistas de baloncesto sus personales playgrounds. Además, sus habilidades para el pase eran excelentes, llegando a promediar 6.9 asistencias por partido – quinta mejor marca de la temporada y la máxima de su carrera deportiva -. Durante la década de los 70 se crearía una competición llamada H-O-R-S-E (CABALLO) que enfrentaba en el descanso de los partidos a dos jugadores. Este juego consistía en imitar la jugada del rival y si no lo hacías correctamente eras penalizado con una letra hasta completar la palabra HORSE. Maravich sería uno de los jugadores que en más ocasiones se hizo con el trofeo de campeón gracias, principalmente, a su habilidad en el tiro sentado desde el suelo.
Tras el movimiento de New Orleans a la ciudad de Salt Lake City, Maravich emigró a Boston Celtics, donde se retiraría del baloncesto en 1980 debido, en parte, a sus continuas lesiones.
Maravich murió el 5 de enero de 1988 de un ataque al corazón durante un encuentro benéfico por un defecto congénito en una iglesia de Pasadena a la edad de 40 años.

### La carrera anotadora más apretada
La temporada 1977-78 destacó a dos de las estrellas más espectaculares de la liga, ambos futuros Hall of Fame, en la carrera hacía el trono anotador que llegó a su máxima expresión el día antes y la misma noche del final de la temporada regular.
David Thompson de Denver Nuggets y George Gervin de San Antonio Spurs habían estado luchando durante toda la campaña por ser el máximo anotador de la temporada, y el 9 de abril de 1978, Gervin estaba en lo más alto de la tabla con 26.8 puntos por partidos, seguido muy de cerca por Thompson, con 26.6.
Aquel día, Thompson saltó a la cancha con el objetivo de anotar los máximos puntos que pudiera, jugándose más posesiones de lo normal y finalizando el partido ante Detroit Pistons con la friolera de 73 puntos; 32 en el primer cuarto y 53 al descanso, lo que significaba la mejor actuación individual anotadora tras los 100 puntos de Chamberlain. Anotó 28 de los 38 tiros que lanzó, con un 17/20 en la línea de tiros libres.
Aquella anotación de Thompson le colocaba primero en la tabla de anotadores con 27.1 puntos por partido. Gervin, que jugaba esa noche ante New Orleans Jazz, sabía que para llevarse la corona anotadora debía conseguir como mínimo 58 puntos.
Gervin, apodado "Iceman", renunció en raras ocasiones al tiro cada vez que recibía el balón de sus compañeros. Anotó 20 puntos en el primer cuarto y rompió el récord de Thompson en el segundo, anotando 33, lo que daban 53 tantos al final del primer tiempo. Tras la reanudación, consiguió rápidamente seis puntos y se marchó al banquillo, sabiendo que el título estaba en su posesión. Posteriormente regresó a pista y finalizó el partido con 63 puntos, jugando 33 minutos, diez menos que Thompson. Tuvo un 23/49 en tiros y un 17/20 en la línea de tiros libres.
Gervin terminó la campaña con un promedió de 27.22 puntos por noche, superando a Thompson, que con su 27.15 convirtió su promedio en el más cercano al del primero en la historia de la NBA.

### Unidos de por vida
Como Frazier y Ali, Superman y Lex Luthor, Washington Bullets y Seattle SuperSonics siempre estarán en la oposición. En las temporadas 1977-78 y 1978-79, ambos equipos se vieron las caras en las Finales de la NBA. Los Bullets ganaron la primera campaña y los Sonics la segunda, dando a cada franquicia el único anillo en sus respectivas historias.
La historia comenzó con un cambio de entrenador; K.C. Jones, uno de los entrenadores más populares en la historia de Washington, era conocido por confiar a sus jugadores, dándoles mucha libertad y sin ponerlos en aprietos. Este estilo llevó a los Bullets a las Finales de 1975, pero, tras su tercera temporada en 1975-76, Jones fue reemplazado por Dick Motta, “el hombre con el puño de hierro”. Este movimiento señaló una nueva era en la historia de los Bullets.
Los jugadores poco a poco se fueron adaptando al estilo de Motta y en tan solo su segunda temporada en el equipo, Washington ganó el anillo. Sin embargo, los jugadores estaban más cómodos con el sistema de Jones, y la estrella Elvin Hayes amenazó con retirarse antes que jugar para Motta. El entrenador exigía mucho a sus jugadores, careciendo de respeto, aunque los jugadores consiguieron adaptarse. Convirtió a Wes Unseld en un ganador y juntos convencieron a Hayes de que si quería ganar un campeonato el mejor modo de conseguirlo era estando con Motta.
El hecho de que los Bullets conservaran a Bernie Bickerstaff como asistente del entrenador también fue clave. Al principio, los jugadores se sintieron traicionados por el club al despedir a Jones, pero manteniendo a Bickerstaff en su puesto significaba que podían aguantar más fácilmente el cambio. Motta también incorporó algunas viejas jugadas de Jones en su ofensiva, y su buena voluntad para adaptarse fue alabada por los jugadores.
En la temporada 1977-78, Motta realizó dos movimientos que fueron criticados por entonces. Fichó a Bob Dandridge, uno de los jugadores más infravalorados en la historia de la liga, y a Charles Johnson, base titular de los Golden State Warriors campeones de 1975. Los Bullets finalizaron la temporada regular con un balance modesto, 44-38, tercer mejor del Este. Apenas había indicaciones de que eran un equipo campeón. Tras batir a Atlanta Hawks y San Antonio Spurs en las primeras rondas de playoffs, hicieron lo propio con Philadelphia 76ers y se colaron en las Finales de la NBA.
Durante esa serie, Motta popularizó la frase “la opera no termina hasta que la señora gorda canta”.
En las Finales de la NBA se encontrarían a Seattle SuperSonics, siendo el inicio de una bonita pero dura rivalidad. Los Bullets ganaron 4-3, consiguiendo el primer anillo en su historia.
Al año siguiente, los Bullets tenían prácticamente el mismo equipo: los veteranos Hayes, Unseld y Dandridge, los bases Henderson, Johnson y Larry Wright, el alero Greg Ballard, el ágil Grevey y el pívot Mitch Kupchak. Los Sonics seguían estando liderados por sus jugadores de perímetro Dennis Johnson, Gus Williams y Fred Brown, con Jack Sikma como el hombre principal en la pintura. Sin embargo, el fichaje de Lonnie Shelton fue clave.
Antes de que comenzaran los playoffs, las cosas comenzaban a calentarse: “Todo se reduce a nosotros contra Washington otra vez... será salvaje y pintoresco de nuevo”, comentaba Brown.
Los Sonics se deshicieron de los Lakers y Suns, mientras que los Bullets hicieron lo propio con lo Hawks y los Spurs. De nuevo se cruzaban en las Finales de la NBA, la deseada por todos los aficionados.
Los Bullets ganaron el primer partido (99-97) gracias a un par de tiros libres de Wright tras previa falta de Johnson. Cuando parecía que las Finales iban a ser parejas a las del pasado año, Dennis Johnson explotó haciendo suya la serie y liderando a Seattle a cuatro partidos consecutivos ganados y, por consiguiente, el campeonato de la NBA.
Williams promedió 29 puntos en la serie, pero Johnson fue nombrado MVP de las Finales debido a su papel principal en la victoria de los Sonics. Sus promedios fueron de 22.6 puntos, 6.0 rebotes, 6.4 asistencias y 1.8 robos de balón.
“Me encanta aquel equipo” dijo el entrenador Lenny Wilkens. “Creímos en nosotros mismo y sabíamos que encontraríamos la manera de ganar, costara lo que costara. Fue especial”.
“Los partidos por el campeonato se ganan en las trincheras” comentaba Paul Silas, que conseguía su tercer anillo. “Cada posesión es valiosa, y tienes que creer que cada balón suelto te pertenece y cada rebote es tuyo”.

## Los años 80

### La consagración de Magic... llegó como novato
Corría el año 1979 y Los Angeles Lakers llevaba 7 años sin pisar una final, puede parecer no demasiado tiempo, pero teniendo en cuenta que hablamos de los Lakers sí que lo era. Un equipo tan acostumbrado a jugar finales (por aquel entonces no tanto a ganarlas: salvo la era Mikan, 9 finales jugadas y 8 perdidas) necesitaba regresar a la élite. La suerte cambió con la elección en el n.º 1 de Magic Johnson, un base de 2.06 procedente de Michigan State capaz de marcar una época. Lo que nadie esperaba es que fuera tan pronto. El equipo alcanzó las finales de 1980, enfrente tenían a Philadelphia 76ers de Julius Erving y Moses Malone que apearon en la final de conferencia a los Celtics de Larry Bird. Aquella final es una de las más recordadas no solo por la hombrada que protagonizó un novato llamado Magic Johnson, sino también por la descomunal canasta por detrás del tablero que se marcó el Dr. J en el cuarto partido y que pasó a la posterioridad como una de las mejores canastas de la historia.
Con la serie 2-2, Abdul Jabbar arriesgo con un tobillo maltrecho para apurar sus opciones de ganar el anillo. Mereció la pena ya que un sky-hook suyo dio la victoria a los angelinos. Pero su sobreesfuerzo (40 puntos en ese estado) le costaría el resto de la final. En el avión hacia Filadelphia para disputar el sexto encuentro, "Magic" le pidió a su entrenador Paul Westhead jugar de pívot, el entrador soltó una carcajada y Chick Hearn le dijo al entrenador que Magic hablaba en serio. Antes del partido los Lakers abordaron el avión que los llevaría a Filadelphia; Prácticamente el equipo estaba en shock por Kareem y todos decían "No puedo creer que Kareem no pueda jugar" Al llegar al avión; todo el equipo tenía su asiento favorito y cuando los Lakers vieron que el asiento de Kareem estaba desocupado Magic Johnson dijo: “No teman que 'Magic' está aquí”. Una vez que el entrenador de los Lakers supo que Magic estaba hablando en serio respecto a iniciar el partido como pívot este realizó el salto de inicio y a partir de entonces desplegó un juego extremadamente versátil que le llevó a jugar con una tremenda eficacia en las cinco posiciones del juego.
Los 76ers nunca pudieron pararle y "Magic" terminó el partido con 42 puntos, 15 rebotes y 7 asistencias para apuntarse su primer anillo en un partido antológico, una de las mayores exhibiciones individuales en la historia del deporte. Los Lakers vencieron 107-123 y Johnson fue elegido MVP de las finales. Después del partido se dirigió a las cámaras de televisión y dedicó un mensaje a Abdul-Jabbar que se encontraba en su casa de Bel-Air: "This one's for you, Big Fella!"
Además, Johnson se convirtió es uno de los cuatro únicos jugadores en ganar los títulos de la NCAA y NBA en años consecutivos. Había nacido una estrella.

### Philadelphia regresa a la cumbre
Habían pasado 15 años desde que los Sixers ganaron su primer anillo, en 1967, un paréntesis entre la apisonadora que Boston era en aquellos tiempos. De la mano de Billy Cunningham el equipo había llegado a las finales de 1980 y 1982, cayendo en ambas 4-2 frente a Los Angeles Lakers, que parecían implacables para 76ers. El liderazgo del aquel equipo corría a cuenta de uno de los jugadores más espectaculares que jamás han pisado una cancha, Julius Erving, más conocido como "Dr.J". Un jugador de un único e imaginativo estilo de juego. Siendo adolescente conoció a un jugador, al que por respeto llamaba "El Profesor". Ese jugador respondió a la adulación de Erving llamándolo "El Doctor", por la manera en que 'operaba' debajo de la canasta. Después, su compañero de equipo Fatty Taylor agregó la J (por Julius) y fue entonces cuando se formó su apodo definitivo "Doctor J". Julius llegó a Philadelphia procedente de la ABA, de New York Nets.
El equipo que conformaron los Sixers está catalogado como uno de los mejores de la historia. Maurice Cheeks en el puesto de base, Andrew Toney de escolta, el puesto de alero para la estrella, Julius Erving, con Bobby Jones y Moses Malone por dentro, quien fue, sin duda, el encargado de dar el salto de calidad al equipo. Tras ganar su segundo MVP en 1982, llegó a Philadelphia procedente de Houston Rockets para hacer pleno, anillo, MVP de las finales y MVP de la liga regular.
Uno de los mejores jugadores de la historia en uno de los mejores equipos de la historia. Su andanza en la liga fue un paseo militar, acabaron con Los Angeles Lakers en las finales por 4-0, tras hacerlo previamente con los Knicks (4-0) y los Bucks (4-1). Ese balance de 12 victorias - 1 derrota era la mejor marca de playoffs hasta que los Lakers de 2001 la superaron con 15-1.

### Celtics vs. Lakers, Bird vs. Magic

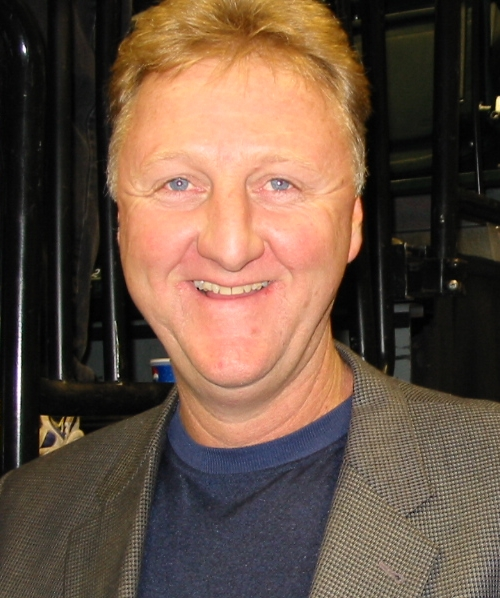
Larry Bird y Magic protagonizaron la rivalidad Celtics-Lakers en los 80'.

Eran dos jugadores distintos, cada uno con sus atributos característicos que los hacían únicos, eran dos 'rara avis', uno, en el caso de Larry Bird, porque parecía que no podía correr, ni saltar, pero que sin embargo todo lo hacía bien, todo lo basaba en una inteligencia sobresaliente, otro, en el caso de Magic Johnson, porque era la primera vez que veíamos a un base de 2.06 subir la bola como una sílfide, tener un manejo malabarístico del balón y poder jugar de lo que se le antojara. El destino quiso que los dos jugadores, posiblemente, más inteligentes de la historia de la NBA, se juntarán frente a frente y forjarán una rivalidad que comenzó en la NCAA, donde Magic "golpeó" primero a Bird.
Una de las mayores pruebas de su inteligencia e intuición se dio en las finales de 1981 ante Houston Rockets en lo que para Auerbach fue la mejor jugada que jamás vio. Bird lanzó desde el lado derecho de la bombilla, cercano al triple, tan pronto como salió el balón de sus manos intuyó a donde podría salir rebotada la pelota. Ganó la posición, se llevó el rebote y encestó de manera maravillosa casi sin ángulo. Boston se llevó el anillo en seis partidos.
Fuera de la pista eran grandes amigos pero su rivalidad muy sana relanzó a la NBA. La afición al baloncesto se dividió entre partidarios de los Lakers y de los Celtics. Esa rivalidad actuó como reconstituyente para la NBA, que en la década de los setenta había perdido terreno ante las otras grandes ligas (béisbol, fútbol americano y hockey sobre hielo). Larry Bird fue uno de los primeros jugadores en explotar su imagen, para obtener unos ingresos que hicieron aumentar su cuenta corriente, pero también la de su club y la de la liga. La NBA, que atravesaba una crisis financiera, empezó un crecimiento espectacular.
Bird fue un derroche de talento en un físico que parecía de cristal pero que gracias a su conocimiento, a su letal lanzamiento, su excelente visión de juego y su entrega le permitió convertirse en el mejor alero puro que ha dado este deporte. Las trampas que debió sortear hasta llegar a la cumbre habrían acabado con la ilusión de la mayor parte de los mortales, pero el jugador de Indiana estaba hecho de una pasta especial. Tras el sufrimiento, cuando tocó el cielo, quiso mantenerse en la gloria a cualquier precio. Hubo de superar una infancia muy desgraciada. Su padre se suicidó, tuvo problemas con los estudios y en su etapa universitaria topó con el látigo del técnico Bobby Knight.
Con Boston Celtics consiguió tres anillos (1981, 1984, 1986) y disputó dos finales más (1985, 1987) en un equipo que marcó una época. Aquel quinteto que todos recitaban de memoria: Dennis Johnson, Danny Ainge, Larry Bird, Kevin McHale y Robert Parish, comandados desde los banquillos por K.C. Jones.
Magic fue un derroche de magia, de ingenio, de arte elevado al máximo exponente, protagonista de un baloncesto de color de rosa llamado 'showtime'. L.A. Lakers bailaba al son que imponía Magic, pero con dos escuderos de auténtico lujo, James Worthy (probablemente el mejor finalizador de contraataques que jamás hubo) y Kareem Abdul Jabbar (rindiendo hasta los 41 años). Byron Scott, Michael Cooper, Kurt Rambis, Jamaal Wilkes o A.C. Green (estos dos últimos sin llegar a coincidir) formaban una nómina de excelentes jugadores que daban al resto del conjunto un acabado perfecto diseñado también por un gran técnico como Pat Riley. Los Ángeles fueron claros dominadores del Oeste durante la década de los 80', logrando pasar de las 60 victorias en 6 temporadas al mando el equipo pasó de las 60 victorias en 6 temporadas, alcanzó 8 finales y logró 5 anillos de campeón.
Celtics y Lakers se vieron las caras en 3 finales. La primera de ellas fue en la temporada 1983-84, en la que Larry conseguía vengar el título de NCAA que se le resistió con Indiana State tras vencer Boston por 4-3. Aquella serie añadió un nuevo robo a la historia de este apartado que tanto ha sonreído a Boston a lo largo de su historia. Al de Havlicek en 1965 ahora se unía el de Gerald Henderson (y más tarde el de Larry Bird en 1987) en el segundo partido de la final. Con 18 segundos para el final, Lakers mandaba en el electrónico 115-113 y tenía la posesión del balón. Después del tiempo muerto, Worthy sacó, Magic recibió y devolvió a James, este envió la bola a Byron Scott pero Cedric estuvo lo suficientemente inteligente para telegrafiar el pase y anticiparse para robar y dejar una posterior bandeja. Partido a la prórroga y posterior triunfo verde por 124-121. Riley aclararía que la clave de la derrota estuvo ahí, en ese punto concreto. Los Ángeles mandaban 1-0 y tenían el 2-0 en su mano, lo cual hubiera significado medio anillo para Lakers. Aun así Lakers siguió peleando, y del 1-2 favorable a los Celtics pasaron al 3-2 cuando el equipo parecía hundido. Sin embargo los de Bird volvieron a dar la vuelta a la serie y decidieron en el séptimo y definitivo partido en el Boston Garden para apuntarse su 15.º anillo.
Un año después protagonizarían el segundo enfrentamiento tras derrotar Boston a Philadelphia y Lakers a Denver. Kareem ya era un veterano de 38 años al que muchos daban no por muerto, pero ya incapaz de tornarse decisivo en un final de tanta exigencia. Abdul-Jabbar desterró ese tópico y se alzó como el jugador más veterano en conseguir ser MVP de la final.
El primer partido de la final Los Ángeles salieron humillados del Garden, tras caer 148-114. Parish se comió a Jabbar en lo que rápidamente se calificó como "Memorial Day Massacre". Esa paliza despertó el orgullo del mejor Abdul Jabbar, que pese a su edad, se despertó para devolverle la jugada a Parish con 30 puntos, 17 rebotes, 8 asistencias y 3 robos en la victoria 109-102 en el segundo encuentro.
De otra galaxia. Riley comentó al respecto: "Conocemos a Kareem, en el hotel estaba avergonzado y triste, él me lo dijo además". En el tercero de la final, Lakers devolvió la paliza del primer envite con un abultado 136-111. Boston se apuntó el 4.º y en el 5.º volvió a emerger la figura del mejor Jabbar para aniquilar a Boston con 36 puntos (120-111). Los amarillos remataron la faena en el sexto y definitivo encuentro con la victoria 111-110. Los Lakers se sobrepusieron a la paliza del primer partido y al peso de la adversa historia, ganando la final en 6 encuentros y celebrando el título sobre el mítico parqué del Boston Garden con Kareem Abdul-Jabbar consiguiendo un MVP de las finales que no lograba desde 1971, aún con el nombre de Lew Alcindor.

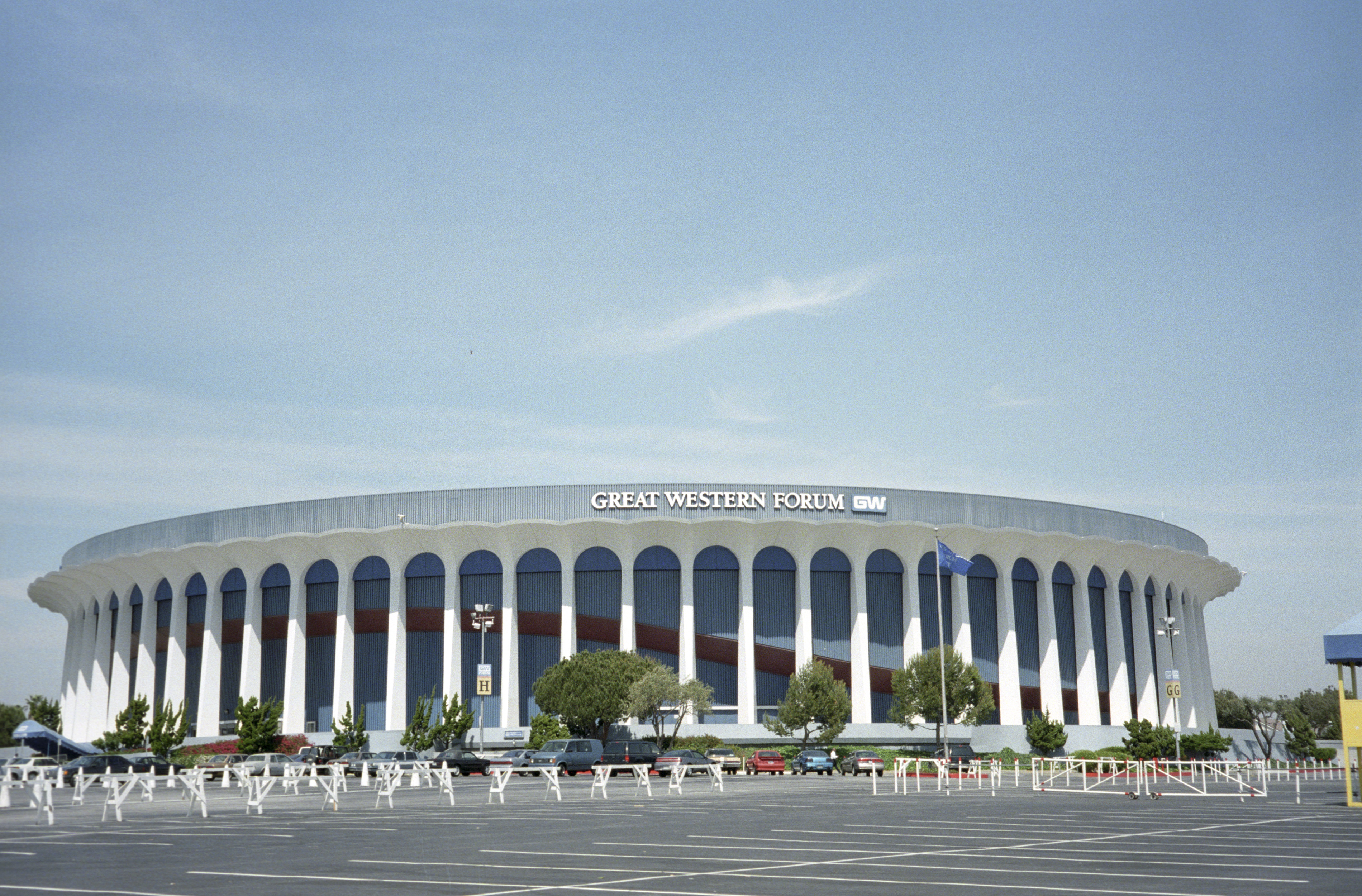
Mítico Great Western Forum, pabellón de los Lakers desde 1967 hasta 1999.

En la 1985-86 Boston conseguiría el anillo ante Houston Rockets en lo que fue el tercer año consecutivo de Larry Bird como MVP de la liga regular.
Con ese año de paréntesis, la rivalidad volvería a cobrarse su tercer capítulo y tal vez el más recordado por los aficionados a la NBA. Previamente, Boston se deshizo en siete partidos de Detroit Pistons en unas finales de conferencia también para el recuerdo. En el cuarto partido de esa serie, Detroit sacó los colores a los Celtics con un sonrojante 145-119.
En el quinto encuentro el equipo de K.C. Jones marchaba por debajo en el electrónico con pie y medio fuera de la competición. La situación concreta era la siguiente: Boston abajo por un punto de diferencia y Detroit con posesión de balón en los últimos segundos del partido. Fue en ese momento cuando el eje del trébol céltico, Larry Bird, hizo acto de presencia, apareciendo cuando realmente el equipo le reclamaba. Mientras Isiah Thomas se disponía a sacar de banda, Larry Bird se despreocupó de su hombre, fijando su marca únicamente y de forma minuciosa en la mirada e intuición del base de Detroit, que no era otra que mandar el esférico a Bill Laimbeer. En un acto prodigioso de instinto defensivo, Larry ‘Legend’ leyó a la perfección la mente de Thomas e interceptó el paso colocándose en la línea del mismo. Por un instante parecía que el destino de Larry estaba en la grada, pero de forma milagrosa mantuvo el equilibrio y consiguió sacar de la chistera - girándose hacia dentro – un pase divino que su compañero Dennis Johnson, que iniciaba un corte desde la línea de personal, consiguió ejecutar para dar así, la victoria a su equipo, 108-107, en el último segundo de un encuentro no apto para cardíacos pero con un sitio infranqueable en la historia de la liga.
La historia tendría reservado otro episodio memorable para las finales, con la salvedad de que en esta ocasión el protagonismo en vez de Bird, iba a ser Magic. En las finales de 1987, Magic Johnson y Larry Bird se volvieron a ver las caras en lo que fue su tercera y última final como rivales. El partido decisivo fue el cuarto, que se jugó en Boston con un final no apto para cardiacos. Además de sus asistencias habituales, Magic cosió a los Celtics desde la media distancia durante todo el encuentro.

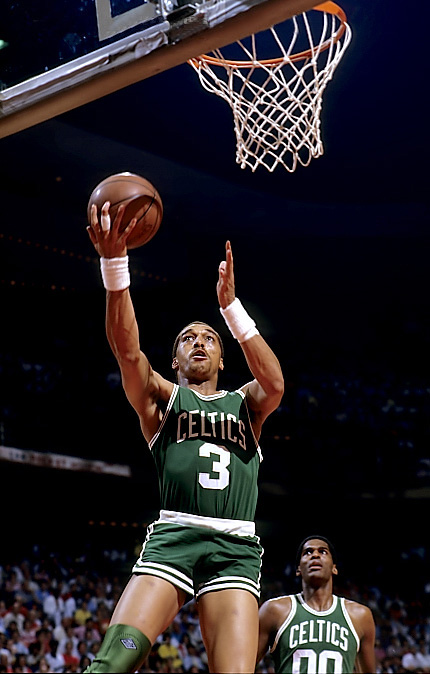
Dennis Johnson realizando una bandeja.

Ya en el último minuto de partido, cuando quedaban escasos segundos para el final, Larry Bird metió un triple bárbaro que dejó el marcador 106-105 para Boston. El Boston Garden rugía y la sangre se le heló a más de a un Laker, pero no precisamente a Magic. A 5 segundos del final, tomó el balón en el costado izquierdo de la bombilla, con la mira en la canasta y marcado por McHale. Previo engaño a la izquierda, se fue hacia la derecha y le salieron al paso hasta tres hombres, Parish, Larry Bird y el propio McHale. Magic parecía encerrado, pero en ese momento se sacó, cual mago de su chistera, un maravilloso minigancho desde el cielo (al que denominó junior sky-hook) con la mano derecha para ganar el partido. Y un silencio de morgue se apoderó del Garden.
El balón entró limpio, los Lakers se llevaron la serie en 6 encuentros y Magic consiguió su tercer MVP de las finales. Al final del partido, Larry Bird declaró: "Siempre esperas perder con los Lakers por un gancho, pero nunca lo esperas de 'Magic' ". Desde entonces, los Celtics no volvieron a aparecer por una final de la NBA. Una travesía interminable que no parece tener fin para la franquicia que más anillos tiene en la liga.
En 1988 los 'Bad Boys' de Detroit Pistons, liderados por Isiah Thomas, consiguieron al fin derrotar a los Celtics en las finales de la Conferencia Este. Parecía que ese iba a ser su año, pero los Lakers les esperaban en la final, y todavía tenían una lección más que enseñarles en su camino hacia el campeonato. La serie fue muy dura, entre el baloncesto de control de los Pistons y la chispa de los Lakers, se llegó a un agónico séptimo encuentro. Sin embargo el encuentro clave fue el sexto partido. Un partido que pasará a la historia por el récord que no solo que marcó Isiah Thomas sino en las condiciones en que lo hizo, 25 puntos medio cojo tras lesionarse en el tercer cuarto. Su esfuerzo no dio su fruto y Los Ángeles venció 103-102 después de que Kareem Abdul Jabbar anotara dos tiros libres después de una muy discutida falta personal de Laimbeer.
El 7.º también tuvo un final fatídico, faltando pocos segundos para el final, Bill Laimbeer puso a Detroit dos arriba merced a un triple, pero nada más sacar de fondo, el balón llegó a las manos de Magic que dio un pase de baseball que cruzó toda la cancha para caer en manos de A.C. Green, quien anotó una bandeja a placer. Detroit sacó rápidamente buscando a Isiah Thomas a quien Magic robó el balón conforme levantaba los brazos en señal de victoria y el público del Forum invadía la cancha celebrando el undécimo campeonato.
Lakers seguiría siendo competitivo, alcanzó las finales en 1989 ante Detroit y en 1991 ante Chicago, pero en ambas caerían derrotados.
Si de por sí el nombre de Magic Johnson ya era popular, la noticia de que era portador del sida hizo que su figura se hiciera eco en todo el mundo. Magic lo declaró en una rueda de prensa pública el 7 de noviembre de 1991, en la que también anunció su retirada, pero eso quedó en un segundo plano. Sin embargo, Magic, de un carácter tan positivo y optimista, regresó para formar parte del Dream Team de 1992. Después de colgarse la medalla de oro se retiró para regresar en la temporada 1995-96, donde jugó 32 partidos. Tras esta temporada dejó el baloncesto definitivamente.
Cuando Magic se retiró y lo hizo en la cancha en la que tantas alegrías dio a los Lakers, Bird estuvo allí. Magic le regaló una camiseta y leyó a todos la dedicatoria que le puso a Larry, decía lo siguiente: "To Larry Bird: The Greatest Basketball Player Ever but more important, a friend forever. Earvin Johnson" Larry, el hombre impasible, solo pudo soltar un inaudible "Thank You" y sus ojos se inundaron de lágrimas.

### Los Lakers no fueron capaces de derrumbar las Torres Gemelas
El siguiente protagonista, indudablemente, a partir de aquí pasó a engrosar la lista de personajes ‘non-grato’ que tienen o han tenido el honor de dejar con la miel en los labios a un coloso como lo es Los Ángeles. Nos situamos en la postemporada de 1986, donde el pívot Ralph Sampson fue protagonista, tanto para lo bueno como para lo malo. Capítulos negativos aparte, pasaré a refrescar la mente con una de las jugadas que a modo de anécdota más han copado los anuncios que ofrece la NBA, donde todos y cada uno de los que conforman este selecto top 10 han tenido su trocito de gloria.
En su caminar hacia las finales, Houston dejó en la cuneta a Sacramento Kings y Denver antes de verse las caras con los vigentes campeones en las finales de conferencia del año 1986, Los Angeles Lakers. La eliminatoria marchaba 3-1 y nos encontrábamos en el quinto encuentro, donde Los Ángeles mantuvieron el tono merced a un loable esfuerzo durante el mismo, pero las ‘torres gemelas’ tenían algo que decir, siendo una de ellas, concretamente Sampson, la encargada de mandar al limbo las aspiraciones de Lakers con una milagrosa canasta sobre el bocinado final que daría la victoria a Houston por 114-112 para poner el broche definitivo: 4-1.
De ese modo, se ponía punto final a la supremacía que habían implantado los Lakers del ‘Showtime’ en el Oeste durante 4 años consecutivos.
Sin embargo las ‘Torres Gemelas’ no pudieron frenar a los Bird & cia para acabar sucumbiendo en las series por 4-2. Curiosamente, en aquellas finales, Jerry Sichting, (base reserva de aquel equipo mitificado) se coronó como héroe tras enzarzarse en una pelea con el gigante Sampson, que le sacaba 40 centímetros. Tras el encuentro, Sichting, en unas declaraciones incendiarias afirmó que “Sampson pegaba como una niña”. A raíz de ese hecho, el rendimiento de Ralph decreció y se descentró demasiado, convirtiéndose esas palabras, en grito de guerra en Boston.

### Wilkins vs. Bird: Aquellos maravillosos años
Si bien Larry Bird mantenía una dura rivalidad con Magic cada vez que se enfrentaban en una pista de baloncesto, una situación similar, pero en menor medida, tenía que atravesar para llegar a las finales.
Los Hawks de Dominique Wilkins eran un escollo muy duro de pelar. En 1988 en una de las grandes series de playoffs que se recuerdan, Wilkins, un asiduo al espectáculo, inmerso en su pura esencia, protagoniza, de la mano del mejor alero que ha parido la NBA, Larry Bird, la siguiente heroicidad traducida en forma de partido-duelo. Dicha historia trata de retroceder en el tiempo para llevarnos a uno de los mejores encuentros que se han podido visualizar en Playoffs (finales aparte): Boston Celtics y Atlanta Hawks marchaban con la serie empatada a 3, encuentro a vida o muerte para discernir quién acompañaría a Detroit en la Final de Conferencia Este.
Finalmente ese lugar lo ocuparían los Celtics después de vencer 118-116 merced a una exhibición de Bird en el tiro. Se fue a 34 puntos, que aumentan considerablemente su relevancia si tenemos en cuenta que llegó al último cuarto con tan solo 14 en el casillero. 20, se dice pronto, (con 9-10 en tiro) fueron los puntos que anotó en el cuarto decisivo para dar la victoria y el pase a Boston, pese a la ajustadísima defensa que ejerció Wilkins sobre Bird y a su enorme partido: 47 puntos, con 16 en el último cuarto reduciendo el Celtics-Hawks a un Bird vs. Wilkins.
Jimmy Rodgers, asistente de K.C. Jones por aquel entonces afirmó sin salir de su asombro: “He visto muchas cosas a Larry en el cuarto final, pero no recuerdo ningún último cuarto como este”. Dominique Wilkins cerró el encuentro con otra frase propia de su deportividad y calidad como persona: “Gran partido” dijo tanto a McHale como a Parish.

### Jordan comenzó a forjar su leyenda
De Michael Jordan lo primero que siempre se nos vendrá a la mente serán sus 6 anillos, su tiro ante Russell o su estampa celebrando con los seis dedos en alto su 6.º anillo, pero en los 80' ya era uno de los más grandes de la liga. Le bastó un lustro para confirmarlo tras ser elegido en tercera posición del draft de 1984, tras Hakeem Olajuwon y Sam Bowie, en una de las elecciones que más se recordarán.
Se convirtió en rookie del año con una superioridad abrumadora. Tan privilegiada resultaba la desorbitada calidad de Michael Jordan, que hasta tenía la capacidad de impactar más que nadie aun siendo derrotado. Esa no es la única muestra de la grandeza que atesoró la actuación que corresponde al segundo partido de la primera ronda de 1986 que enfrentaba a Chicago, que llegaba con el octavo mejor registro del Este, un paupérrimo 30-52, frente a Boston Celtics, que seguía paseándose en la temporada regular (67-15).
La campaña había resultado muy dura para unos Bulls que perdieron gran parte de la temporada a Jordan por una inoportuna fractura de pie, pero que por sorpresa rotunda (los médicos le recomendaron que descansase de cara a la temporada próxima dadas las escasas opciones en playoffs, si es que se metían) y para agracio del buen degustador de baloncesto, reapareció a falta de 15 partidos para al menos, intentar batallar en postemporada. Primer logro, Chicago, tras una titubeante temporada sin él, consiguió el pasaporte a la gloria de playoffs en detrimento de Cleveland Cavaliers propiciado por un inconmensurable MJ.
Aquella hazaña comprendió canastas de todos los colores, inverosímiles como ellas mismas, como MJ era en su esencia. Nadie en Boston fue capaz de pararle, se veían impotentes ante las constantes humillaciones a las que Jordan les sometía. Cuando la tormenta cesó, el 23 había registrado la mejor marca anotadora que nos ha deparado los playoffs en su larga y respetable historia: 63 puntos. Larry Bird, sin salir de su perplejidad y en una de las más antológicas frases que nos ha dejado la historia afirmó: “Creo que no hay nadie capaz en el mundo de hacer lo que ha hecho Jordan hoy. Esta noche Dios se ha disfrazado de jugador de baloncesto”. Jordan promediaría finalmente 44 puntos durante una serie donde fueron barridos por Boston y en la que en palabras del mismo Jordan se había quedado sorprendido consigo mismo. Esto sería el inicio de una larga y bonita historia, en la que actos como este, le encumbraron en la más alta cúspide del baloncesto mundial.
En 1987, pese a anotar 37.1 puntos, 5.4 rebotes y 4.6 asistencias se quedó a las puertas de un MVP que se llevó Magic Johnson por primera vez tras firmar 23.9 puntos, 6.3 rebotes y 12.2 asistencias. Sin embargo, en 1988 no se le resistiría. Fue el primero de los cinco que lograría en la siguiente década.
El siguiente detalle de grandeza llegó en ante Cleveland, con el pase a semifinales de conferencia de 1989 en juego, en el quinto y decisivo encuentro. De hecho, este pasaría a ser el verdadero “Tiro”. El de Russell fue otro capítulo de la saga. Jordan por aquel entonces había logrado convertirse en el máximo anotador durante 3 campañas consecutivas, dos títulos en el concurso de mates dormían en su haber, pero aún no había conseguido llevar muy lejos a sus Bulls exhibiciones aparte como las del Garden.
Faltaban escasos 3 segundos cuando Jordan se encargó de tomarse la justicia por su mano y erigirse en personaje heroico de aquella fatídica noche en la que parecía que Chicago se volvería a estancar en la nada. Jamás a Craig Ehlo le tocó lidiar con una tan fea en semejante y en tan fatídico instante, pese a que se trataba de un buen defensor. Con la bola dentro y el 101-100 campeando definitivamente en el electrónico, su nombre pasaría a engrosar el listado de víctima de ‘Air’ y a cobrar más popularidad por aquella acción que por sus verdaderos méritos, que no fueron ni mucho menos, desmesurados. A la conclusión del mismo, Craig Ehlo afirmó que Jordan comentó a un jugador de Cleveland que si le iba a marcar hombre a hombre, que se preparase para lo que le esperaba. No le faltaba razón, Ehlo probó la medicina, y su estampa de desesperación arrojándose al suelo del Richfield Coliseum pasó a inmortalizarse, al igual que el salto de júbilo expresado por Jordan que impregnaría en los highlights con el paso de los años.
Pese a estas actuaciones, nunca pudieron con un gran equipo como eran los Pistons de finales de década, y que apearon a los Bulls de Jordan y Pippen de las finales en 1989 y 1990 y de la final de conferencia en 1987. Tres años consecutivos topándose con unos Pistons de leyenda.

### Un ‘desconocido’ entre tanta estrella: Sleepy Floyd
Quizás no sea la más grandiosa, ni la más espectacular, pero el grado de impacto de esta actuación rebasaba los límites de lo común. Los dos récords que implantó el base de Golden State Warriors, Sleepy Floyd, quedaron en un segundo plano ante la sorprendente inspiración para acribillar con 51 puntos a Los Angeles Lakers en el 4.º encuentro de las semifinales de Conferencia Oeste de 1987, en una bárbara y desaforada actuación donde marchó al descanso con 39 puntos (récord en Playoffs) incluyendo 29 en tan solo un cuarto (de nuevo, récord al canto). Esa impresionante actuación en suma sirvió para conseguir una victoria que de poco sirvió en el resultado definitivo.
Si bien es cierto que el mejor Sleepy era un base con facilidad para anotar esto jamás fue imaginado por nadie. No estaba ni mucho menos en el guion previsto.

### Los ‘Bad Boys’ revolucionan la liga
El back-to-back de Detroit revolucionó la liga por el estilo de juego que desarrollaban, por la aureola que desprendían, por la idiosincrasia que rodeó a ese equipo al fin y al cabo, que cerró la década con dos anillos. Eran apodados 'Bad Boys' por su juego duro, su contundente defensa, incluso sus métodos, según como se mire, malintencionados que rozaban o superaban lo ilegal.

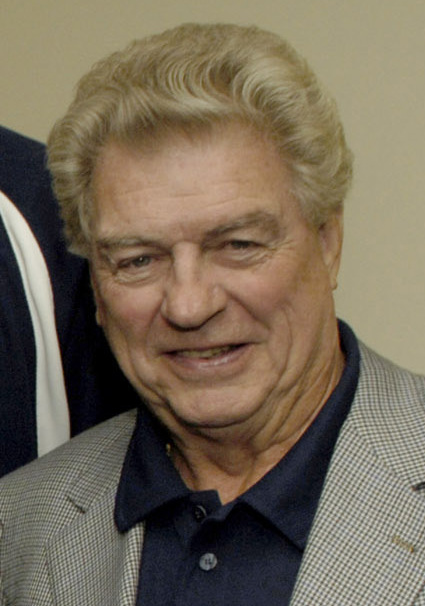
Chuck Daly, entrenador de los "Bad Boys".

Según Michael Jordan, principal damnificado de los encuentros frente a los Pistons, "trataron de lesionarle intencionadamente". Fue en enero de 1988 y Jordan afirmó la mala intención que existía principalmente en Rick Mahorn y Adrian Dantley para frenarlo. En aquel choque saltaron chispas hasta el punto de que se formó una buena tangana después de una acción en la que Mahorn cogió del cuello y tiró a Jordan al suelo. Rick Mahorn fue expulsado junto a Charles Oakley, de Chicago.
Y como esto va en función del agresor o damnificado, los Pistons contestaron a las declaraciones de Jordan: "Cuando hace jugadas espectaculares todo el mundo es feliz, pero cuando se trata de pararle, todo es polémica". Dantley, por su parte, declaró que "si piensa que nadie puede tocarle está muy equivocado. Cuando yo era líder de anotación en la liga, cada noche tenía que estar preparado psíquica y físicamente para recibir hostias, muchas veces más graves que las que recibe Jordan".
La cuestión es que Jordan no podía sentir más que impotencia al verse apeado por los pupilos de Chuck Daly una y otra vez desde 1988 hasta 1990. Más allá de su etiqueta de duros, los Pistons eran un fantástico equipo, remozadísimo con una plantilla de altísimo nivel. Destacaban Isiah Thomas y Joe Dumars (también Dantley en los 2 años y medio que estuvo) pero lo que le hacía grande era el colectivo, el equipo en líneas generales. Tan importante era el juego que desarrollaban Isiah o Dumars como la intendencia que aportaban un jovencito Dennis Rodman, Bill Laimbeer, Rick Mahorn, John Salley o los puntos que aportaba el ‘microondas’ Vinnie Johnson o los dos veteranos de guerra Mark Aguirre, que llegó a recoger los anillos, y James 'Buddha' Edwards. Una rotación extensa para mantener siempre un quinteto fresco.
En 1988 los 'bad boys' Detroit se coló en su primera final después de derrotar a los Celtics en las finales de conferencia. Tocaba enfrentarse a Lakers, y Detroit planteó una serie muy dura en la que se llegó a siete partidos. En el sexto Isiah implantó un nuevo con 25 puntos en el último cuarto jugando medio cojo después de lesionarse el tobillo en el tercero. Parecía de otro mundo. Sin embargo, su esfuerzo no dio su fruto y Los Ángeles venció 103-102 después de que Abdul-Jabbar anotara dos tiros libres después de una muy discutida falta personal de Laimbeer.
En las dos temporadas siguientes lograrían el back-to-back frente a Los Ángeles primer por 4-0, y un año después ante Portland Trail Blazers por 4-1, apabullando y mostrando su dominio durante el final de la década. Joe Dumars e Isiah Thomas fueron los respectivos MVP de las finales.
La púrpura de los Lakers contra el trébol de Boston, resumen de una época inigualable. Los Sixers de Erving & Malone, Dominique Wilkins y los primeros movimientos de Michael Jordan como perfectos padrinos de una generación que se divertía jugando en equipo. La rivalidad Los Angeles-Boston ocupó la década de los ochenta hasta que unos 'macarras' de Detroit derribaron el romántico duelo.

## Los años 90

### Primer “three-peat” de los Bulls
En la temporada 1990-91, Jordan estaba más motivado que nunca después de la eliminación ante los Pistons el año anterior. Ese año ganó su segundo MVP con un promedio de 31,5 puntos, 6,0 rebotes y 5,5 asistencias por partido en la temporada. Los Bulls finalizaron en primer lugar por primera vez en 16 años y consiguieron el récord de la franquicia ganando 61 partidos. Con Scottie Pippen jugando como si de un All-Star se tratase, los Bulls se elevaron a otro nivel. En las dos primeras rondas de playoffs eliminaron a New York Knicks y Philadelphia 76ers, llegando a la final de conferencia con los Pistons de nuevo esperándolos. Sin embargo, Chicago ya jugaba como un equipo y Jordan estaba rodeado de grandes jugadores en su equipo. Jordan hizo mejores a sus compañeros e incluso las Jordan Rules fueron inútiles. Los Bulls sorprendentemente barrieron a los Pistons. Al final del cuarto y último encuentro, Thomas condujo a sus compañeros al túnel de vestuarios cuando aún no había sonado la bocina que dictaba el final del partido, renunciando así a los apretones de manos que se acostumbra al final de los encuentros.

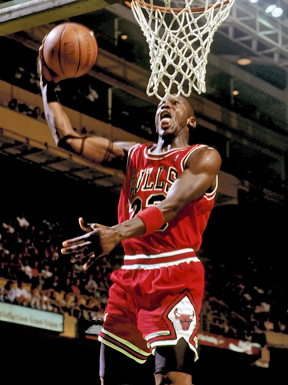
Michael Jordan dominó totalmente los 90.

En las Finales de la NBA se encontrarían a Los Angeles Lakers de Magic Johnson. Ganaron en cinco partidos y finalizaron los playoffs con un excelente 15-2. Cabe destacar una jugada que aún sigue en la memoria de los aficionados a la NBA, no es otro que el rectificado en el aire de Jordan cambiándose el balón de mano para anotar un mítica canasta ante una zona poblada de jugadores de los Lakers. Michael Jordan ganó su primer MVP de las Finales y lloró sosteniendo el trofeo de campeón.
Jordan y los Bulls continuaron su dominio en la temporada 1991-92, estableciendo otro nuevo récord de la franquicia al ganar 67 partidos y perder tan solo 15. Jordan ganó su tercer MVP (segundo consecutivo) con promedios de 30,1/6,4/6,1. Tras ganar a los Knicks en siete duros encuentros en la segunda ronda de playoffs y a los Cavs en seis en las Finales de Conferencia, los Bulls se plantaron de nuevo en las Finales de la NBA. Esta vez el rival se trataba de Portland Trail Blazers, liderados por Clyde Drexler. Los medios de comunicación, esperando recrear una rivalidad del tipo Magic-Bird con Jordan-Drexler, comparó a ambos jugadores en todo momento en las promociones previas a las finales. En el primer encuentro, Jordan finalizó la primera mitad con 35 puntos y terminó el partido con 39. En la primera parte, anotó seis triples, memorable el último, encogiéndose de hombros y mirando a su banquillo como diciendo: "no puedo contenerme a mi mismo". Momento especial también el del sexto partido de aquella final en la que los Bulls perdían por 15 puntos al iniciar al último periodo, parecía que todo se decidiría en un séptimo y definitivo juego pero; los Bulls resolvieron el juego y ganarían el anillo en seis partidos con un enorme Jordan promediando 35,8 puntos, 4,8 rebotes y 6,5 asistencias, siendo nombrado MVP de las Finales por segunda vez. Drexler terminó con unos nada desdeñables 24,8 puntos, 7,5 rebotes y 5,3 asistencias por partido.
En la temporada 1992-93, a pesar de sus números: 32,6/6,7/5,5, no pudo llevarse su tercer MVP consecutivo, que fue a parar a las manos de su amigo Charles Barkley. Esto solo hizo motivar más a Michael, que se encontraría con Barkley y sus Phoenix Suns en las Finales de la NBA. No con facilidad, los Bulls lograrían su primer "three-peat" (tres anillos consecutivos) en seis duros encuentros, este último gracias a un tiro de John Paxson a pase de Horace Grant que daba la victoria a Chicago y un tapón en el último segundo de Grant a Kevin Johnson. Jordan promedió 41 puntos en las Finales, ganando el MVP de las mismas, un hecho histórico, ya que nadie en la historia de la NBA ha ganado dicho premio en tres ocasiones consecutivas hasta Shaquille O'Neal (2000 a 2002 con L.A. Lakers).

### Magic brilla en el Orlando Arena

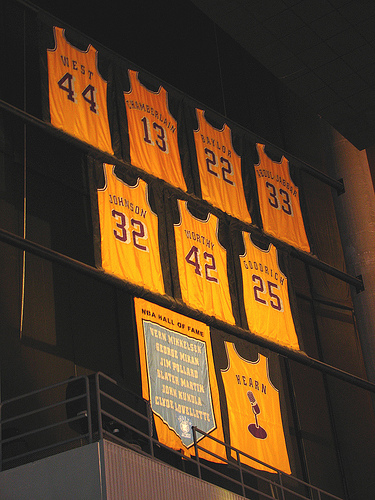
El 32 de Johnson fue retirado por los Lakers en 1992.

El All-Star Game de Orlando de 1992 fue todo un espectáculo gracias a un jugador que no disputó ningún partido en esa temporada. Magic Johnson, quien asombró al mundo tras anunciar el 1 de noviembre de 1991 su retirada del baloncesto a causa de haber contraído el virus del sida, fue votado masivamente por los aficionados para jugar el All-Star Game, dando la liga el visto bueno a su participación. El fin de semana entero se paralizó y se centró en la figura del legendario Magic Johnson, siendo permanentemente ovacionado en el Orlando Arena, pabellón que albergaba dicha edición del All-Star.
“Las palabras significan mucho” comentó más tarde Magic, sin perder su familiar sonrisa en todo el fin de semana. “Pero los sentimientos cuentan más. El nuestro es un juego de compasión. Nunca olvidaré aquellos abrazos y choques de mano”, refiriéndose a los emotivos abrazos que recibió antes del partido.
Johnson se salió con 25 puntos y 9 asistencias en la victoria de su equipo, el Oeste, por 153-113, recibiendo el MVP del All-Star Game.
Su actuación fue memorable. Primero regaló un pase saltando a su compañero Dan Majerle para que anotara una fácil bandeja, forzando posteriormente a Michael Jordan y a Isiah Thomas una defensa individual sobre él, para que, finalmente y con la posesión consumiéndose, lanzara un triple con la defensa del base de los Pistons encima y con su dedo en el aire en cuanto el balón salió de sus manos. Fue un momento tan perfecto que los jugadores dejaron a un lado el encuentro para compartir con Magic aquellos momentos finales preciosos antes del sonido final de la bocina.
Como bien dijo Johnson, “este era el final perfecto de la historia. Aquí está mi final”.

### El Dream Team de 1992
Muchos consideran el mejor equipo deportivo jamás visto al norteamericano de baloncesto que ganó la medalla de oro en los Juegos Olímpicos de Barcelona en 1992. Este era el primer equipo olímpico integrado enteramente por jugadores profesionales de la NBA Lo cierto es que fue un fenómeno en la pista, batiendo a sus rivales por un promedio de 44 puntos de diferencia.
Esta maravilla estaba formada por los bases Magic Johnson y John Stockton; los escoltas Michael Jordan y Clyde Drexler; los aleros Scottie Pippen, Larry Bird y Chris Mullin; los ala-pívots Charles Barkley y Karl Malone; y los pívots David Robinson y Patrick Ewing. La plantilla la completaba el universitario Christian Laettner, de Duke.
Los oponentes no tenían posibilidades, pero no se preocupaban. En una ocasión en un partido, un jugador que defendía a Magic Johnson comenzó a agitar los brazos a un compañero en su banquillo para que les sacara una foto juntos.
“Ellos sabían que jugaban contra los mejores del mundo” reflejó el entrenador Chuck Daly después de ganar la medalla de oro ante Croacia por 117-85 el 8 de agosto de 1992. “Se irán casa y dirán para el resto de sus vidas a sus hijos que jugaron contra Jordan, Magic y Bird”.

### Los Nuggets tocan el cielo
Un hito sin precedente alguno, sin nadie capaz de igualarlo posteriormente, si, estamos hablando de la machada de la que hizo acto aquellos sorprendentes Denver Nuggets en la campaña 1993-94.

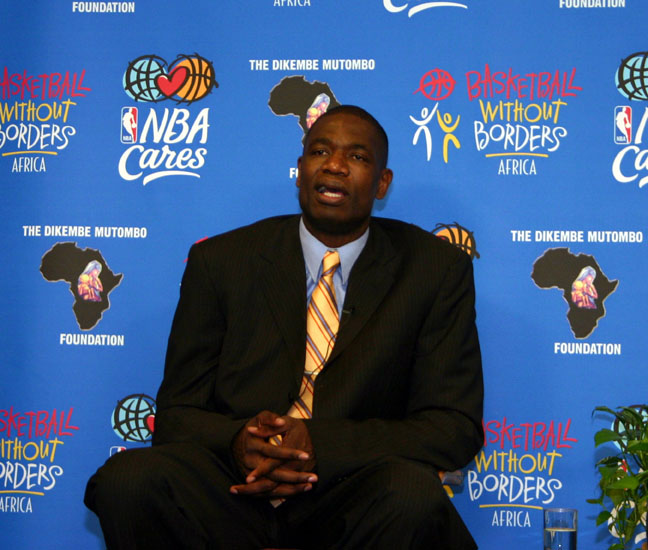
Dikembe Mutombo fue pieza clave en aquellos Nuggets.

El equipo de Dan Issel llegaba a playoffs agonizando in extremis colándose en la octava plaza tras una temporada repleta de altibajos, pero con toda la ilusión del mundo pues la franquicia retomaba su vuelta a playoffs 4 años después de su última presencia. Seattle Supersonics sería el rival, y las cosas, tras dos encuentros disputados no se saldrían lo más mínimo del guion previsto, 2-0 favorable a Seattle. Pero la hombrada llegaría tras la culminación de una remontada histórica merced a la intimidatoria y constante labor de Mutombo en la pintura (6,2 tapones de media en la eliminatoria) y las notables actuaciones de Reggie Williams, Brian Williams o Robert Pack, convirtiéndose así en el primer equipo de la historia en clasificarse en octava posición y eliminar al primero de la conferencia. A punto estuvo de repetir idéntica tarea en semifinales de conferencia ante los Jazz de Stockton y Malone’s (recordemos que aquella temporada compartían equipo Jeff y Karl), ya que remontaron un 0-3 adverso que no pudieron refrendar en el 7.º y definitivo encuentro, donde cayeron 91-81.
Una de las imágenes más emotivas que nos ha dejado el amplio legado que abarca todo lo referente a playoffs responde al bocinazo final de aquel fatídico 7.º encuentro entre Seattle y Denver, en el cual Mutombo se desplomó voluntariamente sujetando ese inolvidable Spalding contra su pecho, mientras rompía a llorar de felicidad.

### Un rookie sentencia un mito
El 4 de mayo de 1993, fecha indeleble en la mente de Alonzo Mourning, fecha que jamás olvidará un por aquel entonces rookie proveniente de una de las grandes factorías de pívots como es Georgetown (Patrick Ewing o Dikembe Mutombo).
Charlotte Hornets había apostado por él en el n.º 2, uno por detrás de Shaquille O'Neal. La franquicia apenas llevaba un corto terreno recorrido en la liga – cinco años - y se aventuraba a disputar sus primeros playoffs de la mano del novato Alonzo y de un fenómeno como era Larry Johnson. El enfrentamiento les encuadraría con Boston Celtics, el rival era eluctable y así se demostró posteriormente. El primer encuentro de la primera ronda mostró lo desaborido que podría llegar a ser dicha serie, pero los Hornets de la mano de un descarado Alonzo Mourning levantaron el vuelo hasta ponerse 2-1 y encarar el quizás 4º y definitivo encuentro. En aquel partido, todo parecía marchar viento en popa ya que entrado el último cuarto, el equipo de Allan Bristow mandaba autoritariamente 18 arriba, pero un desfallecimiento ‘Hornet’ sumado a la bárbara reacción de Boston propició que remontaran hasta colocarse 103-102 con 3.3 segundos por jugar. Era el momento de Mourning, Charlotte corría el riesgo de tirar por la borda un partido que parecía atado, pero llegó y resolvió con un tiro soñado de más de 5 metros, para dar así a Charlotte la primera serie ganada en su breve historia (103-104).
La efigie del triunfo se vio reflejada en Mourning, que tras meter a su equipo en semifinales, se mantuvo en el suelo con los brazos paralelos en un símbolo victorioso y que en contados segundos se transformó en una pirámide humana. Boston protestó que aún faltaba algo de tiempo, pero eran tan solo 0.4, con lo que no dio tiempo a nada que no fuera alargar la agonía céltica. Mourning había sido el héroe, como tantas veces lo ha demostrado ser en su vida, no solo deportiva, sino personal.

### Reggie Miller toma Manhattan
A raíz de la siguiente historia, el público presente en cualquier acontecimiento deportivo debiera tomar nota en si realmente existen o no los minutos de la basura. Nunca sabes lo que te va a deparar el destino y por tanto lo más aconsejable es mantenerte expectante hasta el bocinazo / pitido final. Cuando el entrenador de Indiana Pacers, Larry Brown, solicitó ‘time-out’, restaban 18.7 segundos para que se pusiese fin al primer encuentro de las semifinales del Este de 1994 que enfrentaban a los Pacers y a los Knicks en el Madison Square Garden. Muchos de los aficionados marcharon dando por confirmada la victoria, pues NY marchaba 6 arriba (105-99). Nadie, por aquel entonces contó con Reggie Miller y su instinto asesino que le caracteriza en los instantes decisivos. Pero para ser realistas y como comentaba el mismo Brown “nadie, ni yo mismo, confiaba en poder lograr la victoria”. ¿Inspiración divina o verdadero talento?, el caso es que creyentes o no, Miller en una heroica labor, consiguió lo impensable: anotar 8 puntos en 8.9 segundos.
Antes de nada, anotó un triple importante tras volver del tiempo muerto que situó a su equipo a tan solo 3 puntos. Anthony Mason se disponía entonces a sacar de fondo, cuando las divinas manos de Reggie interceptaron una bola con destino a Greg Anthony, como si nada, Miller la clavó y puso las tablas en el marcador en escasos 5.4 segundos ante la atenta mirada incrédula de su ‘amigo’ Spike Lee. Increíble, pero cierto. Uno de los entonces símbolos del equipo, John Starks, fue objeto de falta personal, pero mandó los dos tiros libres al limbo, para después ser Miller “The Killer”, quién gozará de semejante ocasión en la canasta contraria. Indudablemente la muñeca no le tembló lo más mínimo e Indiana se llevaría el partido a casa por obra de su Mesías, Reggie Miller.
La victoria tuvo su repercusión positiva en el global de la eliminatoria, ya que Indiana lograría el pase a semifinales tras desbancar a los Knicks en 7 partidos, 4-3.

### Los Rockets sacan partido a la retirada de Jordan
En el segundo año de Tomjanovich como entrenador del equipo y tras la retirada del baloncesto de Michael Jordan, Houston Rockets comenzó la temporada 1993-94 de manera arrolladora; 15-0 (récord NBA). Con Hakeem Olajuwon liderando el bloque, los Rockets vencieron a los Knicks en las finales de la NBA consiguiendo así su primer campeonato.

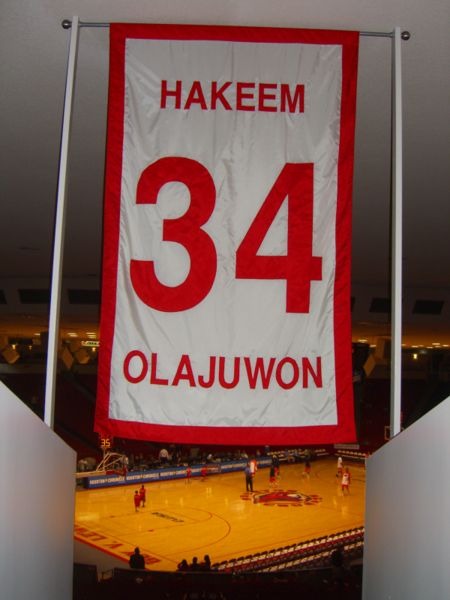
Hakeem Olajuwon y sus Rockets aprovecharon la retirada de Jordan para ganar dos títulos.

Tras cinco partidos, los Knicks tomaron ventaja por 3-2. Los Rockets defendían una ventaja de 86-84 en los últimos segundos del sexto partido. En el último segundo, John Starks (quien había anotado 27 puntos hasta entonces) tiraba un triple que les daba el campeonato, pero Olajuwon hizo una de las mejores jugadas defensivas de todos los tiempos y taponó el disparo. En el séptimo partido, Olajuwon dominó el partido, su doble-doble con 25 puntos y 10 rebotes fueron suficientes para vencer a los Knicks y llevarse el anillo a Texas.

#### Nunca subestimes a Mario Elie
"No remontarán. Yo creo que hay gente que aún confía, pero no lo harán” afirmó rotundamente A.C. Green después de que un intrépido periodista le preguntase si era factible la remontada de Houston.
“Estoy cansado de oír la palabra remontada. Ningún equipo en el mundo puede hacerlo con un 3-1 en contra y con dos partidos como tenemos, en casa” remató Charles Barkley.
A frases de este calibre, tan desmedidas, se refería Rudy Tomjanovich cuando dio a luz - una vez ganado el título – una de las citas más populares de la historia que rodea a la liga: “Nunca subestimes el corazón de un campeón”. Kevin Johnson, por su parte, se mostró más precavido en sus palabras y además dejó entrever, con la siguiente afirmación, lo que sería la antesala de la gran frase anteriormente expuesta por Rudy-T: “El corazón de un campeón no muere fácilmente. Es más, aún sigue vivo”.
Nos situamos ante, sino la mejor, la más sorprendente campaña que ha registrado Houston Rockets. Houston accedía a postemporada con el 6.º mejor récord del Oeste. A simple vista, quizás insuficiente como para llegar a la cima. En resumidas cuentas, pocos se atrevieron a dar un duro por ellos, pese a que eran los vigentes campeones. Su camino hacia el título estuvo plagado de obstáculos que se tornaban insalvables pero que a base de coraje, insistencia y calidad consiguieron eludir, no sin sufrimiento.
Tuvieron que dar la vuelta a un 1-2 adverso que abría su participación en Playoffs ante Utah Jazz. En Semifinales esperaban los Suns de Barkley, que venían quedándose a las puertas años atrás y llegaban hambrientos de triunfo, sabedores de que era una de las pocas oportunidades que restaban a este equipo. Todo parecía marchar sobre ruedas, ya que con el 3-1 inicial el asunto parecía listo para sentencia. Fue entonces cuando revivió el espíritu de campeón que caracterizó a estos Rockets, único equipo capaz de aprovecharse de la ausencia intermedia de Jordan. Solo cuatro equipos en la historia habían remontado el vuelo después de marchar con 3-1 en contra. El último precedente databa de 1981, donde Boston Celtics eliminó a Philadelphia 76ers en las Finales de Conferencia.
Llegados al partido que determinaría quien acompañaría a San Antonio Spurs en la final de Conferencia, Houston, como si por la varita mágica hubieran sido tocados, consumaron 24 últimos minutos prodigiosos, que ni el más optimista hubiera imaginado. Tras una primera parte irregular, los Rockets se marcharon 10 abajo camino de vestuarios, con la eliminatoria en vilo, pero sin perderle la cara al encuentro. Sin embargo, lo dicho, lo brutal estaría por llegar. La mejor 2.ª parte que jamás ha cuajado Houston (y una de las grandes de la historia de playoffs) durante su ya larga historia permitió la reacción, fundada en un desaforado 73 % de acierto en tiro. El encargado de hacer del sueño una realidad fue Mario Elie, quien nos obsequió con un triple desde el vértice en que se encontraba el banquillo de Houston, que explotó de júbilo en el preciso instante en que la pelota se rebozó con las redes para poner el 113-110 en el electrónico. Tan solo restaban 7 segundos, en los que lo más que hizo Phoenix Suns fue maquillar el resultado hasta el 115-114 definitivo. A continuación darían rápida cuenta de Orlando Magic en las finales, ganando por 4-0 en lo que suponía su 2.º título consecutivo.
Los Rockets se convirtieron en el primer equipo en ganar el anillo finalizando la temporada regular en la sexta posición de su conferencia. Además, fueron el primer equipo en eliminar a cuatro equipos de más de 50 victorias en temporada regular en su camino al anillo.

### Stockton bate el récord de asistencias
Como había ocurrido otras tantas veces, Karl Malone recibió un pase de John Stockton para anotar un tiro de media distancia esquinado durante el segundo cuarto del partido que enfrentaba a Utah Jazz ante Denver Nuggets el 1 de febrero de 1995.
Aunque pareciera una asistencia más, aquella servía para colocarle en el primer puesto de la tabla de máximos asistentes con 9.922, superando al mítico Magic Johnson. Después de que el histórico partido llegara a su fin, los 19 911 espectadores del Delta Center en Salt Lake City aplaudieron y ovacionaron al menudo base durante minutos.
“Mis compañeros de equipo han hecho que este récord ocurriese”, exclamó Stockton. “Ha habido algunos tiros increíbles que nunca olvidaré”. Refiriéndose a Malone, dijo: “Él ha sido responsable de muchos de ellos”.

### Segundo “three-peat” y fin de la leyenda
Motivado por la eliminación ante los Magic, Jordan se entrenó intensamente para la temporada 1995-96. Los Bulls, reforzados por el especialista en rebotes Dennis Rodman, arrasaron en la temporada regular, comenzando la liga con 12 triunfos consecutivos y llegando a mitad de temporada con un balance de 41-3 para finalizar con 72-10, el mejor récord de la historia de la NBA. Jordan lideró la liga en anotación promediando 30,1 puntos por partido y ganando el MVP de la temporada y del All-Star Game. En playoffs, los Bulls tan solo perdieron tres partidos en cuatro rondas, venciendo a Seattle SuperSonics de Gary Payton y Shawn Kemp en las Finales. En una verdadera batalla en todo el sentido de la palabra, los Bulls de nuevo consiguieron con la ayuda de Dennis Rodman el título que hacía ya 3 años los Bulls no ganaban, los Bulls mostraron un nivel sorprendente con un Scottie Pippen, y un Brian Williams inspirados, Jordan fue nombrado por cuarta vez MVP de las Finales, superando así a Magic Johnson.

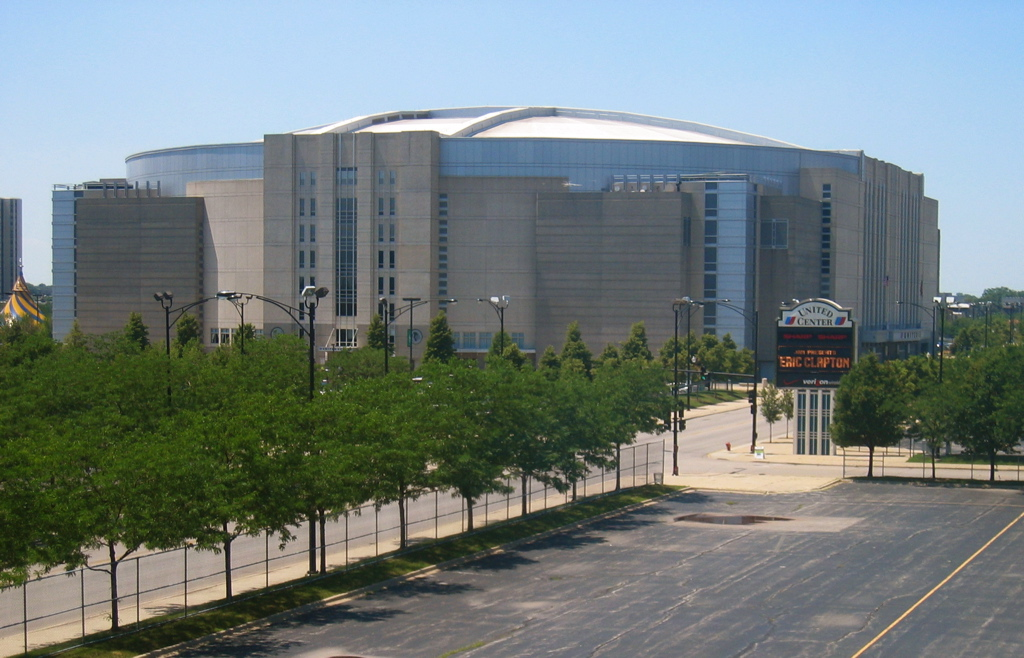
United Center, casa de los Bulls.

En la temporada 1996-97, a punto estuvieron de completar otra temporada más de 70 victorias, tras perder los dos últimos partidos y finalizar con un 69-13. Sin embargo, ese año Jordan fue vencido por Karl Malone en la lucha por el MVP. Chicago llegó por quinta vez a las Finales de la NBA, donde este año tocaba el Utah Jazz del dúo Karl Malone-John Stockton. La serie ante los Jazz destacó por dos de los momentos más memorables de la carrera de Michael Jordan. El primer encuentro lo ganó Chicago con un tiro en la bocina de Jordan, ante la defensa de Bryon Russell, con solo 2 segundos en el reloj, para que los Bulls se llevarán el primero de esa intensa serie. En el quinto partido, un Jordan con fiebre anotó 38 puntos para romper el empate a 2 que reinaba en la eliminatoria. Los Bulls vencieron 90-88 y después consiguieron la victoria definitiva en Chicago cerrando aquel encuentro con una memorable asistencia de Jordan para un enceste de su compañero de equipo Steve Kerr (el jugador con el mejor porcentaje en triples de la historia) (4-2); los Jazz intentarían igualar el marcador con una última jugada, pero Scottie Pippen interceptó el balón y dio una asistencia a Toni Kukoč quien cerró el encuentro con una clavada. Jordan recibió, por quinta vez, el MVP de las Finales.
En la temporada 1997-98, los Bulls bajaron un poco el pistón, logrando un balance de 62-20 con MJ promediando 28,7 puntos y liderando la liga en anotación, ganando el MVP de la temporada y del All-Star, y siendo nombrado en los primeros quintetos de la temporada y en el defensivo. Por tercera vez consecutiva ganaron la Conferencia Este y se colaron en las Finales de la NBA de nuevo ante Utah Jazz, pero esta vez los Utah Jazz se quedaron con el mejor récord de la NBA, y se esperaba una seria final intensa con Karl Malone buscando revancha. Jordan mostró un nivel fuera de serie, en donde los Bulls en el cuarto partido, los Bulls prácticamente apabullaron a los Utah Jazz, quedando en la memoria de todos los que vivieron este encuentro, la peor derrota de las finales. En conferencia de prensa MJ dijo "Si el rival está mal, hay que seguir atacándole".
Tras ir venciendo 3-2 en los primeros cinco encuentros, los Bulls regresaron a Utah para disputar el sexto partido el 14 de junio de 1998. A falta de 40 segundos Chicago iba 86-83 abajo. Tras un tiempo muerto pedido por Jackson, Jordan anotó una bandeja ante varios defensores de los Jazz, colocando al equipo un punto abajo (86-85). En la nueva posesión de Utah, Malone estaba situado en el poste bajo, defendido por Rodman. Tras recibir Malone el balón, Jordan llegó por detrás, le robó el balón y calmó la posesión subiendo la pelota. Frenó el ataque sobre la línea de tres, sobre la defensa de Bryon Russell. Tras unos instantes botando pausadamente el balón, Jordan se dispuso a atacar la canasta de Utah, rápidamente perseguido por Russell, quitándoselo de encima con una finta que le mandó unos metros para atrás y resbalándose. Jordan, sin defensa alguna, lanzó y anotó la canasta que acto seguido daría la victoria y el título a Chicago. Sería su última canasta con la roja de los Bulls. El Delta Center quedó totalmente en silencio, Jordan los calló con una genialidad. Dicha jugada sería repetida insaciablemente años después, siendo una de las canastas más famosas de la historia de la NBA. Tras un triple errado desesperado de Stockton, Chicago se aseguró su segundo "three-peat", o lo que es lo mismo, su sexto campeonato en ocho años. Siempre quedará la duda de a donde hubiera llegado este equipo si Jordan no se hubiera retirado. Michael fue de nuevo MVP de las Finales, promediando más de 30 puntos y anotando 45 en el último partido. Los seis MVP de las Finales de MJ es un récord en la NBA, seguido por los tres de Magic Johnson, Shaquille O'Neal y Tim Duncan.
Esta heroica actuación pareció ser el punto final perfecto para terminar su carrera. Con Phil Jackson terminando contrato, las probables bajas de Pippen (quién declaró su deseo de ser traspasado durante la temporada) y Rodman (que firmaría por los Lakers como agente libre), y el cierre patronal de la NBA (conocido como lockout), obligó a Jordan a anunciar su retirada el 13 de enero de 1999. La NBA se quedaba de nuevo coja. En su segunda rueda de prensa de retiro, rindió tributo a un policía de Chicago asesinado días atrás.

### 3+1: ‘Larry Johnson Resurrection’
Los Knicks veían como Indiana daba la vuelta a la tortilla  - en lo que ya bien era un clásico del Este en la década de los 90 - y su ventaja se dilapidaba con el paso de los segundos en las Finales de Conferencia de 1999, mientras su estrella, Patrick Ewing, atendía expectante vestido de calle desde el banquillo, a causa de una lesión en el tendón de Aquiles.
Caían 91-88 en el tercer partido después de que Mark Jackson pusiera la sentencia al servicio de Indiana con 11.9 segundos por disputarse y con un milagro que anhelar por parte de los hombres de Jeff Van Gundy. El elegido no era otro que Larry Johnson, que sobrepasó el límite de lo insospechado, consiguiendo una de las canastas más increíbles en su conjunto de toda la historia de Playoffs. Como si un triple para mandar el encuentro a la prórroga le pareciera insuficiente, LJ se encargó de anotar 4 puntos en una misma jugada merced a un 3+1 que obtuvo de la agobiante defensa de Antonio Davis (lo tenía acorralado) ante la inaudita mirada de Larry Bird y que dio la victoria a New York en el Madison Square Garden para devolver la ventaja en la serie a su equipo, 2-1.
"No creía lo que veía, fue como un shock" afirmó Johnson. Tras anotar el triple, Childs corrió hacía él para rogarle que anotará el tiro libre y después celebraran lo que fuese necesario. No querían permitir que la euforia empañase un momento tan histórico. Aún restaban 5.7 segundos, pero curiosamente, un nativo de New York, Mark Jackson, erraría el triple decisivo para desatar el delirio en las gradas, aún más si cabía.
“Es el primer 3+1 que he visto que decida un partido. Es un final increíble” apuntó un eufórico Jeff Van Gundy.
Sin embargo, no solo por tan emotiva acción se encumbró a Johnson en esta serie, sino que su importancia durante todo el encuentro fue más allá que la gloriosa y detonante acción final. Larry había consumado la que sería a la postre, su mejor actuación en un encuentro de Playoffs, 26 puntos con 11 en el cuarto periodo, en el que New York tuvo que levantar un marcador adverso en gran parte del partido (marchaban 8 abajo a falta de 3:21).
De todos modos, la repetición puede ayudar a disipar dudas, y es que resulta complicado percibir si la falta se produce antes o durante el desarrollo del tiro. El caso es que la polémica estuvo servida (Haciendo un paréntesis desde un punto de vista particular, creo que la falta es previa al lanzamiento). "No estaba intentando hacerle falta, pero si lo hice, fue antes de que se levantase” declaró Davis.

### El Milagro de Sean Elliott
En lo que ya se conoce como el ‘retorno milagro’, el alero Sean Elliott, de San Antonio Spurs, volvía a las canchas a la edad de 32 años, pero lo más significativo de todo ello es que lo hacía tras someterse a un trasplante de riñón donado por su hermano mayor Noel, convirtiéndose así en el primer deportista profesional que regresaba a la competición activa después de recibir semejante trasplante.
A San Antonio se le presentaba la inmejorable ocasión de colarse en una final por primera vez en su historia y enfrente estaba Portland, especialista durante aquella época en desechar ventajas aparentemente inamovibles (las más sonadas: esta y la que protagonizarían el año próximo ante Lakers, de nuevo en las finales de conferencia). San Antonio partía con el factor cancha, del que supieron sacar partido en el primer envite. El segundo y tras el desarrollo del mismo, tenía toda la pinta de marchar a Portland, con lo que la eliminatoria, volviendo al Rose Garden, se iba a poner cuesta arriba. Todo ello hubiera sido posible sino estuviera de por medio la refulgente figura de Sean Elliott.
La situación pintaba en bastos para los pupilos de Gregg Popovich, que llegaron a tener 18 puntos de desventaja en el tercer cuarto, pero que a base de triples, principalmente del protagonista, Elliot, quedaría en nada entrados en el último minuto, donde la insólita exhibición de Elliott adoptaría visos divinos.
Todo vino precedido por un decisivo tiro desde la línea de personal, errado por Damon Stoudamire con 12 segundos por jugar y el marcador 85-83. De ese modo se abría la puerta del triunfo para San Antonio. Popovich pidió tiempo, y Elliot, ‘on fire’ durante todo el encuentro, sería el encargado de culminar la remontada, en un partido en que la única ventaja que obtuvo San Antonio fue la definitiva. Anotó su 6.º triple – 2.º en el último minuto – faltando 9 segundos y ante las desenfrenadas defensas, primero de Augmon (quién rozó el robo), después de Rasheed Wallace (llegó tarde al punteo), para jolgorio multitudinario de las 35.260 almas que poblaban un rebosante Alamodome. Entre Jim Jackson y Walt Williams no serían capaces de sacar jugo a una posesión que desvaneció cualquier esperanza de triunfo.
Este 2.º partido no solo supondría la casi beatificación de Elliot, sino que los efectos secundarios psicológicos que originó este mazazo, fueron irreversibles. Tanto, que caerían vapuleados en los dos encuentros posteriores en Portland, para hacer presencia en su primera final NBA. Sobra decir que posteriormente se proclamarían campeones en una temporada que muchos se han aventurado a tildar de descafeinada. En San Antonio relucía el sol más que nunca, y ese 31 de mayo instalaba su porción en la historia de la franquicia, en un día que pasaría a renombrarse como el Elliott's Memorial Day Miracle.

#### Los Spurs ganan la “guerra”

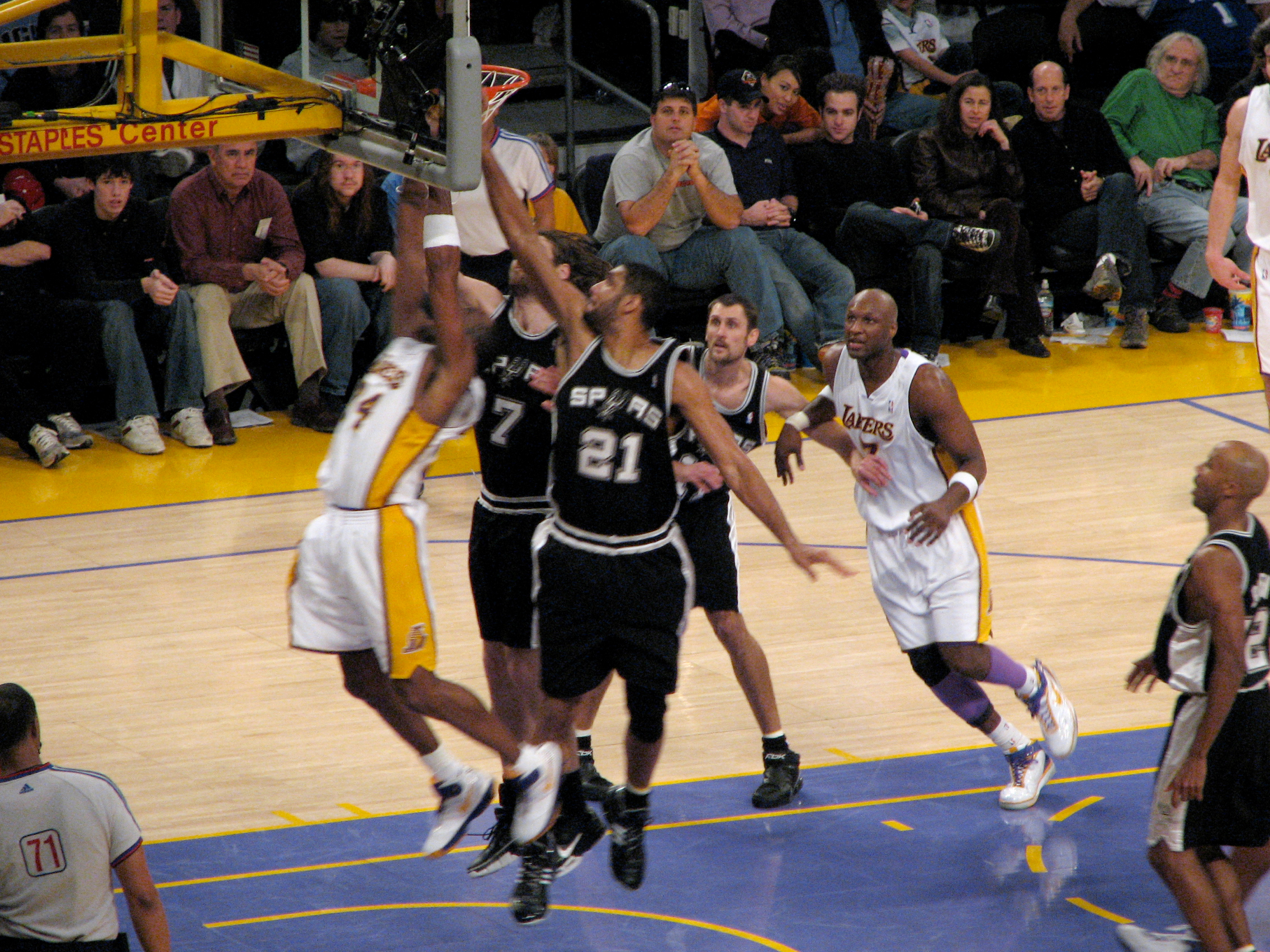
Tim Duncan ganó el anillo en su segundo año como profesional.

En cuanto a las finales de la NBA de 1999, fue lo más parecido a una guerra en el ámbito deportivo, dos franquicias con sed de victoria como eran San Antonio Spurs y New York Knicks se daban cita al final de una temporada, cuanto menos, extraña, debido al cierre patronal que obligó a que la campaña comenzara en febrero y tan solo se disputasen 50 partidos de liga regular.
Tim Duncan y Latrell Sprewell, dos jugadores totalmente diferentes en cuanto a personalidad y a estilo de juego, organizaron uno de los duelos más apasionantes de la historia de las Finales de la NBA en el quinto encuentro de la serie. Aunque Sprewell superara a Duncan en anotación, 25-15 en la mitad y 35-31 en el partido, los Spurs se hicieron con la victoria y conseguían el primer campeonato en su historia, además de convertirse en el primer equipo procedente de la ABA en ganarlo.
“Fue una fabulosa batalla protagonizada por dos fabulosos jugadores”, comentó Mario Elie, que ya había ganado con los Rockets dos anillos a mediados de los 90.
Con Patrick Ewing lesionado del tendón de Aquiles, los Knicks no podían parar a Duncan, jugador de segundo año y autor de 15 de los 28 puntos finales de su equipo. Sin embargo, las alabanzas a Sprewell no paraban de llegar, tanto por parte de Gregg Popovich, entrenador de los Spurs (“Spree estuvo increíble”), como de Doug Collins, entrenador de la NBA y comentarista de la NBC por entonces (“este tipo es increíble”).
Tim Duncan lograría su primer MVP de las Finales y sería el principio de una bella era en San Antonio.

## SigloXXI

### Globalización de la NBA

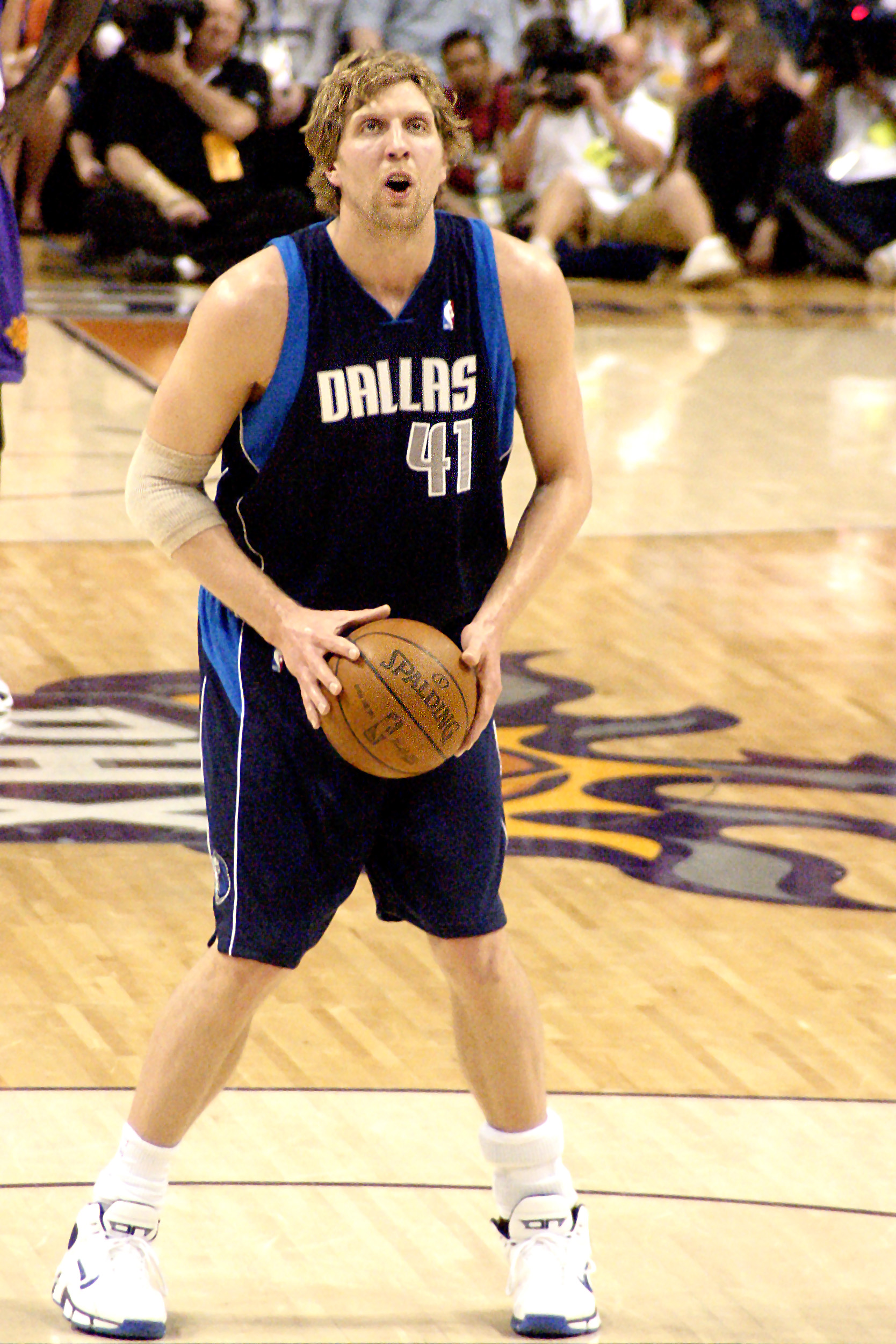
Dirk Nowitzki, primer europeo en ganar el MVP.

Con la entrada del nuevo milenio, la NBA abrió definitivamente sus fronteras al mundo y desde entonces, el goteo de jugadores internacionales no ha cesado. Lo que durante la década de los 80 suponía una utopía ver desfilar por los pabellones americanos a un jugador extranjero, hoy supone un hecho aceptado con total naturalidad.

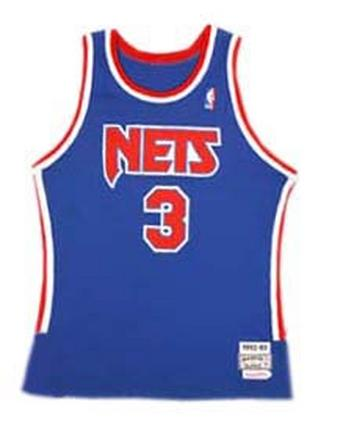
Camiseta de Dražen Petrović en los Nets

El honor de la primera elección de un jugador extranjero en el draft le corresponde al exótico Yasutaka Okayama, un pívot japonés de 2.38 que fue seleccionado en octava ronda del draft de 1981 por Golden State Warriors y que nunca piso la NBA. Para dar con el primer europeo elegido tenemos que avanzar un año más, en 1982, cuando Boston Celtics eligió en novena ronda al griego Panayoti Giannakis. Pero esto no dejan de ser curiosidades, el draft que marcó la pauta en este sentido fue el de 1985, donde fueron elegidos Detlef Schrempf (Alemania), Fernando Martín (España), Arvydas Sabonis (URSS), Gunther Behnke (Alemania) y Georgi Glouchkov (Bulgaria). Este último fue el primer europeo en desembarcar en la NBA en 1985. Desde entonces, la evolución del baloncesto europeo unido a sus éxitos, la labor pionera de jugadores como Detlef Schrempf, Dražen Petrović, Toni Kukoč, Rik Smits, Vlade Divac o Dino Radja a la hora de allanar el camino a sucesores como Dirk Nowitzki, Peja Stojakovic, Yao Ming, Pau Gasol, Tony Parker o Manu Ginóbili ha desembocado en la globalización total de la liga.
Más de 60 países han paseado a, como mínimo, un jugador por la NBA. En algunos casos, las franquicias han aprovechado el tirón comercial que sufrió la NBA con el impacto descomunal que causó Yao Ming que fomentan la contratación de jugadores extranjeros para aumentar en publicidad, interés y seguimiento.
Oficialmente, Akeem Olajuwon, dada su nacionalidad nigeriana, es el primer jugador no americano en ser elegido número 1 del draft de 1984. El primer extranjero en convertirse en número 1 sin pasar por la NCAA fue el chino Yao Ming en 2002. En cuanto a galardones, el primer extranjero en conseguir el MVP corresponde al canadiense Steve Nash en 2005, el primer europeo en conseguirlo fue el alemán Dirk Nowitzki en 2007, mientras que el título de primer Rookie del Año extranjero va a parar al español Pau Gasol en 2002. El primer europeo en disputar un All-Star Game fue el alemán Detlef Schrempf en 1993.

### Los Lakers comienzan su dinastía

#### Regreso al estrellato
La temporada 1999-2000 fue el principio de una nueva era en la historia de los Lakers. El equipo contrató al entrenador Phil Jackson, líder de los Bulls de Jordan, y por primera vez en 31 años jugarían sus partidos de casa en un lugar que no fuera el mítico Great Western Forum, ya que un nuevo pabellón, el Staples Center, fue construido en el centro de la ciudad.
Tras una temporada regular brillante (67-15) en la que Shaquille O'Neal consiguió el MVP de la temporada y el MVP del All-Star Game, los Lakers llegaban a playoffs más fuertes que nunca en los últimos años. En primera ronda sufrieron para eliminar a Sacramento Kings (3-2), aunque en las Semifinales de Conferencia pudieron relajarse más tras eliminar a Phoenix Suns en cinco partidos. El problema llegaría en las Finales de Conferencia, una serie tanto legendaria como dura para el conjunto californiano.

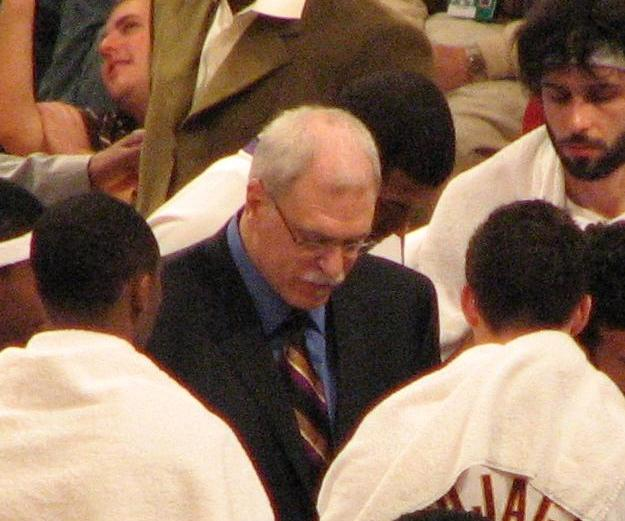
Con la llegada de Phil Jackson los Lakers ganaron tres anillos.

Los Lakers se asomaron al precipicio en el último y definitivo 7.º partido que les enfrentaba a Portland Trail Blazers, quienes llegaban eufóricos después de empatar un adverso 3-1 en la eliminatoria. La machada de los de Oregón parecía gozar de más consistencia y realidad a medida que se avanzaba el partido, tanto, que se marcharon al último periodo con un favorable 71-58 que parecía definitivo. Todo se tornó en contra a raíz del enfervorecido espíritu ‘Laker’ que sirvió para endosar un parcial de 15-0 que espantó todo tipo de fantasmas y malos augurios.
Los Ángeles se comportaron como su nombre indica y remontaron la mayor desventaja efectuada en el último cuarto en la historia de Playoffs (13, superando el récord que ellos mismos ostentaban desde 1973 (6), compartido con los Warriors (1975) y los Bullets (1979)) para auparse a sus primeras finales desde 1991 tras superar finalmente 89-84 merced a un histórico 31-13 en el último y definitivo cuarto.
Ya entrado el último cuarto, aparte del poderío que ofreció tanto Shaquille como Kobe, se juntaron el hambre no con las ganas de comer, sino de ser comido. Con ello me refiero básicamente a la irrupción de O’Neal en el último período, a la cual se sumó la inoperancia ofensiva de Portland, 5 de 23 en tiro, después de anotar en torno al 50% en el resto de encuentro.
Shaquille O'Neal hizo inútil las dobles y hasta triples defensas que recibió durante el encuentro, anotando 9 puntos en el último cuarto incluyendo un imponente alley-hoop para poner la puntilla (85-79 con 40 segundos por jugar) y erigirse así, como decisivo en la remontada final. Aquel instante repleto de emotividad, con O'Neal corriendo la cancha rebosante de alegría, marcó un punto de inflexión en la leyenda del Threepeat. O'Neal, que hasta el final del tercer cuarto, estaba siendo anulado por la defensa de los Blazers, finalizaría con 18 puntos (8-12 desde la línea) y 9 rebotes, mientras que el otro eje que permitió consumar la hazaña responde el nombre de Kobe Bryant, quien con 25 puntos, 11 rebotes, 7 asistencias y 4 tapones brilló como nunca. Él mismo afirmó que “estos partidos es lo que enmarcan a los campeones” y que "había soñado jugar un séptimo decisivo partido desde que era niño y tener esta oportunidad te hace sentir bien".
Rasheed Wallace, genio y figura de Portland aquella noche anotando 30 puntos, desperdició dos tiros libres cuando su equipo marchaba 81-79 abajo con 1:25 por jugar. Scottie Pippen, que acabó con dobles dígitos (12 puntos – 10 rebotes) sentenció: "Hemos perdido el partido nosotros, los Lakers no han ganado nada y ni mucho menos son el mejor equipo de la liga", no menos razón añadió que "nadie dio un duro por nosotros cuando marchábamos 3-1 en la serie, creo que hemos hecho mucho más de lo que la gente esperaba de nosotros”.
Tras salir milagrosamente vivos, los Lakers se enfrentaron ante Indiana Pacers en las Finales de 2000, las primeras desde 1991. El equipo venció en seis partidos, ganando el primer anillo desde 1988. O’Neal fue nombrado con su primer MVP de las Finales, logrando su tercer MVP en esta temporada.

#### ‘Back-to-back’
Con el bloque del año anterior (el único movimiento importante fue la baja de Glen Rice), los Lakers aspiraban a conseguir su segundo anillo consecutivo. A pesar de una temporada regular difícil debido a las lesiones de Derek Fisher, O’Neal y Kobe Bryant, el equipo ganó su segundo título de división consecutivo, robándoselo a los Kings en la última semana.

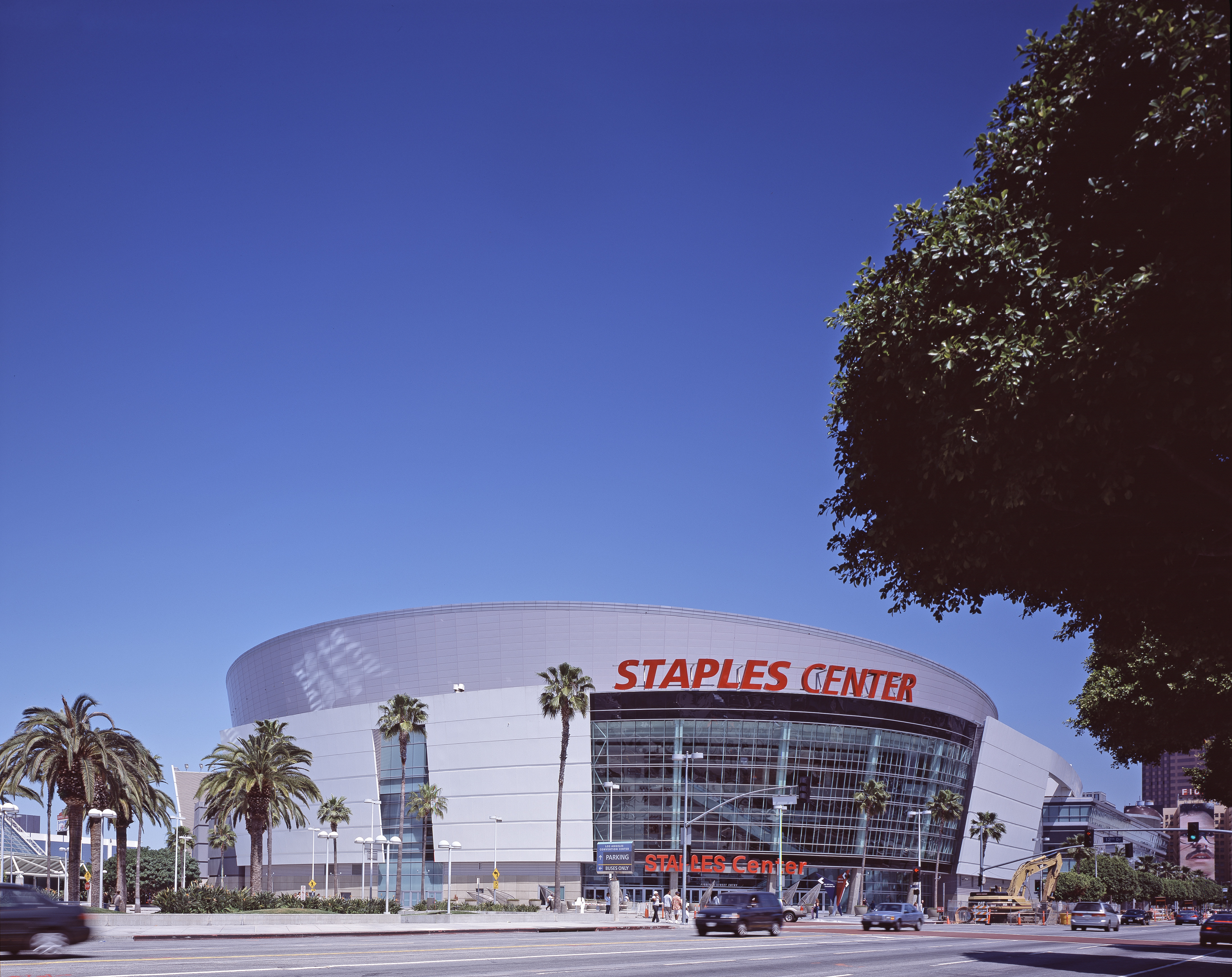
El Staples Center vivió momentos de gloria.

En playoffs, el equipo estuvo intratable. Eliminaron a Portland, Sacramento y San Antonio sin perder ningún partido, llegando en un estado de forma magnífico a las Finales de la NBA que le enfrentaban a los Philadelphia 76ers de Allen Iverson.
En el primer partido, los 76ers sorprendieron llevándose el triunfo en la prórroga con un Iverson magistral, pero la lógica se impuso y los Lakers encadenaron cuatro victorias consecutivas para llevarse el anillo a casa. Con promedios de 33.0 puntos y 15.8 rebotes por partido, O’Neal fue nombrado de nuevo MVP de las Finales.

#### Se consuma el “three-peat”
En la temporada 2001-02, los Lakers se convertían en el primer equipo en lograr 16 victorias en los primeros 17 partidos de la liga desde los Bulls de la 1996-97.
Secundarios como Ron Harper, Horace Grant, Tyronn Lue y Greg Foster, fueron reemplazados por Lindsey Hunter, Samaki Walker y Mitch Richmond. Tras un gran inicio de campaña, el equipo llegó al All-Star Weekend con un balance d 33-13.
Shaquille O’Neal, que había estado luchando contra una lesión del pie durante toda la temporada, regresó tras el All-Star y en sus tres primeras semanas de competición fue nombrado mejor jugador de la Conferencia Oeste en dos ocasiones. Los Lakers terminaron la temporada con un récord de 58-24, segundo mejor de la liga.
Los Lakers llegaron a los playoffs como el tercer mejor equipo del Oeste y se enfrentaron a los Blazers, eliminándoles por tercera vez consecutiva por 3-0. En Semifinales de Conferencia despacharon a los Spurs en cinco partidos para enfrentarse con los Kings en el duelo esperado del Oeste.
Tras ir perdiendo 2-1 en la serie, el cuarto partido pudo sentenciar la eliminatoria y cambiar la historia de los Kings, pero un actor secundario se encargó de devolverles a la realidad.
Fue Robert Horry en esencia. Si bien primero, como experto asesino, se encargó de aniquilar a los 'sospechosos habituales' de Portland con otro triple victorioso sin dejar huella, posteriormente se encargó de rematar a los Kings, dejando la impronta en el cuarto encuentro con un triple sobre la bocina (100-99) para empatar la eliminatoria a dos cuando parecía que Sacramento pisaba con pie y medio la final.

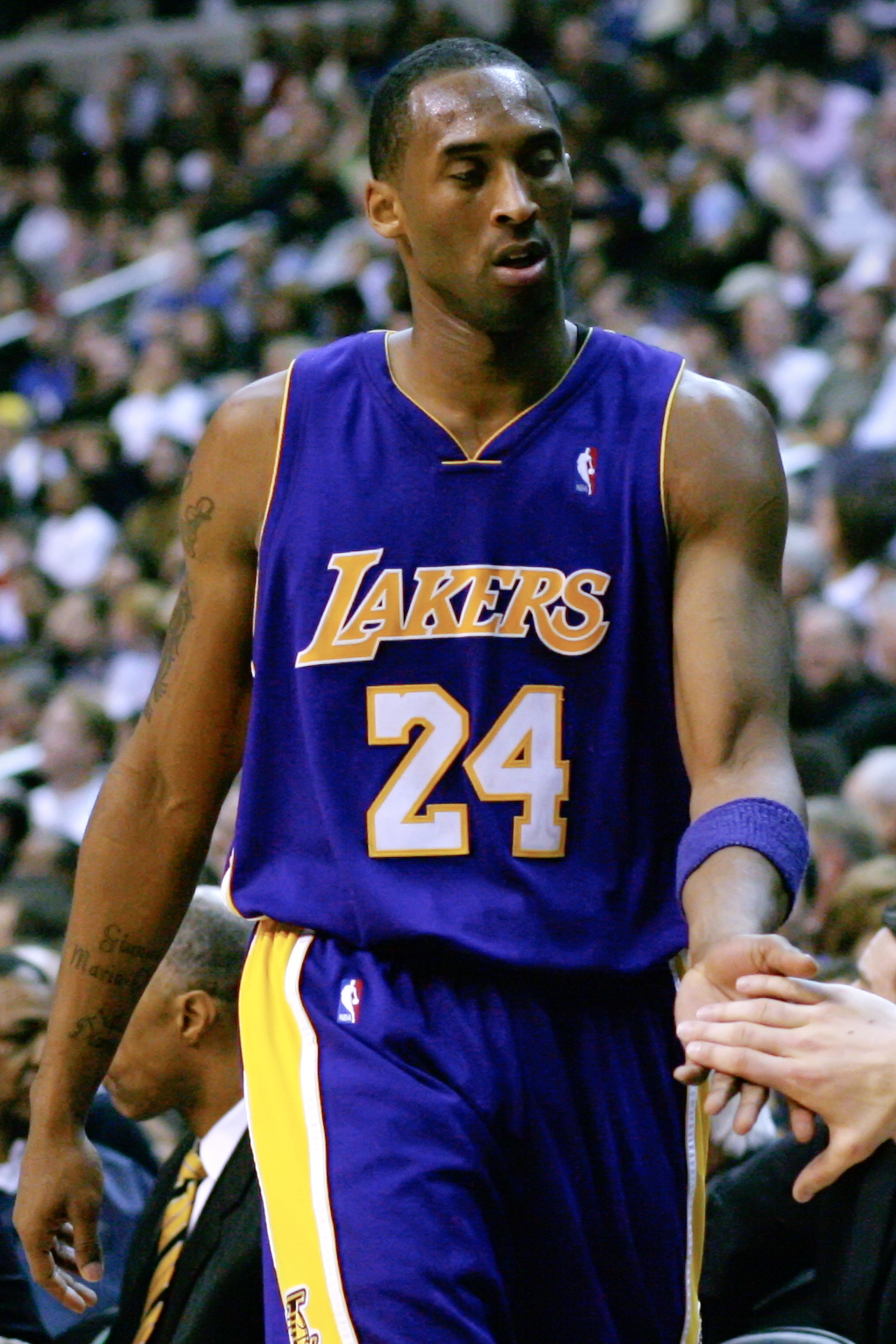
Junto con O'Neal, Kobe Bryant fue clave en los 3 anillos de los Lakers.

La suerte también jugó un papel preponderante, y es que después de que Los Ángeles errará sendos tiros por arte de Bryant (falló una bandeja) y O'Neal (hizo lo mismo con el palmeo), la bola fue a parar a Divac, que dio origen a un error que a la postre, pagaría caro su equipo, ya que con tan mala fortuna el balón tomo destino Horry, quién no tuvo más que levantarse y encestar en una situación en la que anda curtido en mil batallas.
Robert afirmó radiante pero con una gran dosis de tranquilidad, como si estuviera habituado a hacerlo día si, día también, lo siguiente: “En una situación como esa no puedes pensar, muchos jugadores miran el reloj cuando ven venir la pelota, pero eso te hace apurar el lanzamiento”. Sus compañeros, como es lógico, se deshicieron en elogios hacia su figura. “Esta noche fuimos muy afortunados, gracias a Dios tenemos a Robert”, comentó O’Neal.
Sacramento no supo sacar partido al baño que ofreció durante la primera mitad (especialmente en el primer cuarto: 40-20) en la que se marcharon a los vestuarios con un 51-65 favorable. El triple de Horry y la canasta inicial habían sido las únicas ventajas que había manejado Los Ángeles. En el transcurso del tercer cuarto los Lakers achicaron distancias, hasta el punto de echarle el aliento en el cogote con tan solo 4 puntos de diferencia (88-84), tras esfumar Sacramento, una ventaja de 24 puntos. Los Kings recuperaron la ventaja y mandaban 8 arriba con 4 minutos por jugarse. Sin embargo y con el encuentro dando señas de agonizamiento, Lakers recortó terreno merced a un triple de Horry que ponía al equipo a 3 puntos a falta de 1:39. Nuevamente vital, no solo en las jugadas decisivas, sino en el cómputo global del último período, donde firmó 11 de sus 18 puntos. Posteriormente los hechos venideros se producirían de este modo: Dos puntos de Shaquille vía tiro libre y uno de Vlade Divac instantes después con aproximadamente 10 segundos por disputar. El resto ya lo conocemos.
En el quinto partido, una canasta de Mike Bibby in extremis devolvía la ilusión a los de Sacramento, durándoles más bien poco ya que los dos siguientes encuentros fueron a parar a las manos de los Lakers, y con ello, su pase a las Finales.
En ellas se encontrarían con los novatos pero sorprendentes New Jersey Nets de Jason Kidd. Los californianos solventaron la eliminatoria por la vía rápida, barriendo a su rival y yéndose a casa con unas más que merecidas vacaciones en la mochila. Aunque los Nets fueron un rival serio en todo momento, el magnífico momento que vivían los Lakers fue demasiado para un equipo que cumplió con una temporada sensacional. O’Neal fue galardonado con su tercer y último MVP de las Finales, siendo con Jordan el único jugador en conseguirlo en tres ocasiones.

### Allen Iverson en esencia
Uno de los monumentos modernos nos llegó por obra del santo y seña de Philadelphia, Allen Iverson. El liviano ‘guard’ de los Sixers lograría convertirse a excepción de Michael Jordan en el único jugador en lograr 50 o más puntos dos veces o más durante una serie de playoffs después de anotar 54 puntos en el 2.º partido de las Semifinales de Conferencia ante los Toronto Raptors de Vince Carter (incluyendo 19 puntos en el último cuarto), tres después, firmaría 52, cosechando el récord de la franquicia en triples logrados en un encuentro, 8. En el 7.º y definitivo partido, Allen Iverson firmaría otro logro propio de un jugador de su condición: 16 asistencias, tope desde que Cheeks repartió el mismo número en 1989 frente a los Knicks.
Ocurrió en las semifinales de la Conferencia Este, en frente, los Raptors y el escenario, el First Union Center. Emotivo fue el aclamo que le concedió una grada que buena parte del encuentro le dedicó un merecido cántico al son de “¡¡¡MVP, MVP!!!” En la rueda de prensa dio otro golpe autoritario al afirmar que “la única persona que podía detenerle es él mismo".
Ahí no acabaría su legado en Playoffs, dos años después, Allen Iverson maravillaría al mundo con 55 puntos en la actuación que data de la primera ronda de 2003. Nos situamos en el primer encuentro de la eliminatoria que les enfrentaba a los New Orleans Hornets, y 'The Answer' se exhibió por todo lo alto firmando la más alta anotación que se registra en los anales de la historia de Philadelphia, 55 (anotó 21 de sus 32 intentos), a lo que hay que añadir que 20 fueron el último y decisivo cuarto. Dejando a la altura del betún los 50 de Billy Cunningham y superando los 54 que cosechó dos años atrás.
Los Sixers se llevarían el encuentro por 98-90. Los 55 puntos de Iverson fueron el máximo en la historia en la franquicia de Philadelphia.

### San Antonio golpea de nuevo

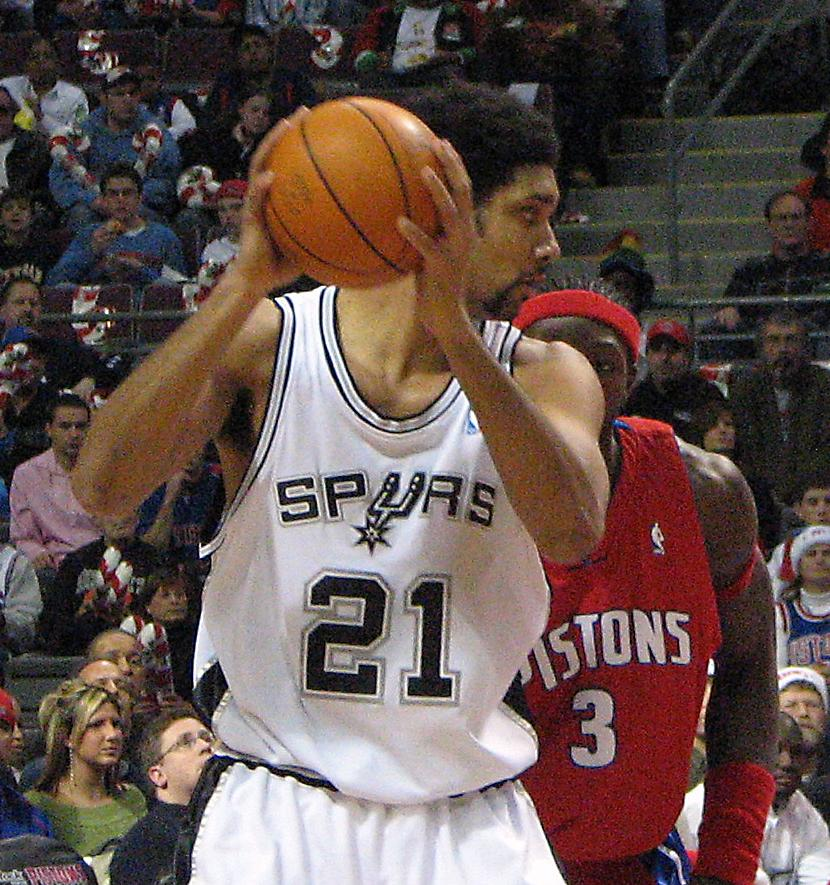
Duncan defendido por Ben Wallace en las Finales de 2005.

Tras la dinastía angelina, Tim Duncan y sus Spurs recogieron el testigo dejado por Shaq, Kobe y compañía y de paso dieron a David Robinson el homenaje que se merecía tras una brillantísima carrera. El mítico pívot de los Spurs se retiraba esta temporada y lo hizo de la mejor manera, ganando su segundo anillo.
Los Spurs, Duncan a un lado, contaban con un completísmo equipo formado por el base francés Tony Parker; el argentino Manu Ginóbili, que tras haberlo ganado todo en Europa aterrizó en la NBA para hacer lo propio y convertirse además en uno de los favoritos de la afición texana; el especialista defensivo Bruce Bowen e importantes secundarios como Speedy Claxton, Steve Kerr y Stephen Jackson.
Mezclando las presencias interiores de Duncan y Robinson con las nuevas amenazas exteriores, los Spurs ganaron 60 partidos esa temporada. En playoffs, eliminaron a Suns, Lakers y Dallas Mavericks, encontrándose en las Finales de la NBA con New Jersey Nets, subcampeones el año anterior. Esa fue la única vez que dos equipos originales de la ABA se encontraron en unas Finales de la NBA. Los Spurs ganaron la serie 4-2, consiguiendo así su segundo anillo. Tim Duncan fue MVP de las Finales, y un mes antes, MVP de la temporada.
Dos años después, los Spurs regresarían a la senda del éxito. Con el mismo bloque que el de 2003 finalizaron la temporada 2004-05 con un récord de 59-23, segundos en el oeste y campeones de división. Esa campaña se produjo un récord curioso; tras una victoria por 125-124 con doble prórroga ante Los Angeles Clippers el 9 de abril y otra por 136-134 la noche siguiente con otra doble prórroga contra Golden State Warriors, los Spurs se convirtieron en el primer equipo en encadenar dos victorias consecutivas con dos prórrogas (solo dos conjuntos en la historia de la NBA habían jugado antes dos partidos seguidos con doble prórroga: Minneapolis Lakers en la temporada 1951-52 y Vancouver Grizzlies en la 1998-99).
En la postemporada eliminaron a Denver Nuggets por 4-1, a Seattle Supersonics por 4-2 y a Phoenix Suns por 4-1 antes de medirse en las Finales de la NBA ante Detroit Pistons, venciéndoles por 4-3 y así, conseguir su segundo anillo en tres años y su tercero en siete. En el quinto encuentro, Robert Horry se volvió a convertir en el salvador del equipo, anotando un triple a falta de 5.8 segundos que a la postre le daría el partido y un mate memorable sobre Richard Hamilton, además de conseguir 21 puntos en el último cuarto y prórroga. Tim Duncan fue nombrado MVP de las Finales por tercera vez, uniéndose junto con Magic Johnson, Shaquille O'Neal y Michael Jordan al club de jugadores con 3 o más MVP de las Finales. También, Manu Ginóbili se afianzó como una estrella de la liga e ídolo local, nacional e internacional, llegando a jugar esa temporada el All-Star Game. En cuanto a Horry, recibió su sexto anillo de campeón en tres equipos diferentes.

### 0.4 segundos para el recuerdo
Derek Fisher en un instante para el recuerdo, dotado de una magia inusual, sacó una canasta inolvidable. Esto tuvo lugar durante el 5.º partido de las semifinales de conferencia del 2004, en el que uno se iba a despedir prácticamente de sus aspiraciones al título.
Tim Duncan había puesto en ventaja a San Antonio a falta de 0.4 segundos, con una canasta rozando la línea de 7,25 y desplomándose por completo merced a la presencia de Shaquille O'Neal.
El SBC Center no daba crédito alguno, y el enfervorizado público, exaltado, superaba su límite de gozo. Un gozo que apenas transcurridos 3 tiempos muertos se tradujo en estupor.
"Una canasta de suerte – refiriéndose a la que le endosó Duncan - se merece otra de la misma forma", comentó de manera irónica O'Neal, quien por cierto jugó uno de sus peores partidos con los Lakers. Por su parte, en el bando contrario, todo eran rostros desgarradores y lamentaciones: “Es la derrota más cruel que he tenido” afirmó Popovich.
Derek Fisher, en un acto inundado de polémica (la NBA desestimó la reclamación de los Spurs y los árbitros tuvieron que recurrir al video para establecer que cuando el balón salió de la mano de Fisher todavía no se había consumido el tiempo reglamentario y conceder así, la canasta como válida), anotó en cuatro décimas de segundo bajo la marca de Ginóbili para poner a su equipo 3-2 en la eliminatoria en un encuentro que pintaba en bastos, y con una jugada en el que el foco de atención se trasladaba a Bryant. Fisher, en estado de éxtasis, correteó rumbo de los vestuarios en otra de las estampas llenas de emotividad que tiene el prolífico álbum de fotos angelino. Paradójicamente, y pese al nivel monumental de estas dos jugadas que finiquitaron el partido, el encuentro fue realmente nefasto, careció de calidad técnica y los fallos se acumulaban posesión tras. Nunca 1 segundo había dado más de sí que un partido entero.

### El regreso de los ‘Bad Boys’
Salvando las distancias entre un equipo y otro, los Detroit Pistons tomaron algo de la influencia de aquellos ‘bad boys’ que lograron dos campeonatos en 1989 y 1990. La razón principal de esa comparación tiene su relación con la llegada de uno de los jugadores más polémicos a la vez que talentosos de la liga, Rasheed Wallace a Detroit. El carácter de este jugador, unido al de su compañero de juego interior, Ben Wallace, encajó a la perfección en aquel equipo. Los Wallace y Tayshaun Prince, principalmente, hacían de los Pistons uno de los equipos más duros, rocosos y que mejor defendían de la liga de la mano de uno de los entrenadores más propicios para ello, Larry Brown. Como los ‘bad boys’ de Chuck Daly, también tenían un poder ofensivo impresionante.

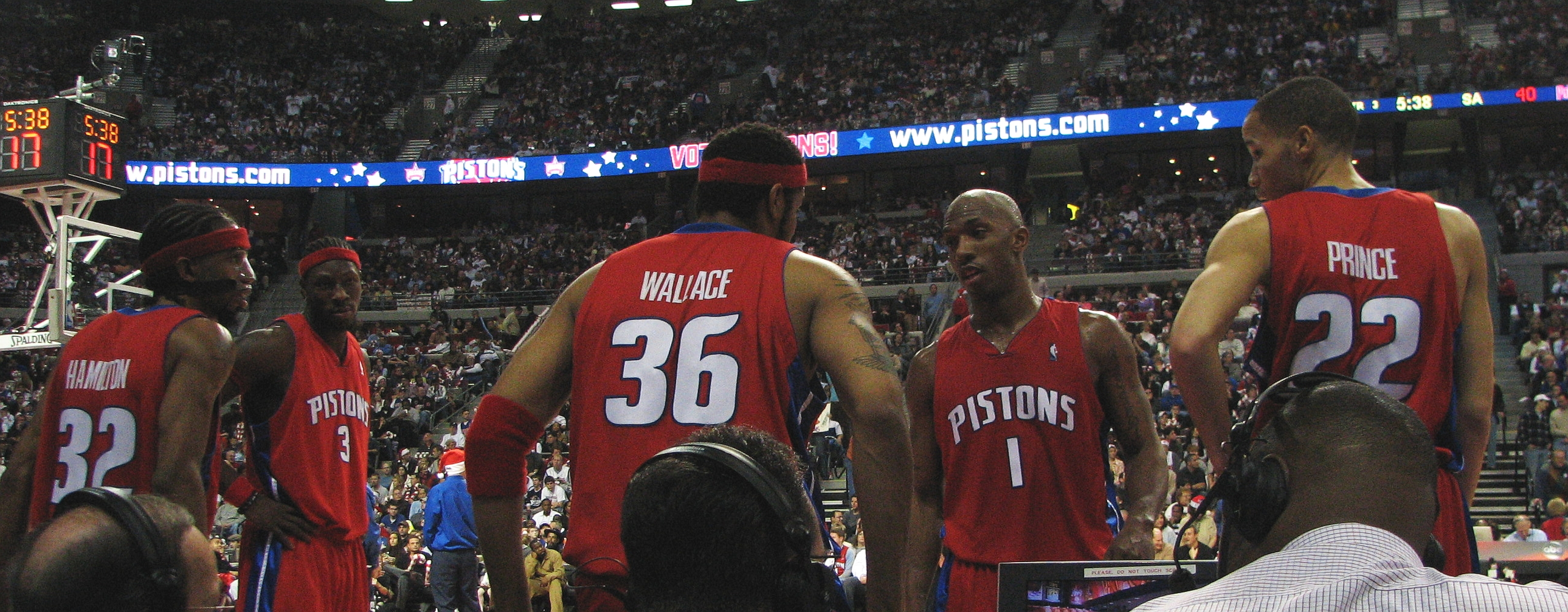
Uno de los mejores equipos de la década.

Chauncey Billups, Richard Hamilton, Tayshaun Prince, Ben Wallace y Rasheed Wallace eran todos ellos jugadores de mucho talento y de un poderoso arsenal atacante. Convirtieron el Palace of Auburn Hills en todo un fortín casi inexpugnable y eliminaron a cuantos rivales se pusieron en su camino. Sin embargo, nadie daba un duro por ellos en la final ante Los Angeles Lakers. Unos Lakers que no solo eran Bryant y O’Neal, sino también Gary Payton y Karl Malone, aunque bien es cierto que este último padeció problemas físicos durante toda la final. Era su oportunidad para ganar su primer anillo en su tercer intento.
La batalla táctica de los banquillos se decantaría en favor de Larry Brown, quien había sorprendido a todo un gurú en estas situaciones como Phil Jackson. Los Pistons golpearon primero en el Staples Center, Lakers se apuntó el 2º. Pero a partir de ahí, Detroit aplastó a Los Ángeles en los siguientes tres encuentros para conquistar así su tercer título. La debacle de los Lakers supondría poco después la marcha de Jackson y del propio O’Neal, traspasado a los Miami Heat a cambio de Lamar Odom, Caron Butler, Brian Grant y una futura primera ronda del draft. Malone, que no podría jugar siquiera el quinto encuentro de la eliminatoria, supeditaría jugar la siguiente temporada al estado de su maltrecha rodilla.

### Proezas de Kobe Bryant

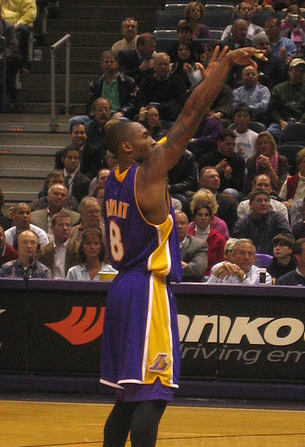
Kobe Bryant, autor de 81 puntos ante Toronto Raptors.

El 22 de enero de 2006 Kobe Bryant anotó 81 puntos a Toronto Raptors. Ese registro solo permanece en los anales detrás de los 100 de Chamberlain. Lo de menos aquella noche es que Lakers, que perdía de 15 al descanso, acabara ganando por 18.
Kobe reconoció al final del partido que "Estar por detrás en el marcador me ha hecho meterme más en el partido. Ha sido un sueño que tenía de niño".
La descomunal actuación del, por entonces, 8 de los Lakers se gestó tras la reanudación, donde se fue hasta los 56 puntos para acabar con 81, y 28 de 46 en tiros (7 triples inclusive) y 17 de 20 en tiros libres.
Toronto pidió un tiempo muerto a dos segundos del final para que los espectadores pudieran aplaudir a Bryant.
Un año después Bryant volvería con otro logro. Esta vez el, ahora, 24 de Los Lakers consiguió 50 puntos ante New Orleans Hornets en lo que suponía el 4º partidos consecutivo por encima de los 50 puntos, superando a Michael Jordan o Elgin Baylor, que se habían quedado en 3. Los 7 consecutivos de Chamberlain en la 1961-62 quedan aún muy lejos.
Kobe comenzó el 16 de marzo de 2007 frente a Portland Trail Blazers con 65 puntos, y se alargó hasta el 23 de marzo con 50 ante New Orleans Hornets. Entremedias, 50 a Minnesota Timberwolves y 60 a Memphis Grizzlies. En todos esos encuentros, salvo el de Memphis, Lakers ganó apuradamente.

### Llega el “Showtime” de South Beach
Con la llegada de Shaquille O'Neal, se preveía que tarde o temprano el equipo llegaría a las Finales de la NBA, pero no tan pronto como, de la mano de Shaq y Dwyane Wade, lo hcieron. Mientras tanto, el que fuera compañero de alegrías en Lakers, Kobe Bryant, conseguía la segunda mejor marca en un partido con 81 puntos ante Toronto Raptors.

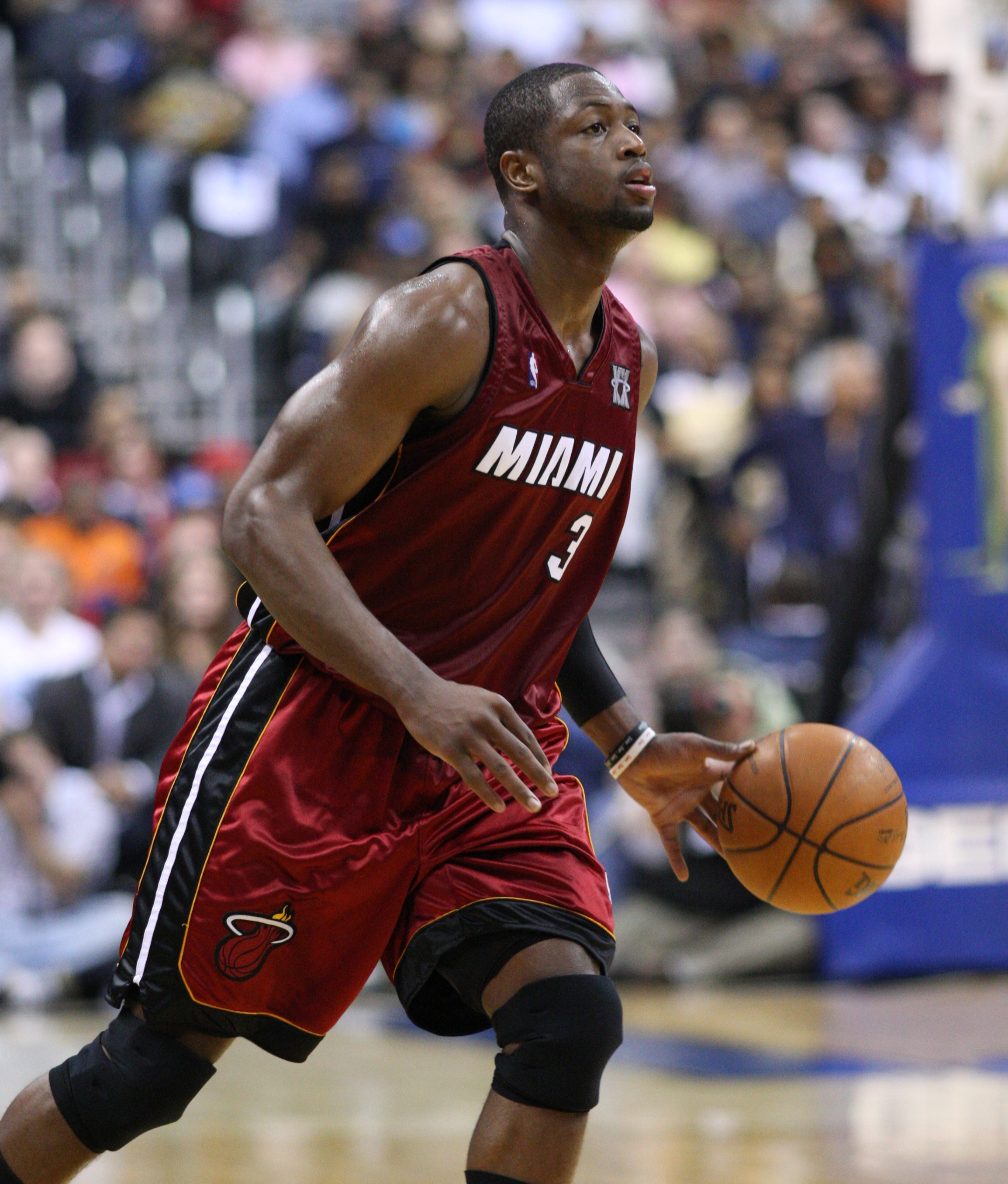
Dwyane Wade lideró a los Heat al anillo.

En los playoffs de 2006, los favoritos para alcanzar las finales en el Este volvían a ser los Pistons tras dos años consecutivos haciéndolo. Los Heat, sin embargo, se deshicieron en las dos primeras rondas de Chicago Bulls y New Jersey Nets sin demasiados problemas, plantándose en las Finales de Conferencia ante Detroit. Con un O’Neal sensacional y un Wade de otro mundo, seis partidos fueron suficientes para llegar a las Finales de la NBA, las primeras en su historia. En ellas, ante Dallas Mavericks y tras el segundo encuentro, los funcionarios de la ciudad de Dallas ya habían planificado el desfile de victoria. Sin embargo, a partir del tercer partido los Mavs desaprovecharon una ventaja de 2-0 ante unos Heat liderados por un espléndido Dwyane Wade, que promedió 36 puntos en los siguientes cuatro partidos. Wade llevó a los Heat al triunfo, anotando 42 puntos y recogiendo 13 rebotes en el ajustado tercer partido (98-96). En este encuentro, los Mavs llegaron a tener una ventaja de 13 puntos en el marcador a falta de siete minutos para el final del encuentro, pero un parcial de 22-7 para los Heat cambió totalmente el panorama, finalmente terminando 98-96 para los de Florida. Se trató de la mayor remontada en playoffs de la historia de la franquicia. En el cuarto encuentro, la ventaja fue de 24 puntos de diferencia (74-98), con un Wade inmenso de nuevo con 36 puntos. Ya en el quinto, y el que a la postre sería el último en Miami, tan solo un punto de diferencia separó en el marcador a ambos equipos. Wade una vez más se erigió como héroe anotando la canasta que mandaba el partido a la prórroga, y ya en ella, unos tiros libres le daban la victoria, con Wade finalizando con 43 puntos. De vuelta a Dallas, en el sexto encuentro, Wade volvió a martirizar a los Mavericks con 36 puntos, ayudados por los cinco tapones de Alonzo Mourning y logrando Miami Heat el primer título de su historia. Los Mavericks se convertían en el tercer equipo en la historia de la NBA (primero desde 1977) en desaprovechar una ventaja de 2-0 en unas finales. 
En la temporada 2006-07, el alemán Dirk Nowitzki, de los Dallas Mavericks, recibió el MVP de la Temporada, siendo así el primer europeo en ganar dicho galardón. En playoffs, la sorpresa fue Golden State Warriors, que se deshizo en primera ronda de Dallas por 4-2, convirtiéndose en el primer conjunto clasificado en la octava posición en ganar al equipo de mejor balance de la conferencia desde que se impusieron las eliminatorias a siete partidos. Los San Antonio Spurs garon el tercer campeonato en cinco años y el cuarto en nueve años. Barrieron en las finales a los Cleveland Cavaliers liderados por LeBron James, que previamente derrotaron en las Finales de Conferencia a Detroit Pistons en una serie heroica del propio James. Una ronda antes, los texanos no tuvieron muchos problemas en eliminar a Utah Jazz. El MVP de las Finales fue el base francés Tony Parker, convirtiéndose en el primer europeo en ganar dicho premio.

### Vuelve la dinastía de Boston

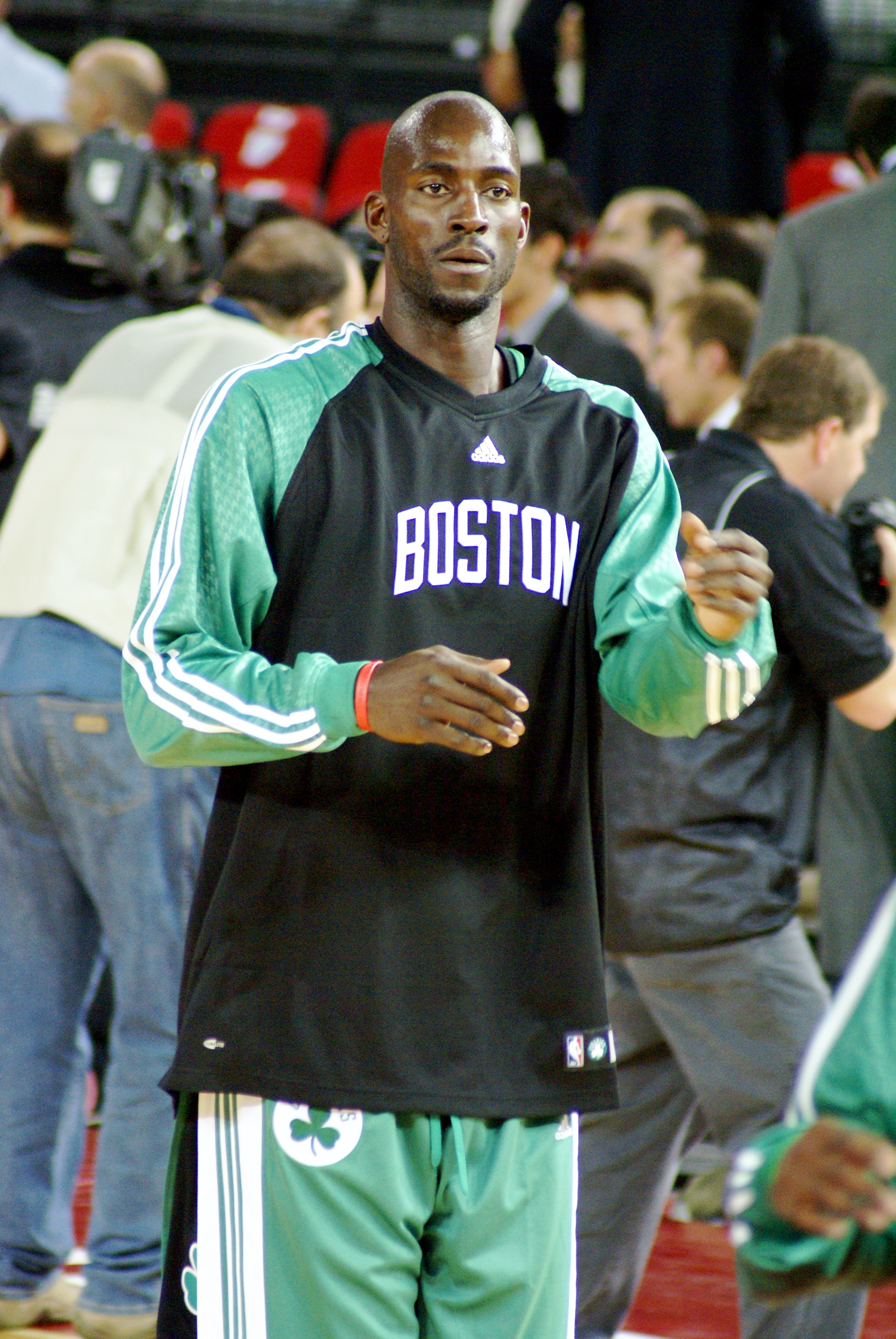
Kevin Garnett devolvió a la gloria a Boston 26 años después.

En la temporada 2007-08 Kobe Bryant por fin consiguió ganar el premio al MVP. La temporada regular culminó con Boston Celtics en la cima con un balance de 66-16 liderados por el trío formado por Kevin Garnett, Paul Pierce y Ray Allen. El 1 de febrero de 2008 el español Pau Gasol fue traspasado de Memphis Grizzlies a Los Angeles Lakers convirtiendo al equipo angelino en un serio candidato a luchar por el anillo.
En los playoffs de la Conferencia Oeste no hubo muchas sorpresas. Los Lakers vapulearon a Denver Nuggets 4-0, San Antonio Spurs derrotó a Phoenix Suns por 4-1, New Orleans Hornets ganó a Dallas Mavericks en cinco encuentros y Utah Jazz eliminó a los Houston Rockets en seis partidos.

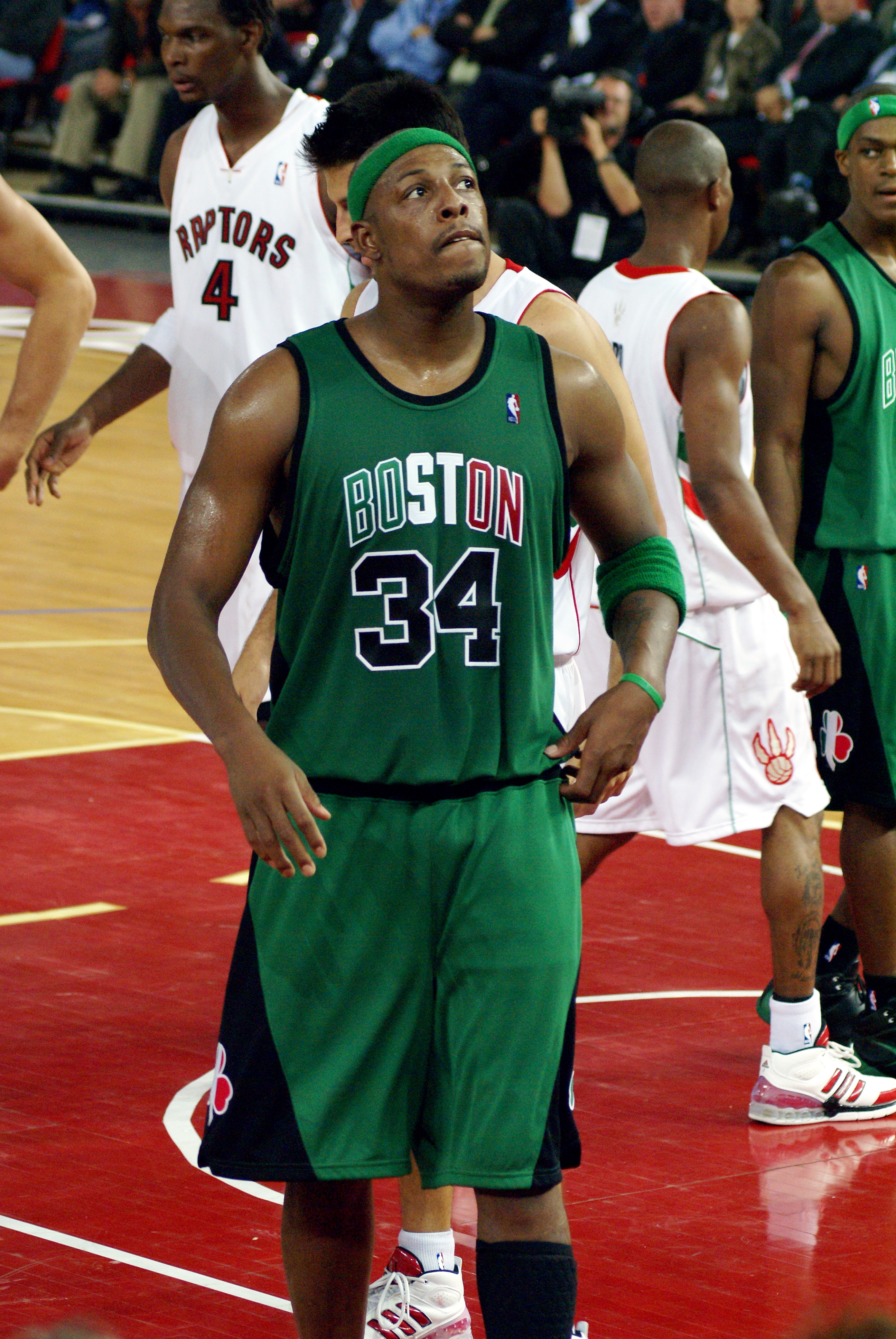
Paul Pierce, MVP de las Finales de 2008.

En el Este, los Celtics sufrieron para eliminar a Atlanta Hawks 4-3, Orlando Magic se despachó de Toronto Raptors 4-1, Detroit también sufrió por demás para eliminar a Philadelphia 4-2, mientras que los Cavs de LeBron James eliminaron a Washington Wizards cómodamente.
En semifinales de playoffs, San Antonio se topó con unos Hornets que le ganaron los 2 primeros encuentros con una serie espectacular de Chris Paul y la eliminatoria se estiró hasta un séptimo donde la experiencia de San Antonio se hizo pesar y los Hornets fueron eliminados en su propia casa. Por su parte, Los Angeles Lakers se hicieron cargo de Utah con una serie sensacional del recién MVP Kobe Bryant y los eliminaron por 4-2. En el Este los Celtics se toparon con LeBron y compañía de nuevo la serie de los Celtics se extendió hasta un séptimo choque donde LeBron anotó 45 puntos pero la victoria fue a parar a los Celtics. Los Pistons lo tuvieron fácil para eliminar a Orlando Magic por 4-1. En las Finales de Conferencia Oeste los Lakers barrieron a San Antonio por 4-1 y, en el Este, Boston venció 4-2 a Detroit Pistons y regresó a unas Finales de la NBA después de una larga travesía.
En la Final de la NBA se enfrentaban los dos equipos más laureados de la historia: los Boston Celtics, que ganaron su último anillo en 1986 con Larry Bird y compañía y Los Angeles Lakers, que ganaron su último anillo en 2002 con varios jugadores todavía estaban en la plantilla desde dicho título. En el primer partido de la serie, los Celtics se impusieron 98-88 con un regreso triunfal de Paul Pierce después de recibir un golpe en la rodilla, en el segundo encuentro, Boston tuvo una noche de ensueño hasta los últimos 3 minutos del juego en el que llegaron a  ganabar por 22 puntos, pero una ráfaga de triples de los Lakers los llevó a la derrota por 108-102. Esa noche Rajon Rondo, batió el récord de asistencias en una final con 16. En el tercer partido, la serie se trasladaba a Los Ángeles, donde los Lakers hicieron de las suyas y vencieron a los Celtics por 87-81. En el cuarto partido de la final, los Celtics remontaron una ventaja de 24 puntos para terminar ganando 97-91, con Pierce anotando 38 puntos. En el quinto partido, casi se repite la historia; los Lakers fueron ganando durante todo el partido y otro acto heroico de Pierce acercó a los Celtics a 2 puntos al final del partido, pero este terminó 103-98 para los Lakers. En el último partido de la final, con los Celtics de vuelta a casa, los locales brillaron en una noche donde arrollaron a los Lakers 131-92. De este modo, los Celtics celebraban su primer anillo luego de 22 años.
Por otro lado, la NBA aprobó la solicitud de Seattle SuperSonics de mudarse a Oklahoma City el 18 de abril de 2008.  Sin embargo, el equipo no pudo moverse hasta que se resolvió una demanda presentada por la ciudad de Seattle, que estaba destinada mantener a los SuperSonics en Seattle durante las dos temporadas restantes del contrato de arrendamiento del equipo en el KeyArena. Después de un caso judicial, la ciudad de Seattle se estableció con el grupo propietario de los SuperSonics el 2 de julio de 2008, permitiendo que el equipo se mude a Oklahoma City de inmediato a cambio de terminar las dos temporadas finales del contrato de arrendamiento del equipo en KeyArena. De esta manera, la franquicia se mudaba a Oklahoma City, nacían los Oklahoma City Thunder y comenzaron a jugar en la temporada 2008-09.

### Los Angeles Lakers dominan con el back-to-back
El 1 de febrero de 2008 se produce un intercambio entre Memphis Grizzlies y Los Angeles Lakers por el cual Pau Gasol es traspasado a Los Angeles Lakers a cambio de Kwame Brown (número 1 del draft de 2001), el rookie Javaris Crittenton, Aaron McKie y, además, los derechos sobre su hermano Marc Gasol y dos primeras rondas del draft de 2008 y 2010. 
En 2009, Kobe Bryant y los Lakers volvieron a la final, esta vez para derrotar a Dwight Howard y sus Orlando Magic, que llegaban por segunda vez en su historia a unas finales, y llevar a los angelinos a su decimoquinto título de la NBA. Bryant ganó su primer MVP de las finales en su decimotercera temporada después de liderar a los Lakers a su primer campeonato de la NBA desde la salida de Shaquille O'Neal. En la temporada 2010, revalidan el título frente a los Boston Celtics con aires de revancha en una histórica serie que se alargó hasta el séptimo partido y con Kobe ganando su segundo MVP de las finales.

### Temporada 2010/2011: Dallas Mavericks
Tras una buena temporada regular 2010/11, Dallas Mavericks llegó a las segundas finales de su historia con un global de 57-25 y tras acabar terceros en el oeste. En la primera ronda, superaron 4-2 a los Portland Trail Blazers, para después en las Semifinales de Conferencia barrer a los por entonces bicampeones Lakers 4-0, accediendo de esta manera a las finales de conferencia en las que derrotaron a Oklahoma City Thunder en cinco juegos (4-1). De esta forma, y contra todo pronóstico, llegaron a otras finales de la NBA, y con una motivación extra al enfrentar al equipo que se las ganó en 2006. Sin embargo, para estas finales los Miami Heat partían como favoritos con su llamado Big three (Lebron James, Dwyane Wade y Chris Bosh). El primer partido se lo llevaron los Heat con un 92-84 y una gran actuación de sus estrellas, especialmente de Wade, pero para el segundo, Dirk Nowitzki sacaría la cara y, con ayuda de sus compañeros (especialmente Jason Terry y Shawn Marion), empataron la serie con un marcador de 95-93. Entonces la serie se trasladó a Dallas, pero los Heat nuevamente tomaron ventaja en el tercer partido con un marcador de 88-86. Con la serie en contra 2-1, Dallas sabía que debía ganar como sea y así lo hizo en el cuarto partido, empatando la serie 2-2. El quinto y último partido en Dallas era decisivo para las aspiraciones de ambos por conseguir el título: Miami demostró muchas dudas y con un Lebron James dando uno de los peores partidos de su carrera, Dallas, con 29 puntos de Nowitzki, tomó ventaja 3-2 en la serie, quedando el equipo de Texas a un partido del soñado primer título que se le había negado durante años. Para el sexto juego, con una destacada actuación de Jason Terry con 27 puntos, que hizo que no se notara la pobre actuación de los 3 primeros cuartos de Nowitzki y añadidos a las pérdidas de balón y facilidades defensivas y ofensivas de Miami, Dallas se consagró campeón de la NBA por primera vez en su historia con un marcador 105-95. A Dirk Nowitzki le fue otorgado el Premio Bill Russell al MVP de las Finales de la NBA, primer jugador de la franquicia en hacerlo y primer alemán en lograrlo.

### Miami Heat se proclama campeón de la NBA 2012
Tras la decepción de las últimas finales contra Dallas, Miami Heat se reforzó para la campaña 2011/12 con nombres como Shane Battier y Norris Cole. Miami comenzó los playoffs con hambre de llegar a las finales ganando a los New York Knicks De Carmelo Anthony 4-1. En semifinales se enfrentaron contra unos jóvenes Indiana Pacers; Miami ganó el primer partido, pero los Pacers dieron el susto en el segundo partido donde Chris Bosh se lesionó. En el tercer choque, sin Bosh pero con un LeBron James y Wade decididos, pudieron con los de Indianápolis y ganando los tres partidos consecutivos pasaron a la Final de Conferencia contra los Boston Celtics. Miami ya se había enfrentado a los Celtics en los playoffs pasados en la semifinal de Conferencia y comenzó con el pie derecho ganando los dos primeros juegos en el American Airlines Arena, pero cuando llegaron a casa de los Celtics, fue Miami quien perdió los dos siguientes partidos con un "big four" imparable: Rondo, Garnett, Allen Y Pierce. Ya de nuevo en casa de los Heat y en el quinto partido, Miami salió derrotado y estaban a un partido de ser eliminados. Fue entonces cuando un heroico LeBron salió a relucir todo su talento y esfuerzo y Miami ganó con contundencia el sexto partido. En el "game 7", Miami venció y se clasificaba para las finales de la NBA por segunda vez consecutiva. En ellas se enfrentarían a los Oklahoma City Thunder, que habían llegado a las primeras finales desde su traslado a Oklahoma y siendo las segundas de su historia. Los Thunder contaban en sus filas con jugadores como Kevin Durant, Russell Westbrook, James Harden y Serge Ibaka, habiendo eliminado a Dallas Mavericks (actuales campeones), Lakers y San Antonio. Miami empezó perdiendo el primer encuentro 105-94, pero empezaron a carburar a partir del segundo choque con Lebron anotando 32 puntos, logrando el triunfo y empatando la serie. Miami se apoderó del tercer encuentro con 29 puntos de Lebron y 25 de Wade. En el cuarto partido, en casa de Miami, ganaron los de Florida con 26 puntos, 12 asistencias y 9 rebotes por parte de LeBron y poniendo la serie 3-1 a solo un juego del anhelado anillo. Ya en el quinto partido, los Miami Heat se proclamaron campeones de la NBA por segunda vez en su historia. Lebron James, con un triple-doble en el quinto partido (26 puntos,11 rebotes,13 asistencias), se llevó su primer MVP de las finales.

### Miami Heat: back to back
Tras una excelente temporada, el equipo de Miami finalizó en primer lugar de la temporada regular 2012/13 y llegó a los playoffs con un global de 66-16. En la primera ronda se enfrentaron a los Milwaukee Bucks de Monta Ellis, quien había tenido una buena temporada, pero eso no bastó a la hora de enfrentarse al "Big Three" de Miami, quienes juntos promediaron 49 puntos por partido y lograron barrer a los Bucks para avanzar a la siguiente ronda.
En la segunda ronda se enfrentaron a los Chicago Bulls que, sin su estrella Derrick Rose, clasificó en quinto lugar y no tenían a Luol Deng por lesión. Pero eso no detuvo a los Bulls, quienes en el primer partido lograron darle un susto al equipo de Miami que reaccionaría y vencería en los próximos cuatro partidos con un Lebron James promediando 23 puntos, 7 asistencias y 7 rebotes por partido.
En las finales de conferencia se enfrentaban al tercer mejor equipo de la conferencia, los Indiana Pacers de Paul George, quien le dio más de un dolor de cabeza al trío de Miami, llevándolos junto a Roy Hibbert a un 7.º partido donde James, con 31 puntos, y Wade con 21, guiaron a los Heat a sus terceras finales consecutivas.
En las finales aguardaban los San Antonio Spurs, que suponían la revancha para LeBron tras la serie perdida en 2007 con su anterior equipo, Cleveland. En una final muy igualada, los Heat se llevarían la victoria y el primer back to back para el equipo. Las finales serán recordadas por el triple agónico de Ray Allen en el sexto partido que permitió a Miami forzar la prórroga y eventualmente el séptimo partido, que a la postre ganarían en su propia cancha por 95-88.

### La era de Adam Silver
Tras la llegada del nuevo comisionado en la temporada 2013-14, Adam Silver, la NBA vio como los San Antonio Spurs se tomaban su revancha contra Miami en las Finales de 2014 por 4-1 llevándose su quinto anillo, alargando la dinastía de Gregg Popovich y Tim Duncan y desplegando unas de las mejores actuaciones jamás vistas en unas Finales. Tras esto, LeBron James anunció que volvería a sus originarios Cleveland Cavaliers para el curso 2014-15. James lideró al equipo de su estado natal a la segunda aparición de su historia en las Finales, donde cayeron frente a los Golden State Warriors de Stephen Curry en seis partidos.  
Llegada la temporada 2015-16, con Curry a la cabeza, los Warriors volverían a las Finales de la temporada por segundo año seguido contra los Cavs, pero esta vez vencerían los de Ohio ganando su primer campeonato de la NBA en una serie para la historia, tras jugarse un séptimo partido y siendo la primera vez que un equipo da la vuelta a un 3-1 adverso en las finales. En esta temporada histórica, cabe destacar el récord de 73-9 que lograron los californianos, dejando atrás a los míticos Bulls de Jordan y su récord de 72-10, en ambos casos con participación de Steve Kerr, primero en cancha con los Bulls y luego como entrenador de los Warriors y el retiro de grandes leyendas como Kobe Bryant, Tim Duncan y Kevin Garnett entre otros.
Asimismo, para la temporada 2016-17 se repitió la misma final, en donde los de Oakland, liderados por un gran Curry y un decisivo Kevin Durant, fichaje estrella de los californianos para esa temporada y que acabaría siendo galardonado con el MVP de las finales, ganarían en el quinto partido tras doblegar sin mayores complicaciones a los de Ohio. En 2018, los dos equipos reaparecieron en las finales, demostrando su hegemonía de las últimas temporadas; Golden State volvió a superar a Cleveland con un rotundo 4-0 y asentando su dominio en la liga.
Para el curso 2018-19, LeBron se marcharía a Los Angeles Lakers y Golden State volvería a las finales por quinta vez consecutiva, ahora contra los Toronto Raptors. El equipo canadiense se convirtió en el primero no estadounidense en ganar un título de la NBA al superar a los de Oakland por 4-2, logrando Kawhi Leonard, quien fue traspasado a Toronto en esta temporada, su segundo MVP de las finales tras haberlo sido anteriormente con los Spurs en las finales de 2014.
La temporada 2019-20 quedaría marcada por una serie de acontecimientos sin precedentes en la historia de la NBA. El 1 de enero de 2020 falleció a los 77 años David Stern, quien estuvo al mando de la liga durante 30 años. Menos de un mes después, el 26 de enero, Kobe Bryant perdió la vida junto con su hija y otras 7 personas en un accidente de helicóptero. El 11 de marzo, y cuando restaba un mes de temporada regular, debido a la pandemia global del COVID- 19 y tras varios positivos por parte de algunos jugadores, se suspende la competición durante un plazo de al menos 30 días. La liga finalmente volvió, de manera oficial, a la competición a fines de junio del año 2020, con los partidos finales de temporada regular para determinar el sembrado de los equipos para la postemporada, además de quienes jugarían el Play-in, un nuevo formato que enfrentaba al 8.° y 9.° de la conferencia, siempre cuando la distancia entre estos sea de 4 juegos o menos entre ambos, y en donde se jugaba al mejor de 2 partidos, donde el 8.º debía ganar solo 1 partido para clasificarse a los playoffs de ese año, mientras el 9.° lo debe de hacer 2 veces. En esta temporada, los Portland Trail Blazers y los Memphis Grizzlies se enfrentaron en este formato por el último cupo em la conferencia Oeste, que finalmente fue para los de Oregón. Ya en la Postemporada, los finalistas de cada lado fueron los Lakers, por el lado del Oeste, y el Miami Heat, del Este, tras derrotar a los Indiana Pacers, Milwaukee Bucks y los Boston Celtics, perdiendo solo 3 partidos de por medio, al igual que su rival del Oeste. Ya en la máxima escena, Los Angeles Lakers se coronaron campeones de la NBA tras derrotar a Miami Heat (4-2). Lebron James fue elegido el mejor jugador de las Finales, convirtiéndose en el primer jugador de la historia en conseguir el premio con 3 franquicias distintas (Miami Heat, Cleveland Cavaliers y Los Angeles Lakers). Esta fue la temporada más larga en la historia de la NBA.
En la temporada 2020-21, los Milwaukee Bucks derrotarían a los Phoenix Suns en las Finales, asegurando su segundo campeonato de la NBA desde 1971, y en la 2021-22, los Golden State Warriors hicieron su sexta aparición en las finales derrotando a los Boston Celtics, su cuarto campeonato en ocho años.
La temporada 2022-23 vio a los Denver Nuggets, liderados por el pívot Nikola Jokić, hacer la primera aparición de la franquicia en las Finales y derrotar a los Miami Heat en cinco partidos para ganar su primer campeonato de la NBA.
En la  2023-24, los Boston Celtics, repletos de estrellas, ganaron el campeonato sobre los Dallas Mavericks, después de cinco apariciones en finales de conferencia y una aparición en las Finales que marcó su 18º campeonato, el primero desde 2008.